# Panthéon (Paris)
Pour les articles homonymes, voir Panthéon (homonymie).
Le Panthéon de Paris, situé dans le 5e arrondissement de la capitale, sur la montagne Sainte-Geneviève et au cœur du Quartier latin, est un des hauts lieux de mémoire de la nation française.
Construit au XVIIIe siècle par décision de Louis XV en tant qu'église dédiée à sainte Geneviève, destinée à abriter les reliques de la sainte, il est transformé au début de la Révolution française (1789-1799) en monument funéraire en l'honneur des grands personnages de l'histoire contemporaine, en premier lieu pour accueillir la dépouille du comte de Mirabeau, mort en 1791 (mais qui en sera retiré quelques mois plus tard à la suite de découvertes compromettantes).
Portant sur son fronton la devise : « Aux grands hommes, la Patrie reconnaissante », il abrite de nombreuses personnalités. Y sont notamment inhumés Voltaire, Jean-Jacques Rousseau, Victor Hugo, Louis Braille, Sadi Carnot, Émile Zola, Jean Jaurès, Félix Éboué, Jean Moulin, Jean Monnet, Pierre et Marie Curie, André Malraux, Alexandre Dumas (entré en 2002). Il s'agit en général de personnalités civiles, les militaires étant honorés au panthéon militaire des Invalides.
De nombreuses entrées ont eu lieu depuis 2015 : Germaine Tillion, Geneviève de Gaulle-Anthonioz, Jean Zay et Pierre Brossolette le 27 mai 2015, Simone Veil (et son époux Antoine Veil) le 1er juillet 2018, Maurice Genevoix le 11 novembre 2020, Joséphine Baker le 30 novembre 2021, Missak et Mélinée Manouchian le 21 février 2024.
Le 23 novembre 2024, Emmanuel Macron, le président de la République annonce sa décision d'y faire entrer l'historien et résistant Marc Bloch le 16 juin 2026. En mars 2025, il est annoncé que Robert Badinter y entrera le 9 octobre 2025.
Construit dans un style néo-classique sous la direction de Jacques-Germain Soufflot (1713-1780), son architecture reprend notamment la façade du Panthéon de Rome, construit au Ier siècle avant notre ère. Il est surmonté d'un dôme inspiré du Tempietto de l'église San Pietro in Montorio, aussi à Rome.
Les différents dessins de sa construction, sa décoration, les inscriptions et les symboles qui y figurent donnent un aperçu sur la construction de la nation française. Lieu de mémoire, l'édifice comporte aussi un dispositif scientifique spectaculaire : le pendule de Foucault, suspendu au plafond du dôme et long de 67 mètres, permettant de constater le phénomène de la rotation diurne de la Terre. Le Panthéon est ouvert au public et géré par le Centre des monuments nationaux.

## Localisation
Situé au centre de la place du Panthéon, l'édifice s'ouvre à l'ouest sur la large rue Soufflot qui descend vers le jardin du Luxembourg, en créant une perspective longue d'environ 300 mètres.
Les autres rues menant au Panthéon ont une allure plus ancienne, lié au passé médiéval du Quartier latin : la rue Cujas, la rue Clovis, la rue d'Ulm, etc.
La place du Panthéon est entourée par plusieurs édifices et institutions notables : la mairie du 5e arrondissement, les universités Paris 2 Panthéon-Assas et Paris 1 Panthéon-Sorbonne, la bibliothèque Sainte-Geneviève, le lycée Henri-IV, le lycée Louis-le-Grand et l'église Saint-Étienne-du-Mont.

## Origine du nom

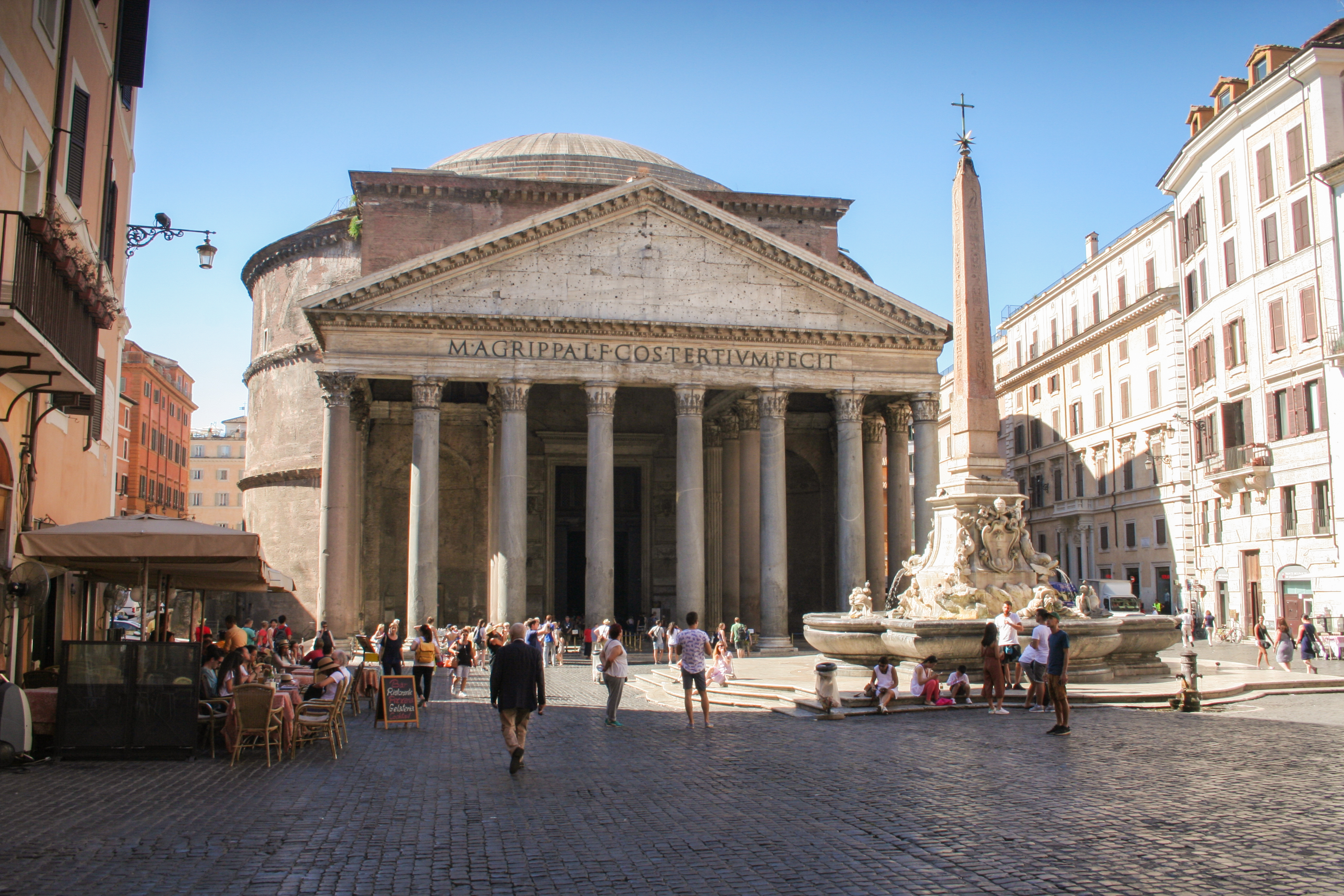
Le Panthéon de Rome, construit en 27 av. J.-C.

Le nom du monument vient du Panthéon de Rome, qui date de l'Empire romain. On ne sait pas exactement quelle a été la fonction originelle de ce dernier, mais il semble avoir été un culte à la famille impériale et avoir été dédié à plusieurs dieux, ce qui lui aurait donné le nom latin Pantheon, du grec πάνθειον / pántheion, « de tous les dieux ».
Longtemps après cette époque, à partir du XVIe siècle, ce Panthéon de Rome a été réemployé comme tombeau pour les hommes illustres, il contient en particulier les restes de Raphaël et Victor-Emmanuel II. Les humanistes de cette époque devaient penser qu'un monument dédié à la vénération des dieux pouvait servir à celle des grands hommes. Il avait alors un peu la même fonction que la basilique Saint-Denis en France ou que l'abbaye de Westminster à Londres.
Et donc, à l'imitation de ce monument, « Panthéon français » est choisi pendant la Révolution pour désigner le bâtiment pas encore consacré comme église Sainte-Geneviève dans son nouvel emploi de mausolée. Un rapport de 1791 proposait des alternatives comme « Portique » ou « Monument des grands hommes », « Basilique nationale », « Cénotaphe », « Mausolée des grands hommes ». Le nom de « Panthéon » a dû plaire parce qu'il apparaissait comme une référence aux vertus romaines antiques, très mises en valeur à l'époque, même si en fait le panthéon-mausolée est une invention italienne.
Il se trouve qu'à ce moment il y avait déjà à Paris un bâtiment nommé Panthéon, qui était un théâtre de divertissement au Louvre. Il a été remplacé en 1792 par le théâtre du Vaudeville. Le nom reprenait celui d'un théâtre de Londres (en), qui lui-même avait été construit en s'inspirant du Panthéon de Rome.

## Architecture

Carte des voies.
Vue aérienne.

### Description générale
Le Panthéon est un bâtiment long de 110 m et large de 84 m. La façade principale est décorée d’un portique aux colonnes corinthiennes, surmonté d’un fronton triangulaire exécuté par David d'Angers. Ce fronton représente la Patrie (au centre) donnant la Liberté et protégeant à sa droite les Sciences – représentées par de nombreux grands savants (Xavier Bichat, Berthollet, Gaspard Monge, Laplace...), philosophes (Voltaire, Jean-Jacques Rousseau...), écrivains (Fénelon, Pierre Corneille...) et artistes (Jacques-Louis David...) – et à sa gauche l'Histoire – représentée par les grands personnages de l'État (Napoléon Bonaparte...) et les étudiants de l'École polytechnique.
L'édifice, en forme de croix grecque, est couronné par un dôme haut de 83 mètres, coiffé d’un lanterneau. L’intérieur est décoré par des peintres académiques comme Puvis de Chavannes, Antoine-Jean Gros, Léon Bonnat ou Cabanel.

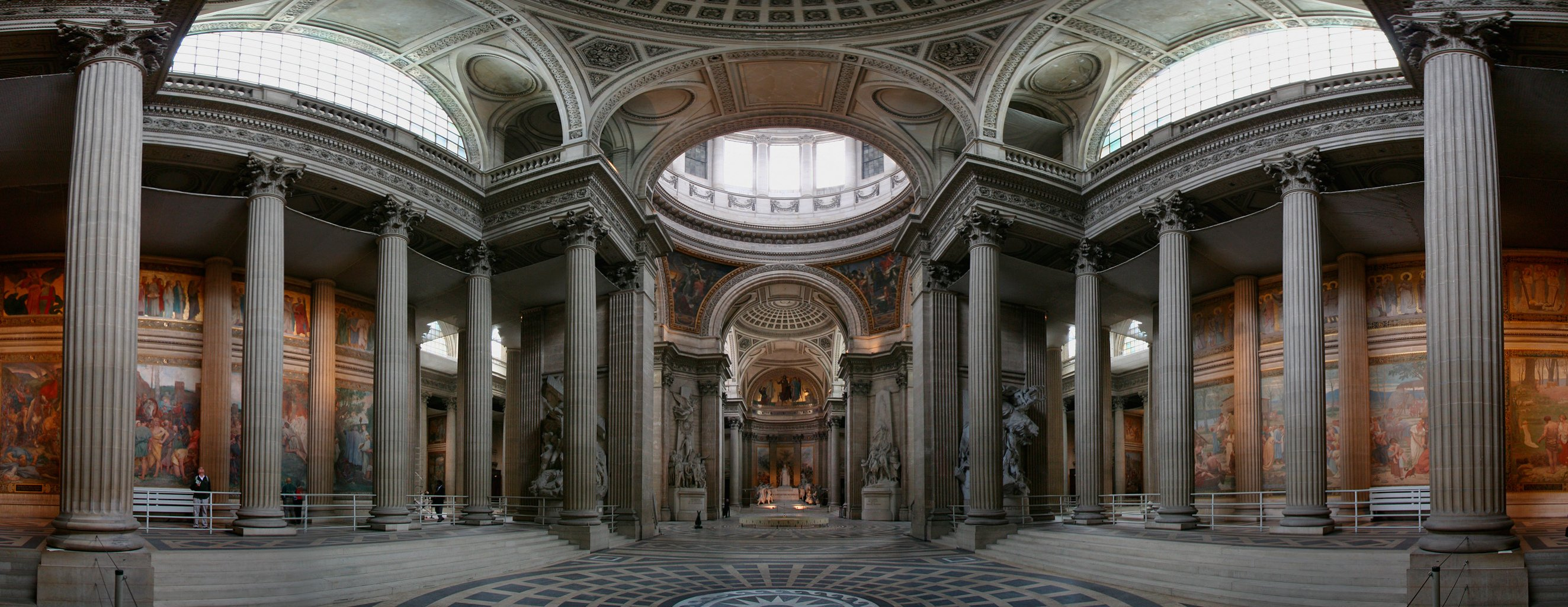
Vue panoramique de l'intérieur du Panthéon.

### Triple coupole

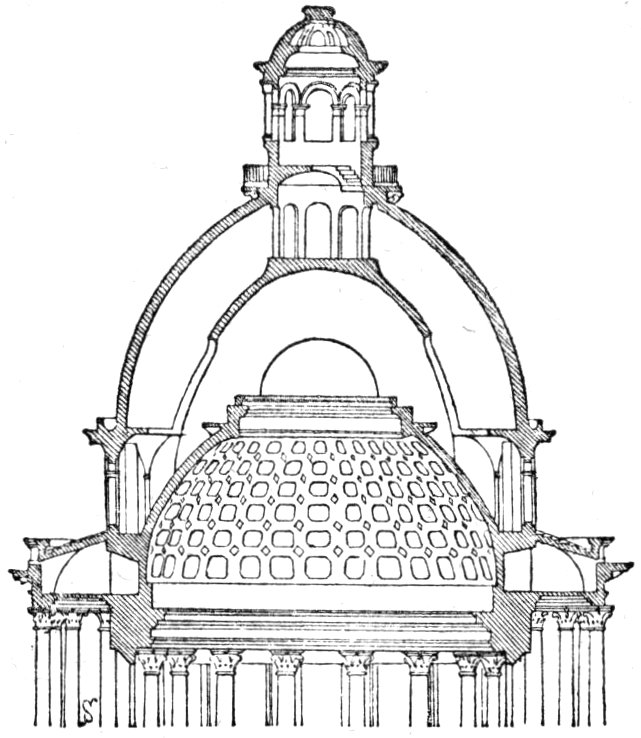
Coupe sur la triple coupole.

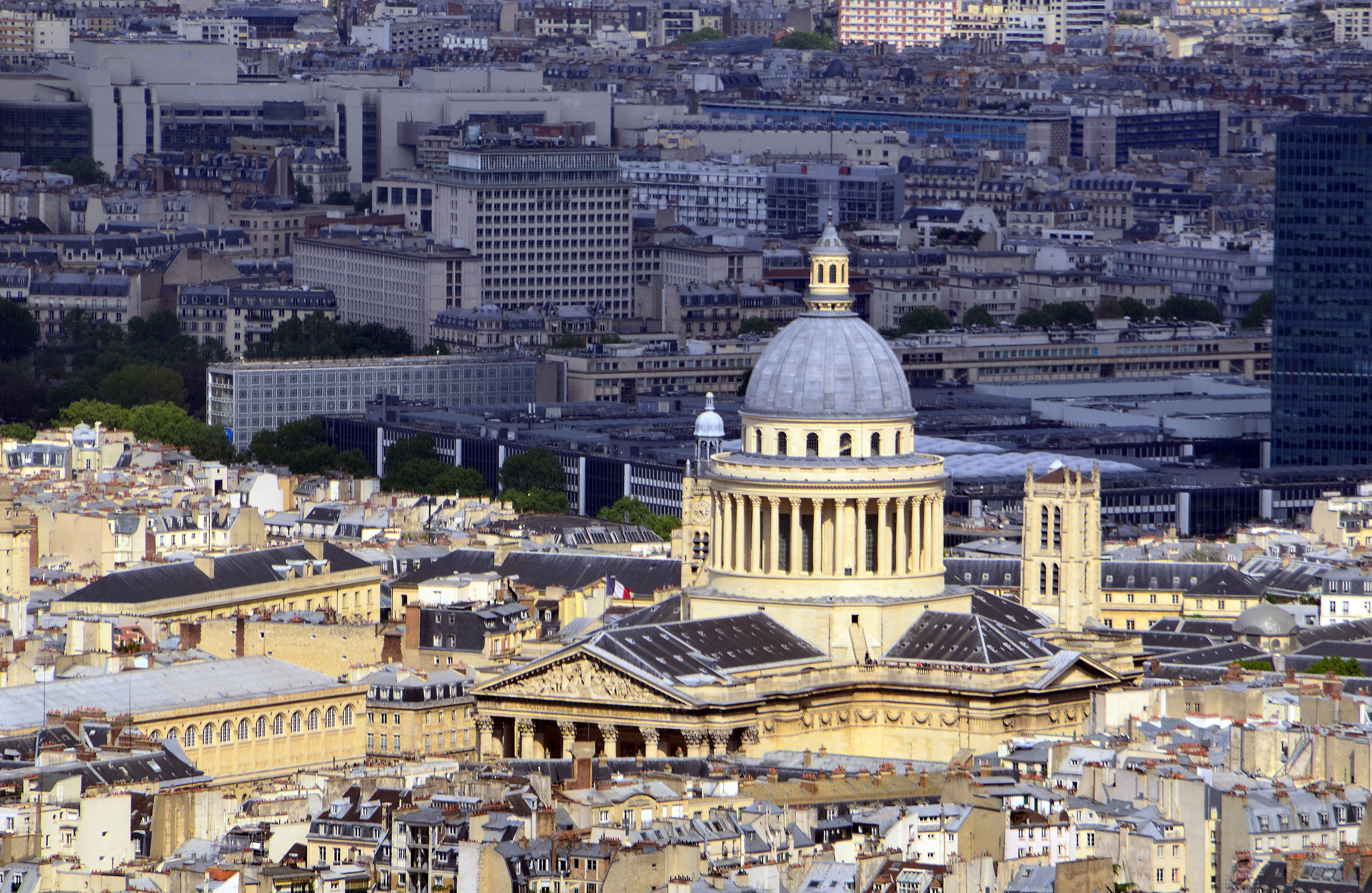
Panthéon vu de la tour Montparnasse en 2016.

Un élément essentiel de la construction reste invisible aux yeux du visiteur. Alors que l'on pourrait penser qu'une seule coupole soutient le lanterneau et la croix à son sommet, en réalité, trois coupoles sont emboîtées les unes dans les autres :
- le dôme extérieur est en pierre recouverte de bandes de plomb, et non pas en charpente, comme il était de tradition à l'époque (comme à Saint-Louis-des-Invalides). Sa mise en œuvre constitue d'ailleurs une véritable prouesse technique. Adhémar, dans son Traité de charpente[6], explique le choix d'une coupole en pierre par la stabilité nécessaire à un grand édifice d'ordinaire soumis, par le vent, à des oscillations ;
- de l'intérieur, on peut voir une coupole à caissons, ouverte au centre par un oculus (ouverture ronde). Cette coupole basse s'appuie sur la partie basse du tambour, au niveau de la colonnade extérieure, qui contrebute l'ensemble ;
- entre ces deux coupoles, extérieure et intérieure, est construite une troisième coupole technique intermédiaire de la forme d'un demi-œuf, qui soutient la lanterne de pierre, laquelle pèse plus de cinq tonnes. C'est sur la face intérieure de cette coupole qu'est peinte L'Apothéose de sainte Geneviève d'Antoine Gros, visible à travers l'oculus de la coupole intérieure. Cette coupole intermédiaire n'est pas constituée d'un manteau de pierre continu comme le dôme extérieur : elle est ajourée par quatre arcs qui permettent de faire descendre les charges de la lanterne vers les piles. Les jours, quant à eux, laissent passer la lumière prise par les fenêtres en partie haute du tambour entre les deux coupoles inférieures pour nimber la peinture de l'Apothéose.

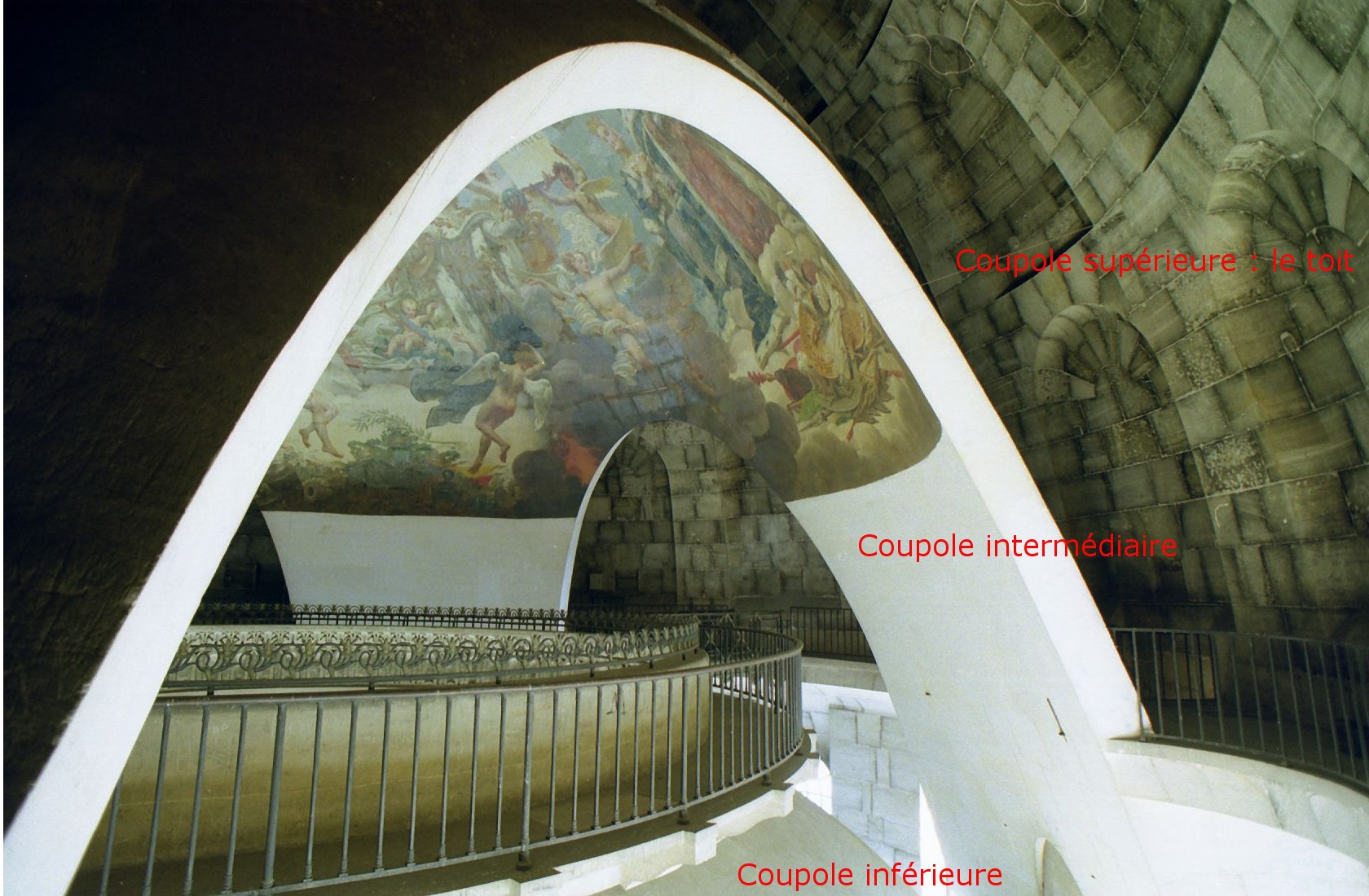
Les trois coupoles.

Cette méthode de circulation de la lumière peut être comparée avec celle qu'ont adoptée les prédécesseurs de Soufflot ; par exemple, le Panthéon de Rome et son oculus central à ciel ouvert, ou la coupole des Invalides de Paris de Hardouin-Mansart. Il existe aussi un dôme triple enveloppe à la cathédrale Saint-Paul de Londres, conçu peu de temps auparavant par l'architecte anglais Christopher Wren, avec cependant un dôme charpenté. Le système de construction peut être examiné sur la maquette réalisée par Rondelet : elle se trouve exposée dans la chapelle annexe-nord du bâtiment,.
Dans la conception du dôme, d'un poids de 17 000 tonnes, Soufflot a utilisé la courbe de la « chaînette renversée », dans le dessin de la coupole intermédiaire,. Celle-ci est influencée par la théorie du mathématicien anglais Robert Hooke, publiée en 1678 : la courbe formée par une chaîne de suspension, lorsque renversée, donne la forme d'un arc de maçonnerie « parfait », suivant et contenant la ligne de poussée, et qui trouvera une formulation mathématique en 1691, par Jacques Bernoulli, Leibniz, et Huygens.

### Crypte

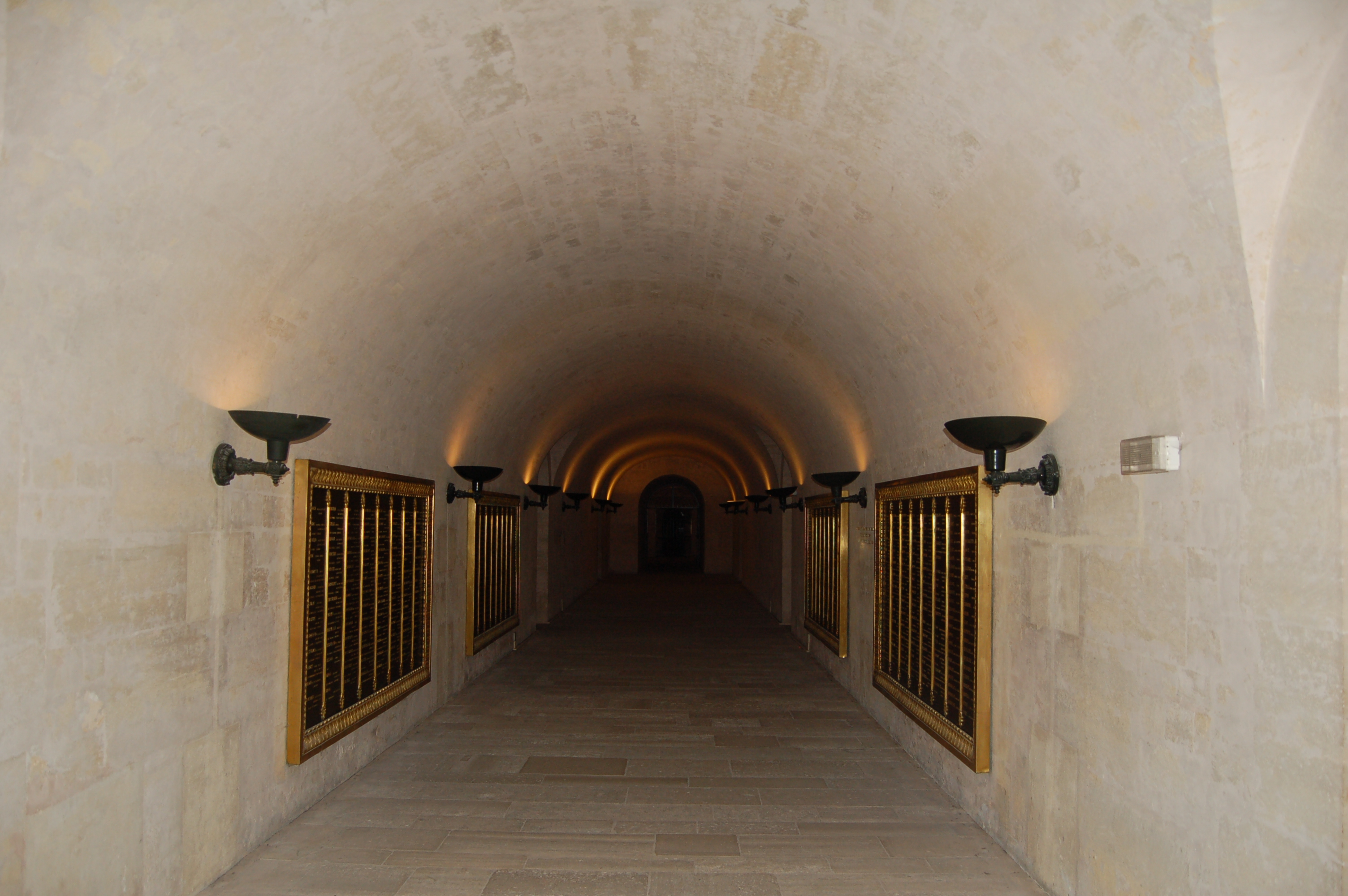
Couloir de la crypte.

La crypte couvre toute la surface de l'édifice. En effet, elle est constituée de quatre galeries, chacune sous chacun des bras de la nef. Cependant, elle n'est pas véritablement enterrée comme une cave puisque des fenêtres, en haut de chaque galerie, s'ouvrent sur l'extérieur.
On pénètre dans la crypte par une salle décorée de colonnes doriques (en référence au temple de Neptune à Paestum, que Soufflot avait visité pendant son voyage en Italie). En avançant, on découvre, au centre du bâtiment, la vaste salle voûtée de forme circulaire et la petite pièce centrale, située juste sous le dôme. Les dimensions de la crypte font qu'elle paraît fort vaste. Les 81 hôtes actuels ne sont pas à l'étroit puisque la capacité totale d'accueil est d'environ 300 places. Une des hypothèses émises pour expliquer cela serait que Louis XV voulait en faire un mausolée pour les Bourbons.

## Histoire

### Origines
Louis XV, parti diriger ses armées engagées sur le front de l'Est dans la guerre de Succession d'Autriche, tombe gravement malade le 4 août 1744, à Metz. Son état empirant, la question de la communion et de l'extrême-onction se pose. François de Fitz-James, premier aumônier du roi, refuse de lui donner la communion tant que sa maîtresse, Madame de Châteauroux, n'a pas quitté les lieux. Puis il impose au roi de demander pardon du scandale et du mauvais exemple qu'il donne. Le 14 août 1744, il n'accepte de lui donner l'extrême-onction que si sa maîtresse perd le titre de surintendante de la maison de la Dauphine. Madame de Châteauroux quitte Metz tandis que la reine arrive en hâte.
Le roi fait le vœu de faire construire une église dédiée à sainte Geneviève, dans le cas où il guérirait. Devant l'incapacité des médecins à le soigner, un praticien messin juif, Isaïe Cervus Ullmann, est appelé au chevet du roi,. Bien qu'il parvienne à sauver le roi, il n'en est pas récompensé : on ne peut attribuer la guérison du roi « Très Chrétien » à un Juif, aussi c'est un médecin lorrain, Alexandre de Montcharvaux, qui récolte tous les honneurs. Le souverain échappe à la mort et fait construire l'église qu'il a promise en cas de guérison ; elle deviendra le Panthéon de Paris.

### Construction

#### Le projet architectural de Soufflot

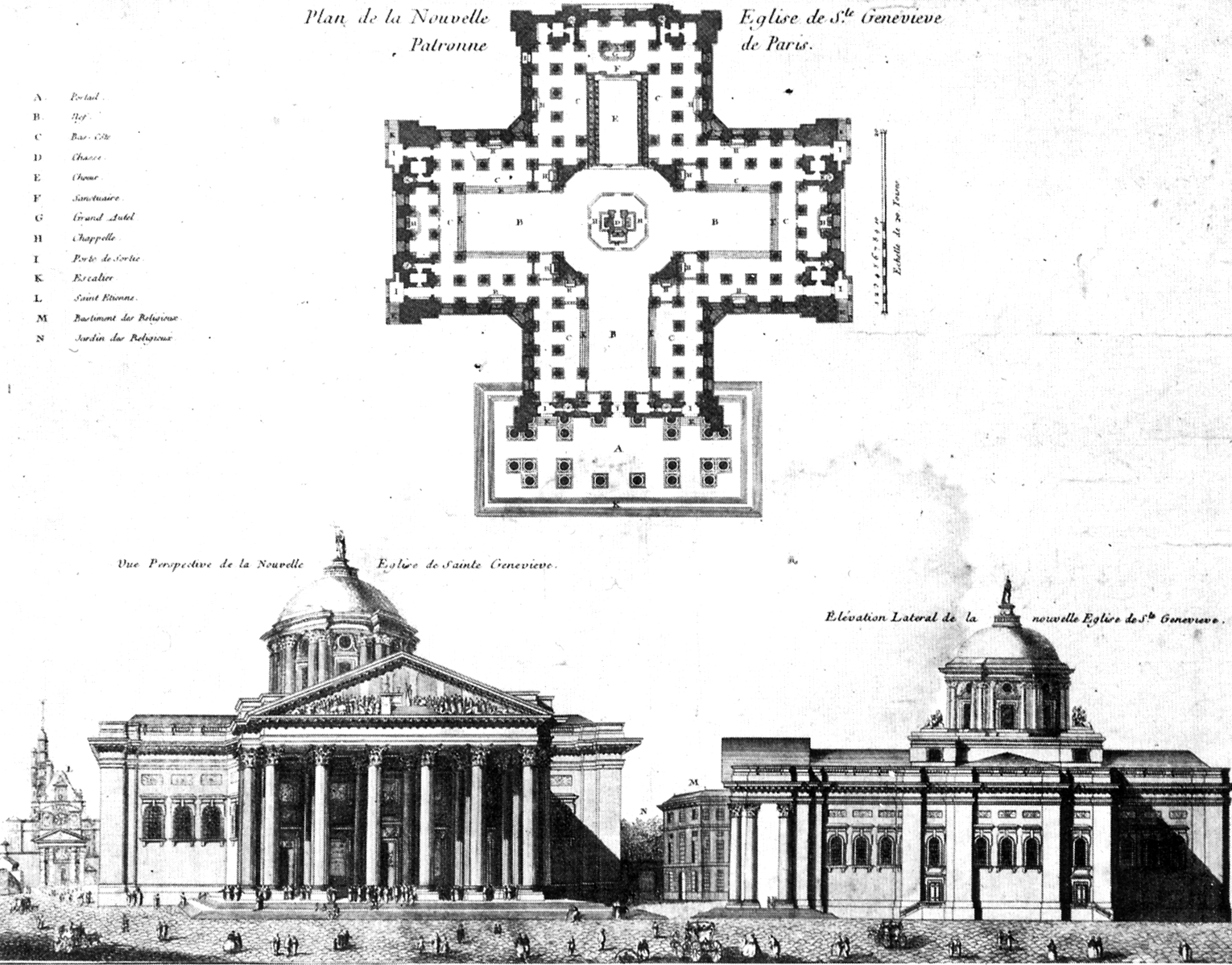
Premier projet de Jacques-Germain Soufflot en 1756.

Le projet architectural de Jacques-Germain Soufflot est une église à dôme, en forme de croix grecque, c'est-à-dire avec quatre branches courtes, égales en longueur et en largeur. Pour le réaliser, il emprunte à différents styles architecturaux, ce qui fera écrire à Maximilien Brébion : « Le principal objet de M. Soufflot, en bâtissant son église, a été de réunir, sous une des plus belles formes, la légèreté de la construction des édifices gothiques avec la magnificence de l'architecture grecque ».
Soufflot était assisté par deux ingénieurs, Émiland Gauthey et Jean-Baptiste Rondelet qui a achevé le monument à la mort de l’architecte en 1780. Pour la première fois, un monument a fait l’objet de calculs mathématiques afin d’évaluer les poussées et la résistance des matériaux. On avait même construit à cet effet une machine à écraser les pierres. Pour tenter de consolider la structure, toutes les pierres ont été armées avec des agrafes en fer.
Soufflot a composé son église en puisant dans différents registres :
- gothique : par la structure, constituée d'une nef voûtée, contrebutée par des arcs-boutants au-dessus des bas-côtés. Soufflot connaissait l'architecture gothique pour avoir écrit un mémoire sur le sujet en 1747 ;
- byzantin : avec l'usage des coupoles en couvrement ;
- classique : la coupole à tambour, avec son péristyle extérieur, est une référence au tempietto de Bramante ;
- mais surtout gréco-romain : péristyle à six colonnes à entrecolonnement régulier et à fronton triangulaire (unique à l'époque), colonnes corinthiennes portant un entablement – alors que l'usage à l'époque était les piliers carrés portant des arcades (cf. l'église Saint-Sulpice de Paris).

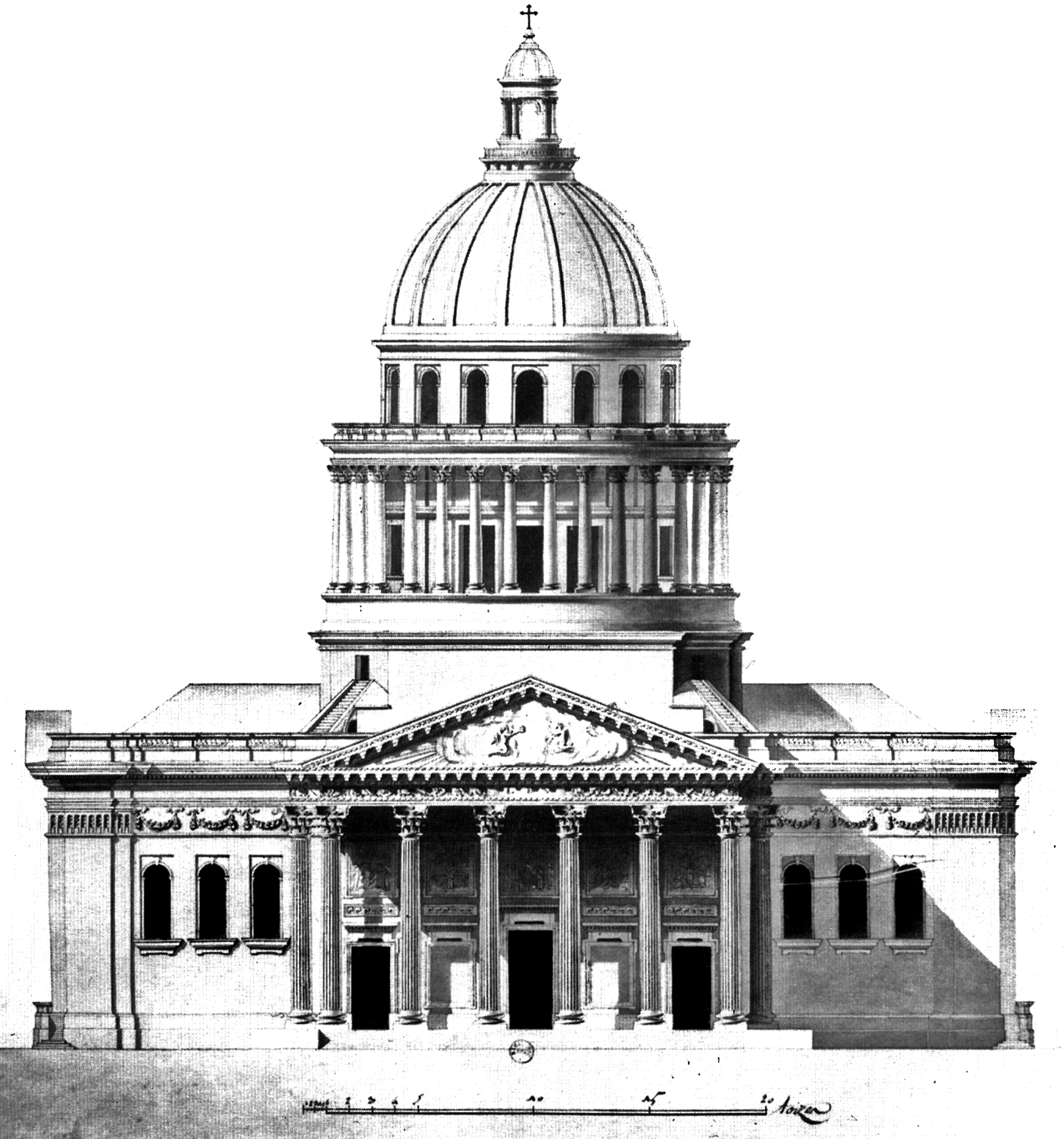
Projet (réalisé) de façade.

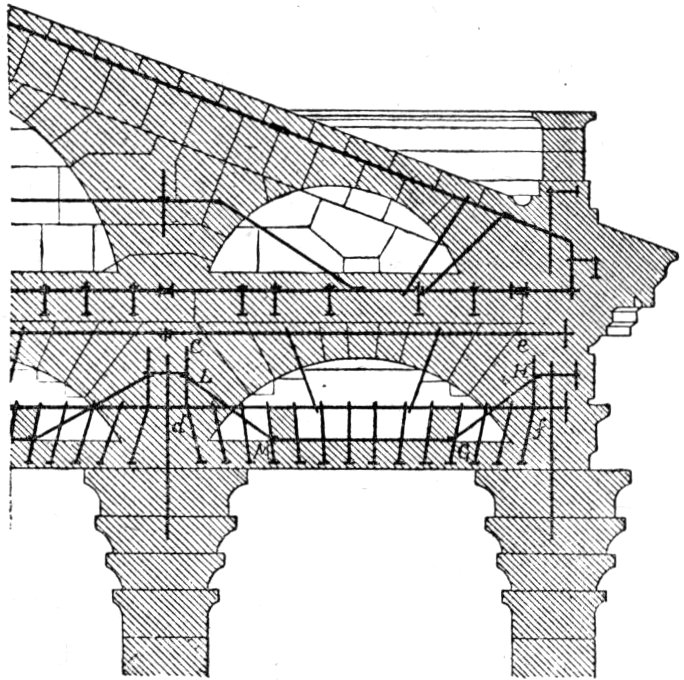
Armatures dans la pierre.

En raison de ces différents styles, l'église Sainte-Geneviève sera considérée par Pierre Lavedan et Louis Hautecœur comme le premier édifice éclectique. Il est cependant généralement classé comme néo-classique, d'abord pour la période de sa construction, puis par le vocabulaire de l'architecture classique (colonnes, entablement, fronton, etc.) utilisé dans une volonté de retour à la simplicité antique en réaction au style baroque de la période précédente (la façade ne comporte qu'un seul ordre comme les temples grecs, et non des ordres superposés comme Saint-Louis des Invalides, les colonnes du péristyle d'entrée ont un entrecolonnement régulier comme les temples antiques, alors que l'usage classique était d'écarter davantage les colonnes centrales, le même ordre corinthien se retrouve à l'intérieur comme à l'extérieur, etc.).
D'un point de vue structurel, les quatre nefs servent à contrebuter les poussées latérales du dôme. Cependant, le recours à l'armature de la pierre est nécessaire, compte tenu des poussées à contenir. Le portail contient une structure métallique invisible. Il s'agit véritablement de pierre armée et non pas simplement chaînée comme il était souvent pratiqué à l'époque, la disposition des armatures étant déjà celle d'une poutre en béton armé. Cependant, cette technique de construction nécessite un entretien régulier, pour éviter que l'humidité n'entre dans la maçonnerie et ne fasse rouiller le fer des armatures qui risqueraient de faire éclater la pierre.
Dès 1764, ce projet audacieux est l'objet de protestations de la part du clergé catholique qui s'élève contre la construction d'une église dont le plan au sol ne serait pas celui d'une croix latine. Soufflot doit donc revoir son plan. Il allonge d'une travée le bras du chœur (branche est), ce qui permet de créer une abside flanquée de deux tours abritant des chapelles au rez-de-chaussée et des clochers en élévation. À l'opposé, il allonge également le bras de la branche ouest en la dotant, à la manière des temples grecs de l'Antiquité, d'une sorte de pronaos, c'est-à-dire d'un portique qui précède le sanctuaire.

#### Lancement du projet

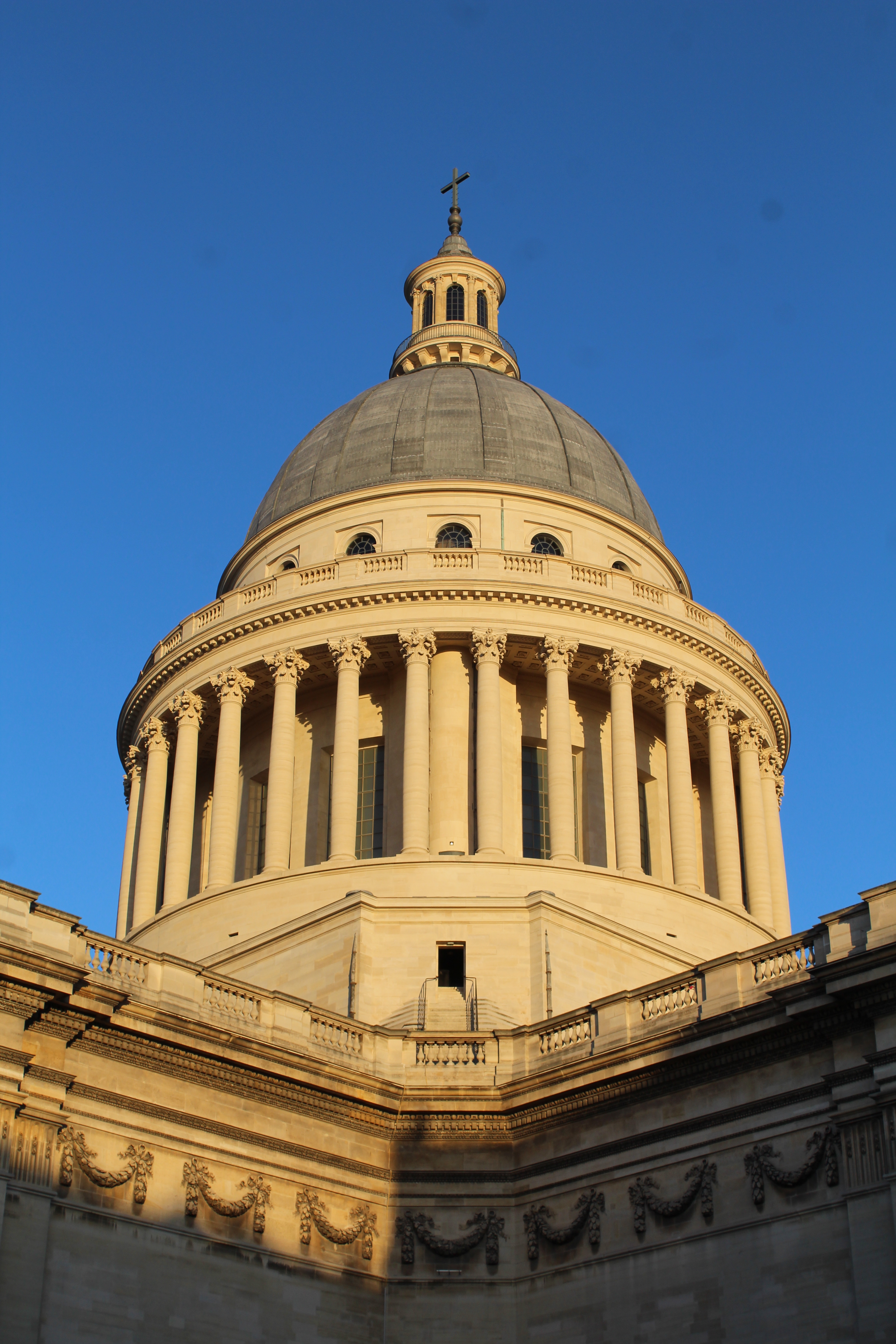
Le dôme du Panthéon.

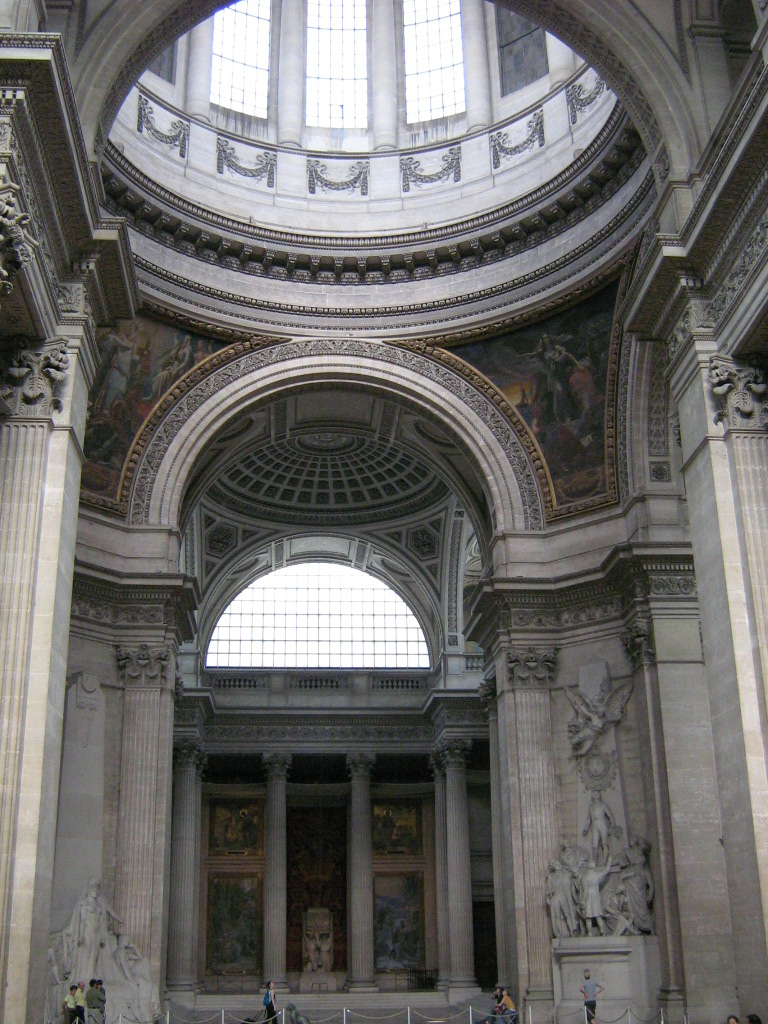
Dômes vus du rez-de-chaussée.

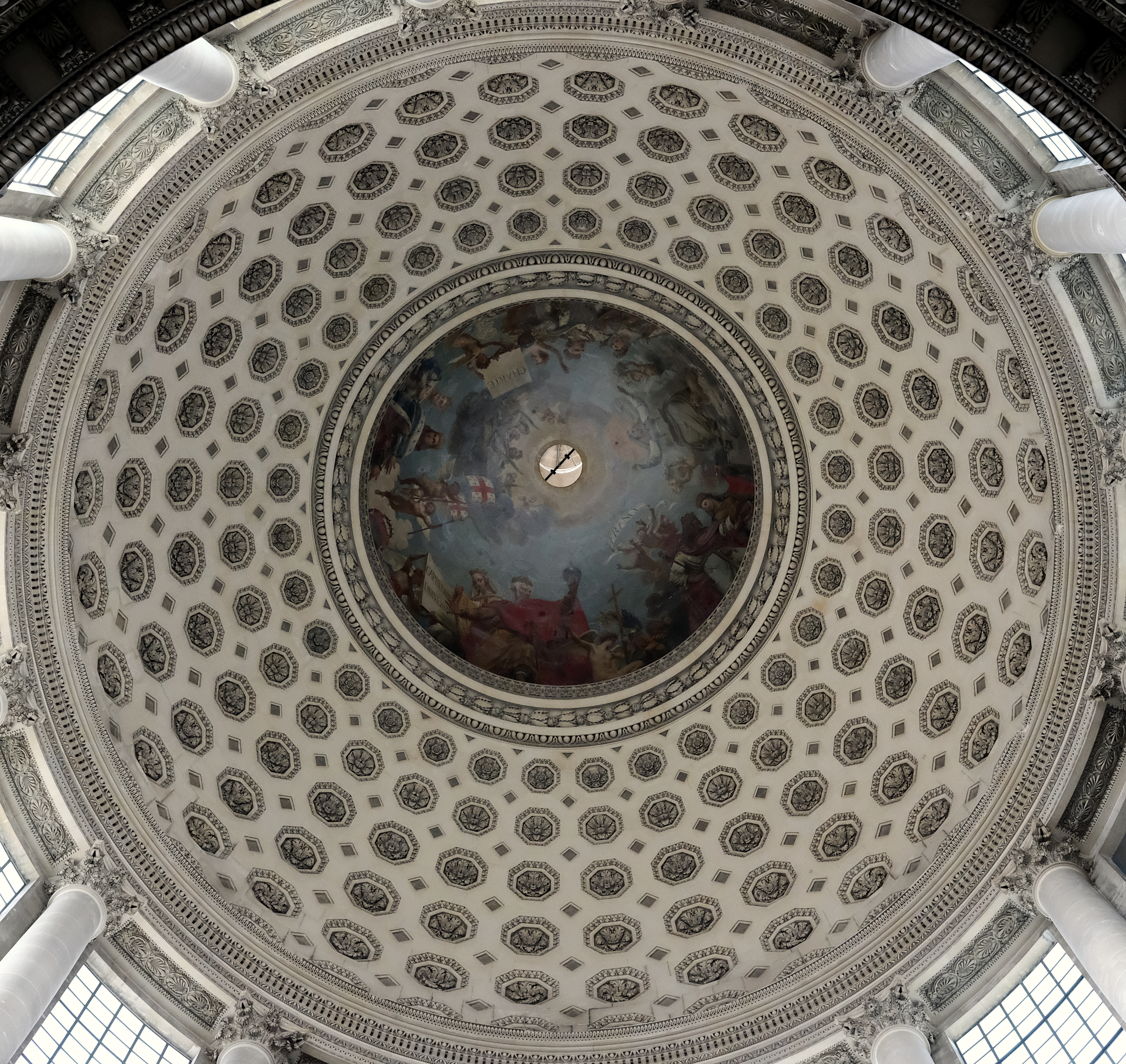
Coupole interne.

Il s'agissait d'abord de trouver de l'argent pour réaliser ce projet. On majora le prix des trois loteries mensuelles, leur coût passant de 20 à 24 sols, ce qui rapporta 400 000 livres.
Ensuite, il fallait trouver un terrain. On décida de le prendre sur la partie ouest du jardin de l'abbaye Sainte-Geneviève. Les travaux commencèrent en 1758. L'argent récolté ne permit de réaliser que les fondations, car le terrain était miné par les galeries qu'avaient forées, seize siècles plus tôt, les potiers gallo-romains pour extraire l'argile. On dénombra au moins sept puits de 25 mètres de profondeur, et une centaine d'autres, moins profonds.
Enfin, le 6 septembre 1764, Louis XV vint poser la première pierre. On avait édifié pour l'occasion une reproduction du futur édifice, un trompe-l'œil grandeur nature, de toile et de charpente, représentant le futur portail de l'église.
Lors de la pose de la première pierre de la nouvelle église Sainte-Geneviève, Alexandre Guy Pingré, bibliothécaire de l'abbaye de sainte-Geneviève et franc-maçon rédigea le quatrain suivant :
Lorsque, le Sceptre en main, Louis dicte des lois,

Dans son maître, un Français bénit un tendre père.

Si, pour fonder un temple, il prend en main l'Équerre,

Dans son frère, un maçon voit le plus grand des rois.
La construction avança malgré tout avec régularité : en 1769, les murs étaient élevés et en 1776, les voûtes terminées et décintrées.
Mais le projet fut très contesté. Bien que cette idée fît école, il fut attaqué par de nombreux détracteurs. L'audace du projet, mais aussi, il est vrai, des tassements dans les maçonneries dus à une mauvaise exécution, alimentèrent libelles et mémoires explicatifs. La polémique fut très vive et c'est désespéré que Soufflot mourut le 29 août 1780 avant que le projet ne fût terminé. Les critiques principales tendaient à établir que les quatre groupes de trois colonnes destinées à soutenir les trois coupoles, imaginées par l'architecte, manquaient de solidité et que l'édifice allait s'écrouler.
La plupart des pierres viennent des carrières du Bassin parisien. Les parties inférieures, jusqu’à neuf pieds de hauteur, viennent des carrières d'Arcueil et sont constituées de banc franc réputé comme le cliquart pour sa finesse et la dureté de son grain. De la carrière de Conflans-Sainte-Honorine, au confluent de la Seine et de l'Oise, on a extrait deux beaux blocs dits de banc royal qui ont été employés pour les angles du fronton. Du banc supérieur au banc royal, on trouve des pierres d'une dureté et d'une finesse un peu inférieure, dont on a extrait les blocs qui ont servi aux chapiteaux des colonnes corinthiennes. Les pierres aux grains fins et serrés dont sont faits les fûts des colonnes proviennent des carrières souterraines de Bagneux.
Parmi les ouvriers qui ont participé à ce chantier, beaucoup venaient de la Creuse. Les maçons de la Creuse, qui ont participé à tous les grands chantiers de la capitale, évoquent le Panthéon dans une chanson :
[…]

Voyez le Panthéon,

Voyez les Tuileries,

Le Louvre et l'Odéon,

Notre-Dame jolie,

De tous ces monuments,

La France est orgueilleuse,

Elle en doit l'agrément,

Aux maçons de la Creuse

[…]

#### Achèvement de l'édifice par Rondelet et Brébion (1780-1790)
La suite des travaux fut confiée à deux collaborateurs de Soufflot, les architectes Rondelet et Brébion aidés d'un parent de Soufflot, Soufflot dit le Romain.
Pour la structure, leur principal apport fut de substituer de massifs piliers aux colonnes imaginées par Soufflot pour soutenir le dôme. Pour tracer les fuseaux verticaux contenant les caissons du dôme, Rondelet s'est servi d'une méthode simple : accrochant un fil à plomb au sommet, il se servit de l'ombre portée directement sur la voûte déjà réalisée pour les matérialiser.
Ils assurèrent également le suivi du chantier. On trouvera sur le site italien Vita e opere de nombreuses gravures sur la construction de l'église Sainte-Geneviève, plans de coupe du bâtiment, croquis de machines de chantier pour tester la solidité de la pierre et pour le renforcement de la pierre par des armatures de métal.
Le sculpteur Guillaume II Coustou réalisa le fronton.

#### Modifications de Quatremère de Quincy pour en faire un temple républicain
Le 4 avril 1791, l'Assemblée constituante transforme la future église Sainte-Geneviève en « Panthéon des grands hommes ». Elle charge Quatremère de Quincy d'adapter les lieux à cette nouvelle fonction.
Les choix de l'architecte modifient l'idée initiale de Soufflot : il change l'aspect extérieur, en supprimant le lanterneau et les clochers, devenus inutiles. Intérieurement, il obture trente-huit des quarante-deux fenêtres, modifiant ainsi profondément la circulation de la lumière à l'intérieur du bâtiment. Alors que le projet initial était de faire entrer le plus de lumière possible, l'obturation des ouvertures plonge maintenant la base du lieu dans une semi-pénombre. Elle accentue la lumière zénithale issue de l'oculus de la coupole à caissons, comme c'est le cas pour le Panthéon de Rome.
La suppression de ces fenêtres perturbe la ventilation du bâtiment ; elle accroît en particulier le taux d'humidité et se trouve à l'origine, au XXe siècle, de fissures et d'érosion des structures métalliques.
Au milieu du bouillonnement des idées de la Révolution française, concernant le Panthéon, il faut retenir l'idée de Charles De Wailly, finalement non réalisée, qui aurait consisté à modifier l'édifice pour le mettre au goût de l'époque et lui donner le caractère de solidité qui semblait lui manquer.

#### Période napoléonienne
Durant cette période, la polémique sur la solidité de l'édifice continue au point qu'un étayage intérieur est mis en place. Visitant l'édifice le 13 février 1806, Napoléon s'intéresse de près aux remèdes possibles pour le consolider en proposant de mettre des piliers en fonte pour soutenir le dôme. Il attribue une somme de 600 000 francs à la réfection du bâtiment et, sur les conseils de son architecte, M. Fontaine, il charge Rondelet de cette mise en application.
Finalement la seule réalisation est, à l'arrière de l'édifice, la construction d'un escalier monumental pour descendre dans la crypte.

### Affectation

#### Les débuts d'une église royale

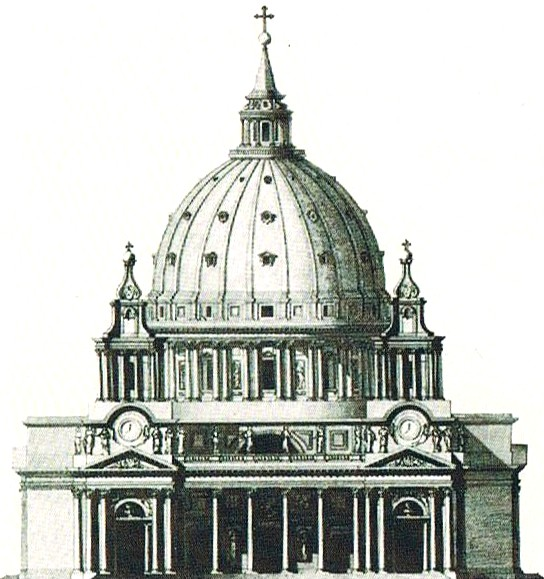
Projet de Laurent Destouches en 1753.

En 1744, alors qu'il se trouve à Metz souffrant d’une grave maladie, Louis XV fait le vœu, s’il survit, de faire ériger une église dédiée à sainte Geneviève. Rétabli, et de retour à Paris, il charge le marquis de Marigny, directeur général des bâtiments, d'édifier le monument en lieu et place de l’ancienne abbaye Sainte-Geneviève, alors en ruine. Plusieurs architectes dont Laurent Destouches conçoivent les plans d'un nouvel édifice. Mais, en 1755, le marquis de Marigny confie la responsabilité des plans à l’architecte Jacques-Germain Soufflot, qui avait envoyé de Rome, un projet adopté par acclamation.
Le chantier commence en 1757 et l'abbé de Sainte-Geneviève bénit le terrain le 1er août 1758. Dès lors, on commence à creuser les fondations.
Louis XV pose la première pierre le 6 septembre 1764, devant une grandiose préfiguration : le futur portail y figure, peint et représenté grandeur nature, comme un décor en toile tendu sur une charpente ; l'œuvre est due aux peintres Pierre-Antoine Demachy et Callet. Le souverain est accompagné du dauphin, de l'abbé de Sainte-Geneviève, du marquis de Marigny, directeur général des Bâtiments du roi, ainsi que de l'architecte Soufflot, qui lui présente son projet. Une médaille commémorative de la cérémonie est gravée par Pierre-Simon-Benjamin Duvivier et Charles Norbert Roëttiers. Elle porte au droit l'effigie du roi et au revers l'élévation initialement prévue. Un exemplaire en or de cette médaille, offert par le roi à Jean-Baptiste de Puisieux, collaborateur de Soufflot, est conservé au musée Carnavalet (ND 20). Un célèbre tableau de Demachy représentant la cérémonie, présenté au Salon de 1765, et un grand dessin préparatoire à la plume et au lavis de bistre pour la composition de Soufflot sont également conservés au musée Carnavalet (P 1931).
Cependant, des critiques s’élèvent bientôt, dès 1770, au sujet du dôme dont on prédit, notamment l’architecte Pierre Patte, que les bases ne suffiront pas à le porter et que, faute de remplacer les colonnes de soutènement par des piliers pleins et massifs, l’édifice est voué à l'effondrement. Bientôt l’idée est fermement ancrée chez beaucoup de Parisiens qui s’imaginent l’ouvrage destiné à s’écrouler à plus ou moins long terme. Mercier, par exemple, se fait l’écho de cette rumeur dans son Tableau de Paris :
« Le dôme ou la coupole de l'église de Sainte-Geneviève s’écroulera-t-il sur nos têtes ? Ou bien bravera-t-il, sur une base inébranlable, les clameurs et les alarmes de M. Patte ? Il a annoncé le danger, n’est-il qu’imaginaire ? S’il arrivait, il ne nous resterait donc que la majestueuse façade de ce monument ; morceau qui mérite les plus grands éloges ».
La construction prend du retard à cause de difficultés financières dues à la guerre et à la mort de Soufflot en 1780. L'édifice n'est achevé qu'en 1790, par les associés de Soufflot, Jean-Baptiste Rondelet et Maximilien Brébion. Ils dénaturent cependant le projet en le privant de la partie audacieuse et originale qui le caractérisait[réf. souhaitée]. C'est la Révolution, qui entrainera la nouvelle affectation du monument et une épuration de l'architecture : suppression des deux clochers prévus initialement, obturation des trente-neuf fenêtres de la nef, anéantissant définitivement l'esthétique lumineuse du temple, voulue par Soufflot.

#### De l'Église catholique et royale au temple républicain
C'est à la mort de Mirabeau, le 2 avril 1791, que l'on songe à réunir les tombes des grands hommes de France dans un endroit qui leur soit dédié, à l'image de l'abbaye de Westminster en Angleterre ou de l'église Saint-Étienne-du-Mont dans le passé en France.

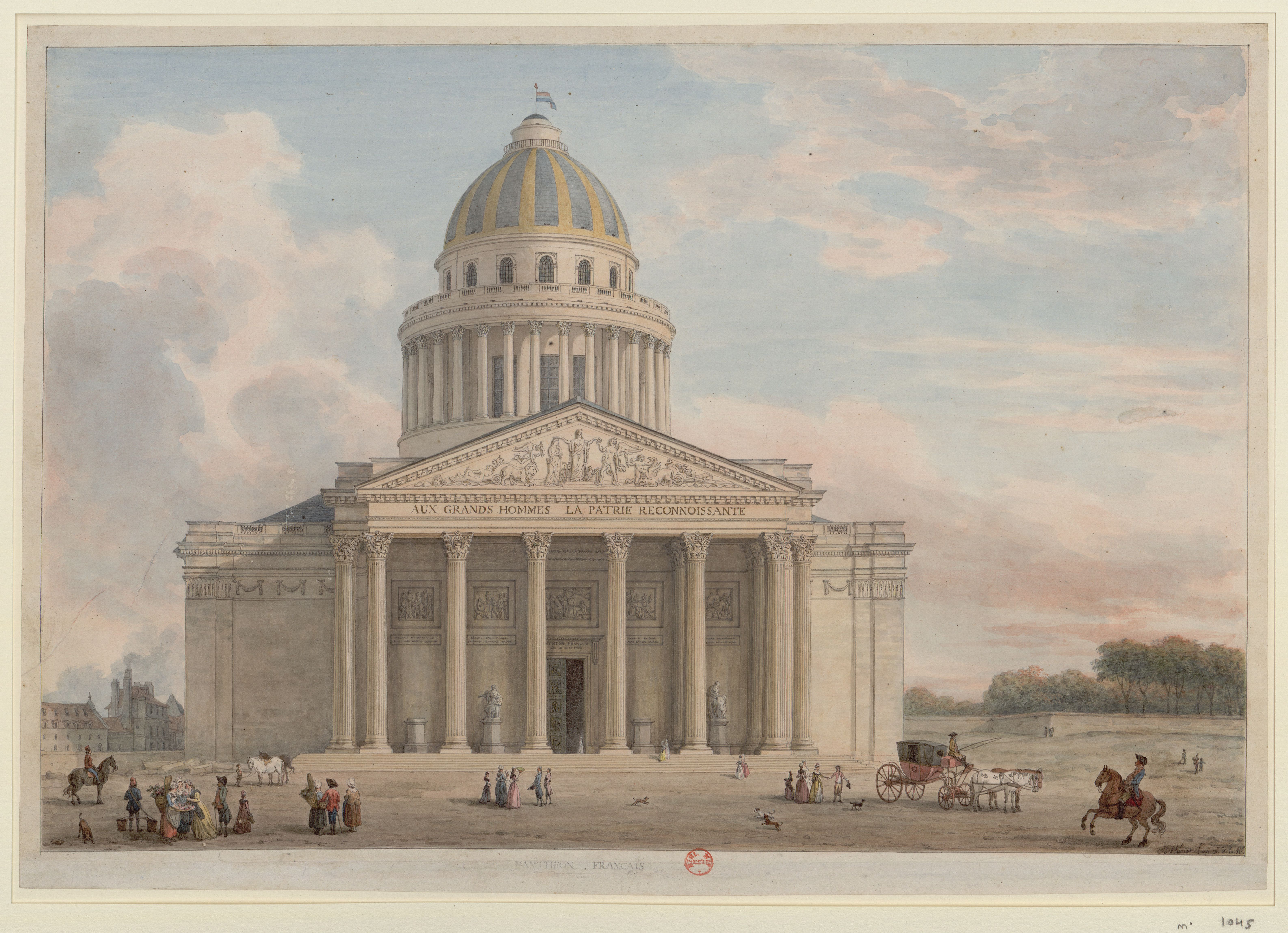
L'édifice devenu « Panthéon », en 1795.

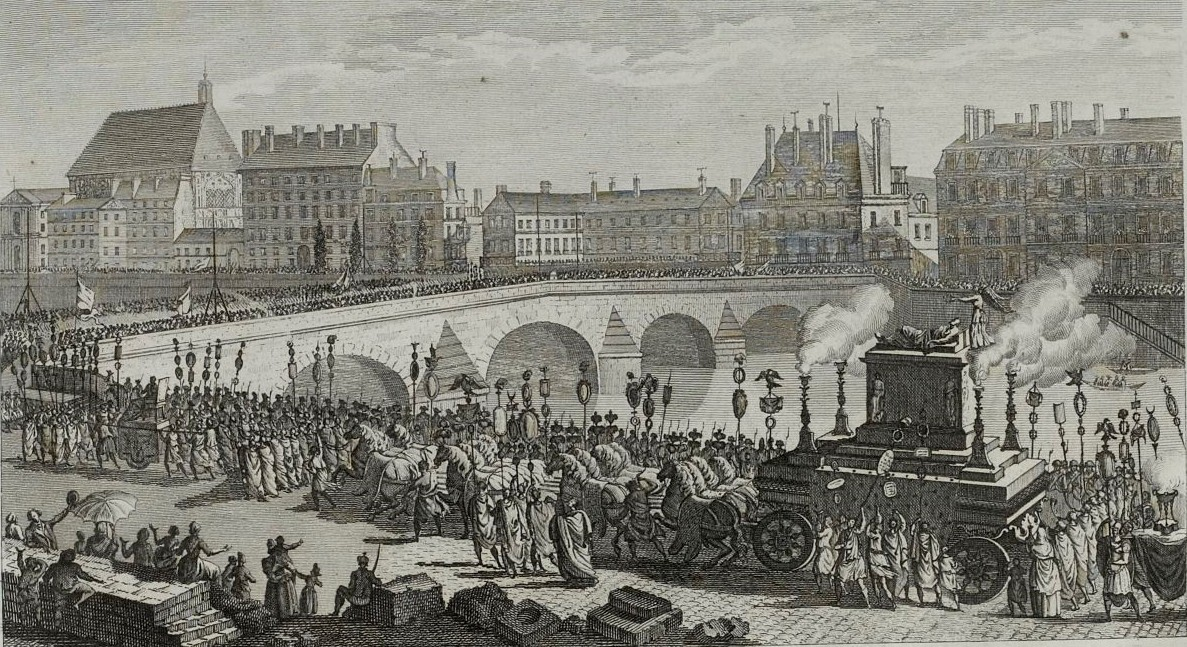
Transfert de Voltaire au Panthéon le 11 juillet 1791 (musée de la Révolution française).

La proposition d’Emmanuel Pastoret d'utiliser pour cela l'édifice qui vient d'être achevé et n'est pas encore consacré comme église, plutôt que la rotonde de la Villette et le Champ-de-Mars, est retenue par l’Assemblée nationale. Cette dernière décide, par un décret du 4 avril 1791, que le bâtiment servira de nécropole aux personnalités exceptionnelles qui contribuent à la grandeur de la France :

« Il ne suffit pas d’une action, fût-elle la plus sublime de toute, c’est par une longue suite de pensées, d’actions, et d’ouvrages, c’est en quelque sorte par toute une vie d’homme, conçue et exécutée sur des grandes vues qu’on mérite le titre de grand homme »

— Assemblée Constituante du 4 avril 1791.
Le discours d'Emmanuel Pastoret, procureur syndic du département de Paris, provoque l'acclamation de l'Assemblée entraînée par Robespierre et Barnave :

« Messieurs,
Le Directoire du département propose à l'Assemblée nationale de décréter :
1. Que le nouvel édifice Sainte-Geneviève soit destiné à recevoir les cendres des grands hommes, à dater de l'époque de notre liberté ;
2. Que l'Assemblée nationale puisse seule juger à quels hommes cet honneur sera décerné ;
3. Que Honoré-Riquetti Mirabeau en est jugé digne ;
4. Que les exceptions qui pourront avoir lieu pour quelques grands hommes, morts avant la Révolution, tels que Descartes, Voltaire, Rousseau, ne puissent être faites que par l'Assemblée nationale ;
5. Que le Directoire du département de Paris soit chargé de mettre promptement l'édifice Sainte-Geneviève en état de remplir sa nouvelle destination, et fasse graver au-dessus du fronton ces mots : « Aux grands hommes la patrie reconnaissante ». »

Entre 1791 et 1793, le bâtiment est par conséquent profondément modifié par Quatremère de Quincy, qui lui donne son apparence actuelle afin qu'il devienne un « panthéon », c'est-à-dire un monument consacré à la mémoire des grands hommes de la nation.
Entre 1796 et 1801, un chantier de consolidation du monument voit se succéder de nombreuses expertises, de projets et de controverses entre des architectes, tels que Antoine-Marie Peyre, Viel, Charles de Wailly, Jean-François Chalgrin, Alexandre-Théodore Brongniart, Louis François Petit-Radel, Léon Vaudoyer et des ingénieurs et mathématiciens, tels que Pierre-Simon de Laplace, Charles Bossut, Gaspard de Prony), dont triomphe pourtant, Jean-Baptiste Rondelet.

#### Les revirements historiques duXIXesiècle
Sous le Premier Empire, par le décret du 20 février 1806, le bâtiment prend le nom d'église Sainte-Geneviève ; c'est à la fois le lieu d’inhumation des grands hommes de la patrie et un lieu de culte. La crypte reçoit donc le cercueil de grands serviteurs de l'État, tandis que dans la partie supérieure se déroulent des cérémonies religieuses notamment liées aux commémorations impériales.

« [Au bivouac]… les soldats se dispersaient dans les environs pour aller déterrer des pommes de terre. Un champ était bientôt récolté, et le repas était bientôt préparé au feu du bivouac. Le silence durait tant que durait cette importante occupation ; mais elle ne durait pas longtemps et les provisions étaient épuisées avant que la faim ne fût apaisée. L'inépuisable gaieté du soldat français revenait alors. Ne doutant de rien, parlant de tout, lançant des saillies originales et souvent même instructives, tel est le soldat français. Un soir, on parlait politique et des nouvelles de Paris ; le propos était tombé sur les grands hommes qu'on avait fait entrer au Panthéon ou qu'on en avait successivement fait sortir, suivant l’esprit du jour et l’influence du parti régnant.

- Qui va-t-on mettre aujourd’hui, demanda quelqu'un ?

- Parbleu, répondit son voisin, une pomme de terre.

et tout le monde d’applaudir cette saillie, qui avait plus de portée que l'intention de son auteur n'avait probablement voulu lui donner. »

— Jean-de-Dieu Soult, Mémoires du maréchal-général Soult, 1854
Au début de la Restauration, le Panthéon reste un lieu d'inhumation pour les grands hommes. L'ordonnance royale du 12 avril 1816 rend l'église Sainte-Geneviève au culte catholique, prévoyant la « suppression de tous les ornements et emblèmes étrangers au culte catholique ». En 1819, les lettres de bronze formant l'inscription du fronton sont enlevées, mais le texte reste lisible. C'est seulement en 1823 (pour le fronton) et en 1826 que les traces de l'ancienne fonction du Panthéon disparaissent finalement. En décembre 1821, les tombes de Voltaire et de Rousseau avaient été déplacées pour ne plus être visibles du grand public tout en restant dans l'édifice : alors que ses courtisans demandaient à Louis XVIII s'il était bien convenable de laisser la dépouille de l'anticlérical Voltaire dans un lieu rendu à sa fonction d'église, le roi répondit : « Laissez-le donc, il est bien assez puni d'avoir à entendre la messe tous les jours ».
À son tour, la monarchie de Juillet retire l'église Sainte-Geneviève au culte catholique et lui rend sa destination de panthéon qui est appelé alors « le temple de la Gloire ». David d'Angers refait le fronton et la célèbre devise « Aux grands hommes, la patrie reconnaissante » réapparaît. Pourtant, durant cette période, personne ne sera panthéonisé. De 1848 à 1851, sous la Deuxième République, il est « temple de l'Humanité », sans succès non plus pour d'éventuels nouveaux locataires.
Sous le Second Empire (1851-1870), l’édifice redevient une église et l’inscription disparaît à nouveau. Le décret du 6 novembre 1851 n'abroge pas l'ordonnance de Louis-Philippe maintenant le caractère de sépulture nationale voulue par la Révolution. La cérémonie de reprise du culte a lieu le 3 janvier 1852.
Un second décret, du 22 mars 1852, fixe les conditions d'exercice du culte. Ne s'agissant pas d'une paroisse ni de l'église d'une congrégation, l'État prévoit les modalités d'exercice suivantes : « Une communauté de prêtres est établie pour desservir l'église Sainte-Geneviève de Paris. Cette communauté est composée de six membres qui prennent le titre de chapelains de Sainte-Geneviève, et d'un doyen. Les chapelains de Sainte-Geneviève sont institués aux fins de se former à la prédication et de prier Dieu pour la France et pour les morts qui auront été inhumés dans les caveaux de l'église ».

« Il [Napoléon III] a enfoncé un clou sacré dans le mur du Panthéon et il a accroché à ce clou son coup d'État. »

— Victor Hugo, Napoléon le Petit'’ – Livre 2, chapitre VIII, 1852
Dès l'affermissement de la Troisième République, un débat s'engage sur la possibilité de rendre à l'église sainte-Geneviève son statut de panthéon. le 19 juillet 1881, le rapporteur Benjamin Raspail présente un projet de loi intitulé : Proposition de loi relative au chapitre métropolitain des chapelains de sainte-Geneviève et au Panthéon. Après discussion, trois articles sont adoptés :
- Article 1 : Le décret loi de l’Assemblée nationale, en date des 4-10 avril 1791, est rétabli en ce qui concerne la consécration de l'église Sainte-Geneviève, à la mémoire des grands citoyens. Cet édifice reprendra la dénomination de Panthéon. L'inscription : « Aux grands hommes la patrie reconnaissante ! » sera maintenue sur son fronton.
- Article 2 : La communauté de prêtres, portant le titre de chapelains de Sainte-Geneviève, avec doyen, est supprimée.
- Article 3 : Le décret du 20 février 1806, l'ordonnance du 12 décembre 1821, les décrets du 6 décembre 1851, 22 mars 1852 et 22 mai 1862 sont abrogés[38].

En 1885, à l'occasion du décès de Victor Hugo et de son inhumation au Panthéon, cette loi est mise en application. Désormais, le bâtiment est bien le lieu de repos des grands hommes honorés par la République. Un ensemble de statues de huit saints prévues à l'origine pour l'église Sainte-Geneviève sont en conséquence in fine envoyées par l'État dans la cathédrale Notre-Dame-et-Saint-Vaast d'Arras (Pas-de-Calais).

#### L'installation d'une croix surmontant l'édifice

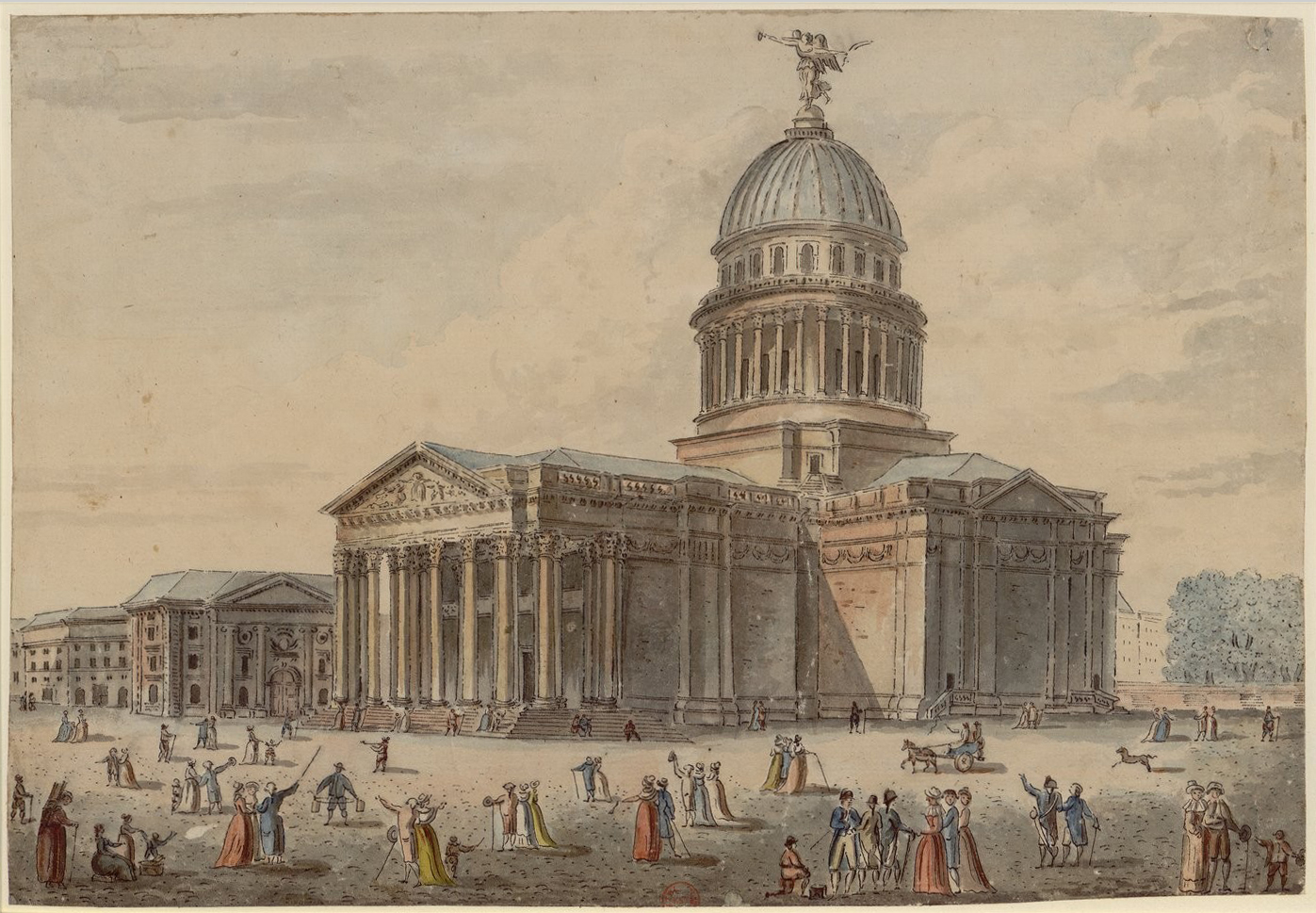
Le Panthéon en 1792, avec La Renommée en son sommet.

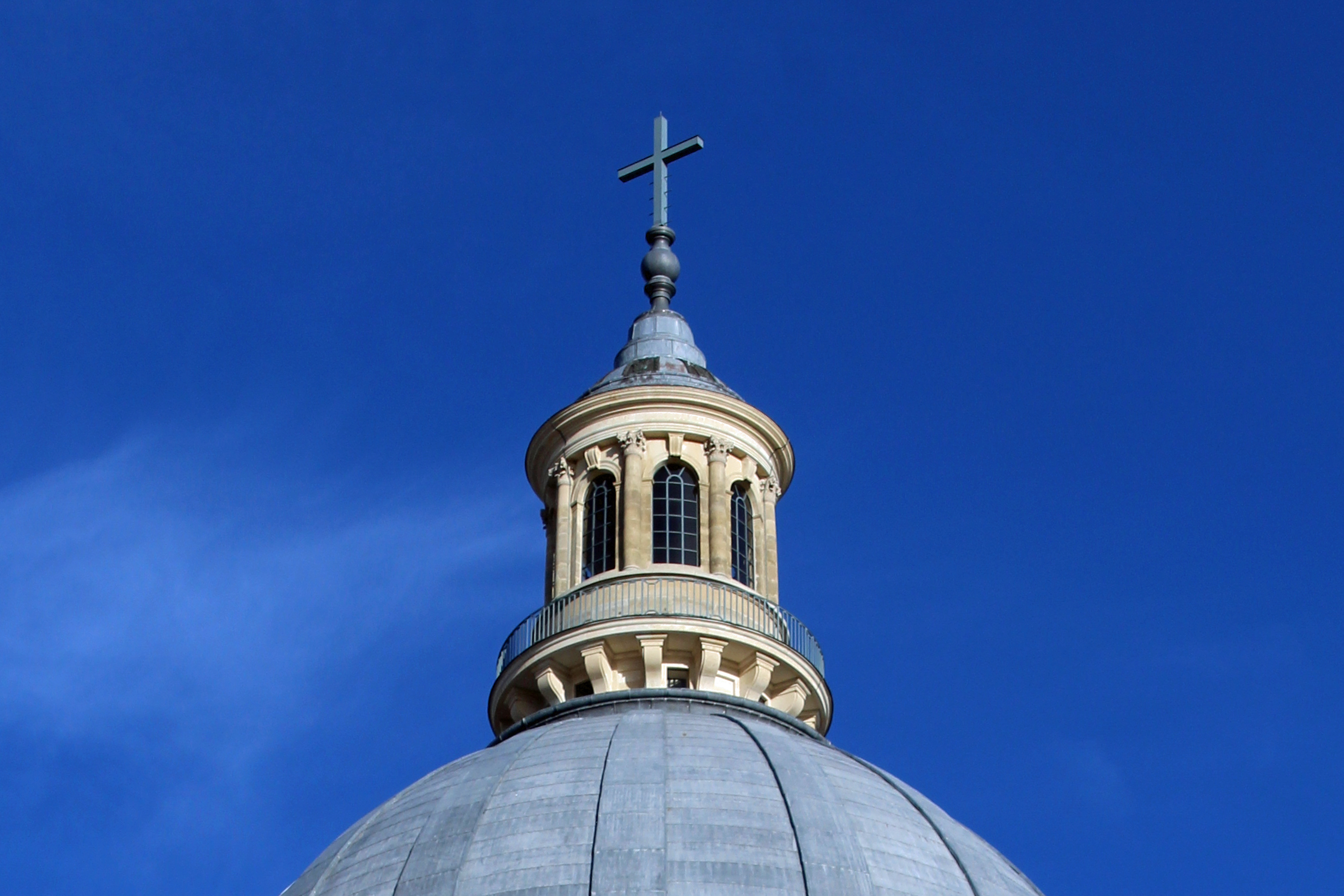
La croix actuelle au sommet de la lanterne

La croix chrétienne qui surmonte actuellement le Panthéon, monument dédié aux grands hommes dans une république laïque, a une longue histoire. En 1790, lors de l'achèvement du dôme par Jean-Baptiste Rondelet, architecte chargé de finir le monument après la disparition de Jacques-Germain Soufflot, une croix provisoire est placée au sommet du dôme en attendant la statue de Geneviève qui doit surmonter l'édifice.
En 1791, l'Assemblée constituante décide de transformer l'église Sainte-Geneviève en mausolée pour accueillir les cendres de Mirabeau. L’architecte Quatremère de Quincy fait donc remplacer la croix par La Renommée, une statue de Claude Dejoux, de neuf mètres de hauteur, représentant une femme embouchant une trompette. Le 20 février 1806, Napoléon rend l'édifice à sa destination première, mais laisse la statue au sommet du dôme.
Le 3 janvier 1822, l'église est finalement inaugurée. On place au sommet une croix en bronze doré. Le 26 août 1830, Louis-Philippe Ier retransforme le bâtiment en panthéon. On enlève la croix et on la remplace par un drapeau. Le 6 décembre 1851, par un décret du prince président Louis-Napoléon Bonaparte, le Panthéon est rendu au culte catholique et on replace une croix dorée sur le dôme.
Le 2 avril 1871, à la demande de Jean Allemane, les Communards scient les petites branches de la croix et placent au sommet un drapeau rouge.

« Les canons de la place du Panthéon saluaient le drapeau qui venait remplacer la croix par laquelle le catholicisme impérial avait marqué sa prise de possession de l’édifice.

La Commune reprenait au clergé ce que le clergé avait usurpé. Le drapeau était rouge. Nous ne sommes pas de ceux que le rouge effarouche.

Ce n’est pas une couleur nouvelle pour nous. Pendant tout l’exil, le drapeau rouge a été le drapeau de la République proscrite ; et nous trouvons tout simple que la République rentre en France avec son drapeau. […]

Le drapeau tricolore, qui a été celui de la première République, a eu, certes, ses jours glorieux ; mais l’empire l’a traîné dans la boue de Sedan, et ce n’est pas nous qui l’y ramasserons ! »

— Auguste Vacquerie, Le Rappel, 1er avril 1871.
En juillet 1873, pendant les années du gouvernement d'« ordre moral » une croix en pierre est remise, haute de quatre mètres et pesant 1 500 kg avec son socle et sa boule. Pour le transfert des cendres de Victor Hugo en 1885, la Troisième République redonne à l'édifice le statut de « Panthéon », mais il n'est pas jugé nécessaire d'enlever la croix, qu'on surmonta par la suite d'un paratonnerre.

### Décoration

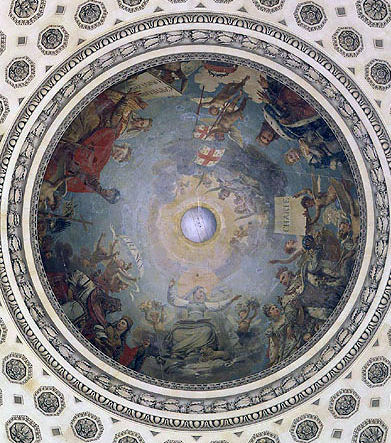
L'Apothéose de sainte Geneviève par Antoine-Jean Gros, 1811, fresque, version définitive.

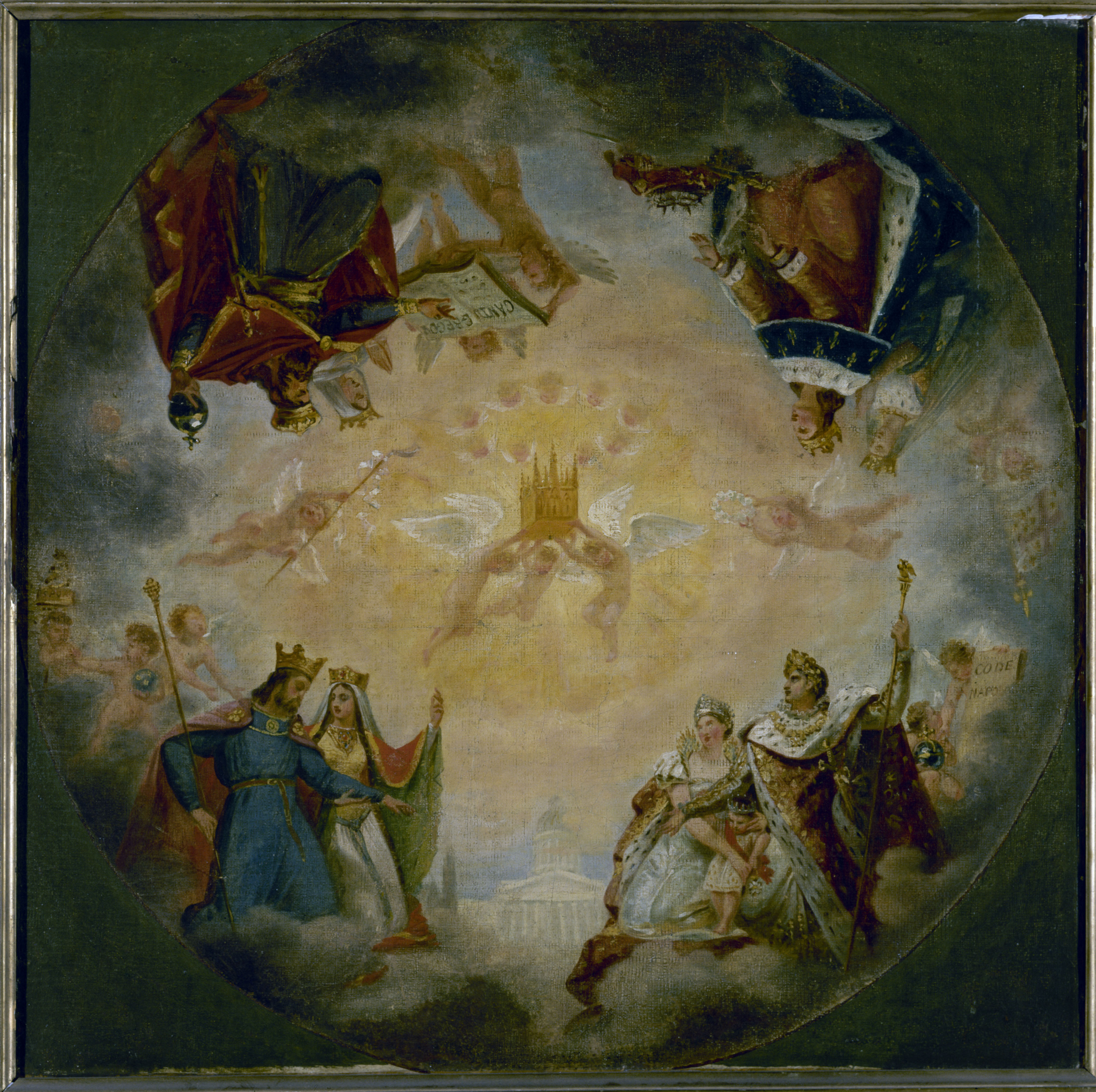
L'Apothéose de sainte Geneviève par Antoine-Jean Gros, projet initial, musée Carnavalet.

Passées ces étapes de construction, le bâtiment ne subit plus de modification de structure.
Au gré de l'histoire des XIXe et XXe siècles, du Premier Empire au début de la Quatrième République, chaque pouvoir en place utilise la destination de cet édifice comme l'affirmation de sa conception de l'État, et en particulier de son rapport avec le pouvoir religieux.
L'étude et l'observation des différents éléments des décors intérieurs et extérieurs — tour à tour chrétiens, patriotiques, républicains, francs-maçons, philosophiques — rendent compte des âpres débats politiques de chaque période.
Ceux qui ont été retenus puis retirés, ceux qui ont été modifiés, ceux qui ont survécu, tout comme les projets refusés, l'ensemble de ces choix constitue une illustration de l'art officiel du moment.

#### Période révolutionnaire (1789-1799)
Les symboles religieux sont enlevés et le fronton est modifié pour accueillir un motif révolutionnaire. Des fragments du fronton primitif sont encore visibles dans le bras-sud de la crypte, en particulier un profil de Louis XVI.
On détruisit les sculptures du fronton représentant une gloire rayonnante entourée d'anges et les bas-reliefs du péristyle illustrant quelques épisodes de la vie de sainte Geneviève.
Le nouveau motif, du sculpteur Jean Guillaume Moitte qui en achève l'exécution en 1793, représente la Patrie couronnant la Vertu, tandis que la Liberté saisit par leur crinière deux lions attachés à un char qui écrase le Despotisme, et qu'un génie terrasse la Superstition.
L'inscription « Aux grands hommes la Patrie reconnaissante » y est apposée.
Sous le péristyle, Boichet sculpte dans le bas-relief du centre « une déclaration des Droits de l'homme » avec les déesses de la Liberté, de l’Égalité et de la Nature se donnant la main.
Lesueur, Roland, Claudet et Fortet font les autres bas-reliefs au-dessus des portes représentant L'Institution du jury, L'Instruction publique, L'Empire de la Loi et Le Guerrier mourant pour la Patrie sur le champ de bataille.
Les quatre nefs furent également modifiées : elles furent consacrées successivement à la Philosophie, les Vertus patriotiques, les Sciences et les Arts.
Lors de la bataille du 13 prairial an II, le vaisseau Le Vengeur, faisant partie de l'escadre de Brest, sombre en livrant bataille contre une escadre britannique qui voulait empêcher le passage de 160 navires en provenance d'Amérique, chargés de blé, pour assurer le ravitaillement des Français. La légende raconte que pendant le naufrage du bateau les marins criaient « Vive la Nation ! Vive la République ». La Convention décrète alors qu’une maquette du bateau serait suspendue à la voûte du Panthéon et que les noms des membres de l’équipage seraient gravés sur les colonnes du monument. Le 9 thermidor empêcha cette réalisation.
Plus tard, une statue commémorant l'événement est placée le long d'un des piliers (date inconnue).
Saint-Just propose que les noms des victoires soient inscrits sur ses murs et que des livres y soient déposés, portant le nom de tous ceux qui ont concouru à la Révolution ou qui en seront morts ou en auront souffert.

#### Consulat et Premier Empire (1799-1814)

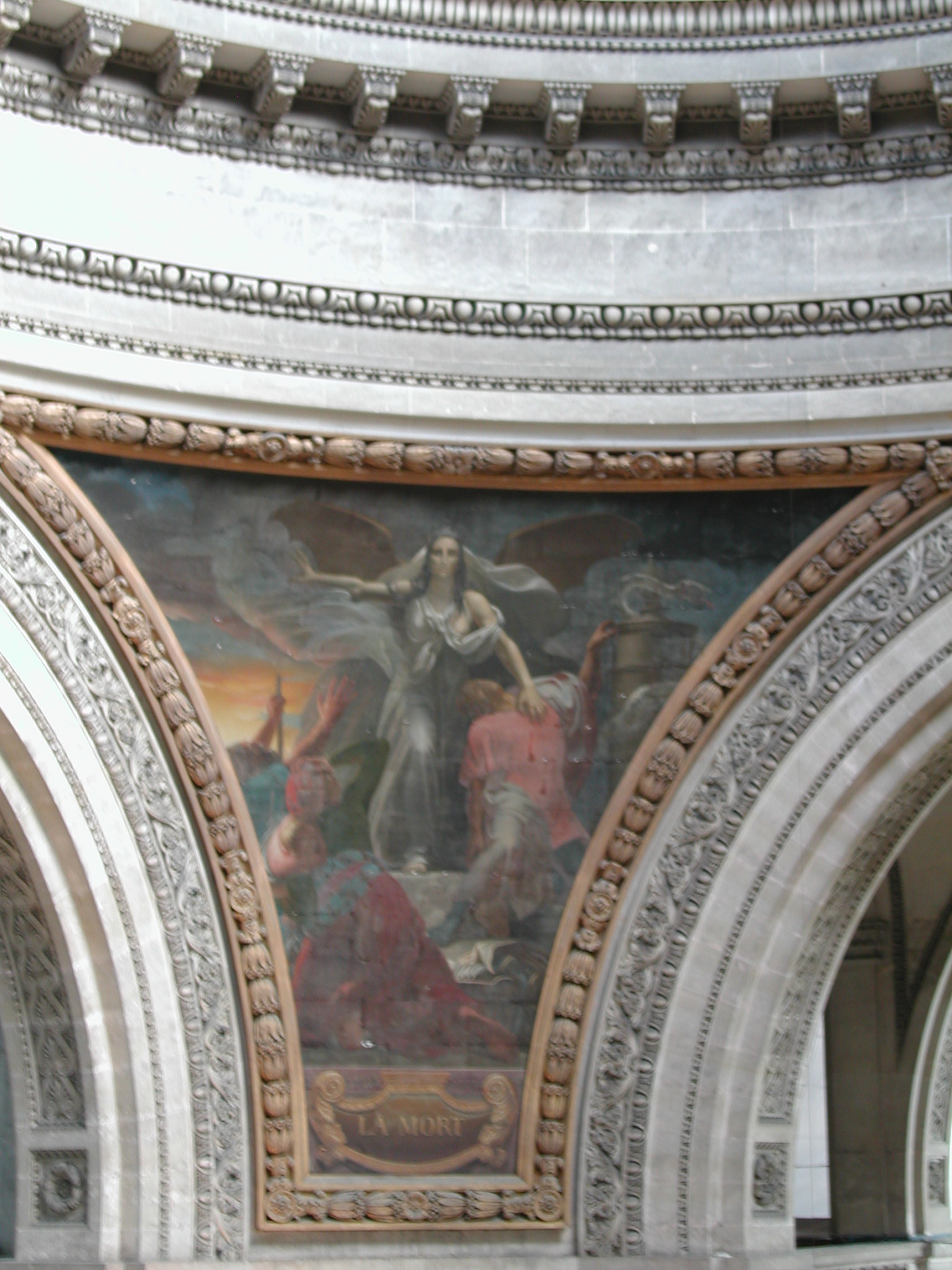
Sur un pendentif, La Mort par Carvallo.

Le Panthéon, inachevé pendant la révolution, était resté avec sa grande grue en place et se délabrait chaque hiver ; Mercier, après une visite fin 1795 le décrit avec ses échafaudages en place, la poussière de plâtre et les gravats de la construction inachevée ; le 27 mars 1796, le fils Soufflot reprend la direction des travaux, suivi de Rondelet à partir du 3 mai 1801.
Napoléon rend à l'édifice sa fonction d'église, mais il installe dans la crypte des dignitaires de l'Empire.
En 1801, Antoine Somer, facteur d'orgues parisien, y transfère l'orgue des Bénédictins britanniques.
Dès 1806, l'architecte Rondelet est chargé de consolider les piliers du dôme.
En 1811, Napoléon commande à Antoine-Jean Gros une peinture représentant l'apothéose de sainte Geneviève. Dans cette peinture, l'Empereur occupait naturellement une place importante, tenant à la main le Code civil français. Les changements politiques de 1815 nécessitèrent des transformations dans les personnages représentés :

« Napoléon le chargea [Gros] d'exécuter sur la surface intérieure du dôme du Panthéon, dans des proportions de quatre mètres, Clovis, Charlemagne, saint Louis, et lui-même, le fondateur de la nouvelle dynastie. Gros devait terminer le tout en deux ans, pour la somme de 36 000 francs, lorsque survint la funeste retraite de Russie, puis la campagne de France, enfin le retour des Bourbons : la coupole subit les conséquences de ces événements. Le 10 août 1814, le ministre de la maison du roi fit écrire à Gros de placer Louis XVIII à la place de Napoléon, et on porta à 50 000 francs, la somme de 36 000 francs primitivement allouée. Le 31 mars 1815, nouvelle lettre ministérielle enjoignant à l'artiste de représenter Napoléon comme il l'avait commencé ; le prix de 50 000 francs était maintenu. Enfin le 16 mai de la même année, après les Cent Jours, un troisième contre-ordre l'obligeait de placer de nouveau Louis XVIII à la place de Napoléon empereur. »

— Nouvelle Biographie générale, des temps les plus reculés jusqu’à nos jours, 1858
Sur les pendentifs, Carvallo peint, d'après des dessins de Gérard, des allégories relatives au Premier Empire : la Gloire, la Mort, la Patrie, la Justice.
Un escalier monumental est construit pour descendre dans la crypte.

#### Première et seconde Restaurations (1814-1830)
Louis XVIII décide de rendre le bâtiment à sa destination première par sa consécration : le 3 janvier 1822, jour de la fête de la patronne de Paris, l'église est inaugurée par l'archevêque de Paris, Hyacinthe-Louis de Quélen, en présence de la famille royale.
Le fronton est modifié en conséquence. Il représente maintenant une croix de pierre au milieu de rayons fulgurants ; la formule « Aux grands hommes la patrie reconnaissante » est remplacée par l'inscription « D.O.M. sub invocat. S. Genovefae. Lud. XV dicavit. Lud. XVIII restituit ».
On aménage la chapelle, située sous l'ancien clocher nord, avec un décor de pilastres orange et une coupole en pierre, coupole à caissons ornés de roses finement sculptées.
La peinture d'Antoine Gros, remaniée, est visitée par le roi Charles X en 1824. Elle sera achevée à cette date ou en 1827 selon les auteurs. On y voit Louis XVIII remettant la Charte constitutionnelle et, dans le ciel, Louis XVI, Marie-Antoinette et le dauphin Louis XVII couronnés et sanctifiés. Ce temple des grands hommes de la République qu'est le Panthéon est ainsi placé par une ironie de l'Histoire sous les auspices des rois de France.

#### Monarchie de Juillet (1830-1848)

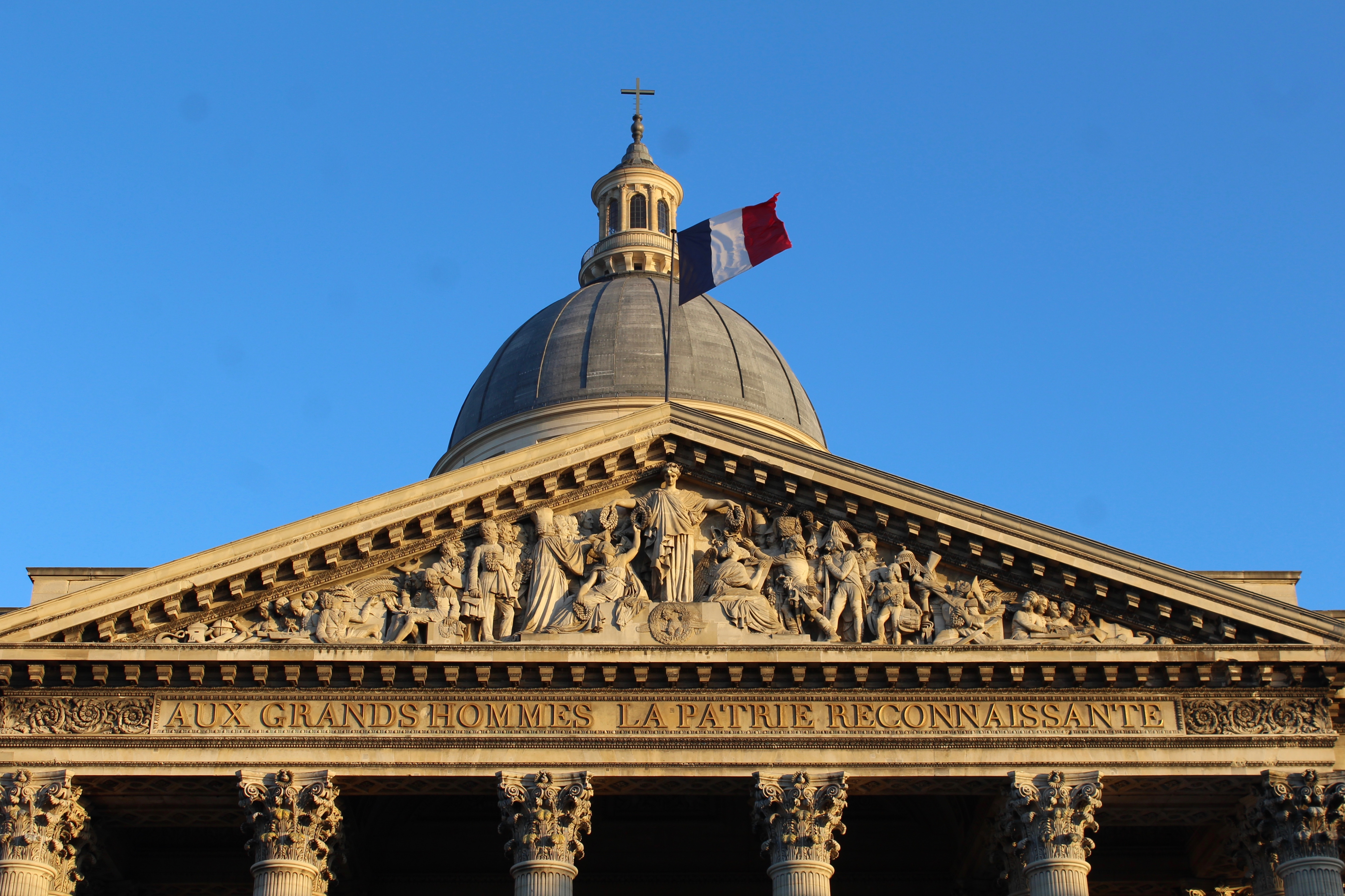
Fronton où est inscrite l'épigraphe du Panthéon, orné du bas-relief sculpté par David d'Angers en 1837.

Louis-Philippe transforma à nouveau l'édifice en panthéon par l'ordonnance du 26 août 1830. Le 11 décembre 1830, le ministre de l'Intérieur fit paraître un projet de loi de rétablissement du Panthéon qui ne vit jamais le jour mais témoigne de l'intérêt porté par le nouveau régime au Panthéon.
Le 27 juillet 1831 en présence de Louis-Philippe, de ses fils, de l'empereur Don Pedro, des ministres et maréchaux de France, quatre tableaux avaient été commandés à François Gérard par Charles X : la Mort, la Patrie, la Justice et la Gloire. Mort en 1837, ces tableaux furent achevés par ses élèves.
Entre 1831 et 1837, David d'Angers réalise une sculpture pour le fronton La Patrie couronnant les hommes célèbres. Le plâtre de ce bas-relief est visible à la galerie David d'Angers à Angers. Il est secondé dans ce travail par Hippolyte Maindron. Le motif représente au centre La Patrie distribuant des couronnes aux grands hommes, entre la Liberté à droite qui donne les couronnes et l'Histoire à gauche qui inscrit sur ses tables les noms. Dans les cadres ménagés sous le péristyle, le statuaire Nanteuil représenta un magistrat bravant le poignard d'un assassin, un guerrier refusant les palmes de la Victoire, les Sciences et les Arts travaillant à la gloire de la nation, l'Instruction Publique accueillant des enfants amenés par leurs mères. Dans le médaillon central, il disposa d'un groupe représentant la Patrie qui console, en lui offrant une palme, un citoyen mourant dont la Renommée proclame les hauts faits.

Détail du bas-relief, sculpté par David d'Angers, sur le fronton du Panthéon.

Alors que le gouvernement tente de faire supprimer l’effigie de La Fayette, ce que David d'Angers refuse avec obstination, appuyé en cela par la presse libérale, le fronton est dévoilé sans cérémonie officielle.
En 1837, on commande à Nanteuil trois bas-reliefs au centre du péristyle, pour remplacer ceux de l'époque révolutionnaire. Ainsi se trouve désormais au-dessus de la porte centrale L'Apothéose du héros mort pour la patrie, encadrée par Les Sciences et les Arts et La Magistrature.
D'autres travaux et aménagements sont également réalisés sous la direction des architectes Rondelet fils, Baltard et Destouches : le dallage et les escaliers du perron, le nivellement du pourtour et l'installation de portes en chêne. Enfin on décide d'entourer le monument d'une grille à palmettes. Son dessin ainsi que celui des deux candélabres en bronze sont dus à Louis-Pierre Baltard architecte et graveur. La réalisation en est confiée à l'architecte Destouches. Baltard rétablit également le lanterneau du dôme, supprimé à la Révolution.

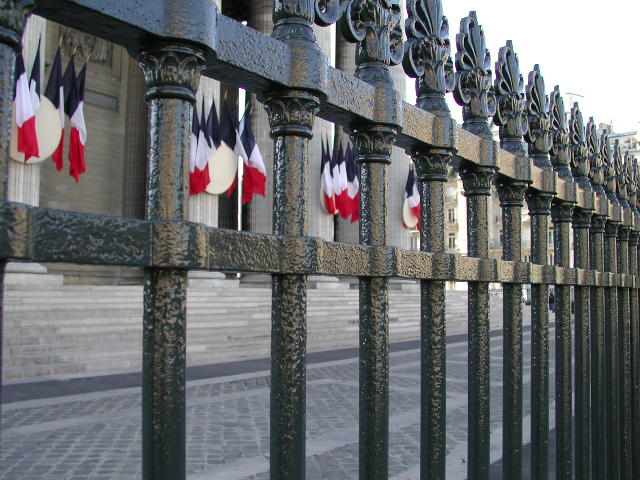
Grille à palmettes.

#### Seconde République (1848-1852)

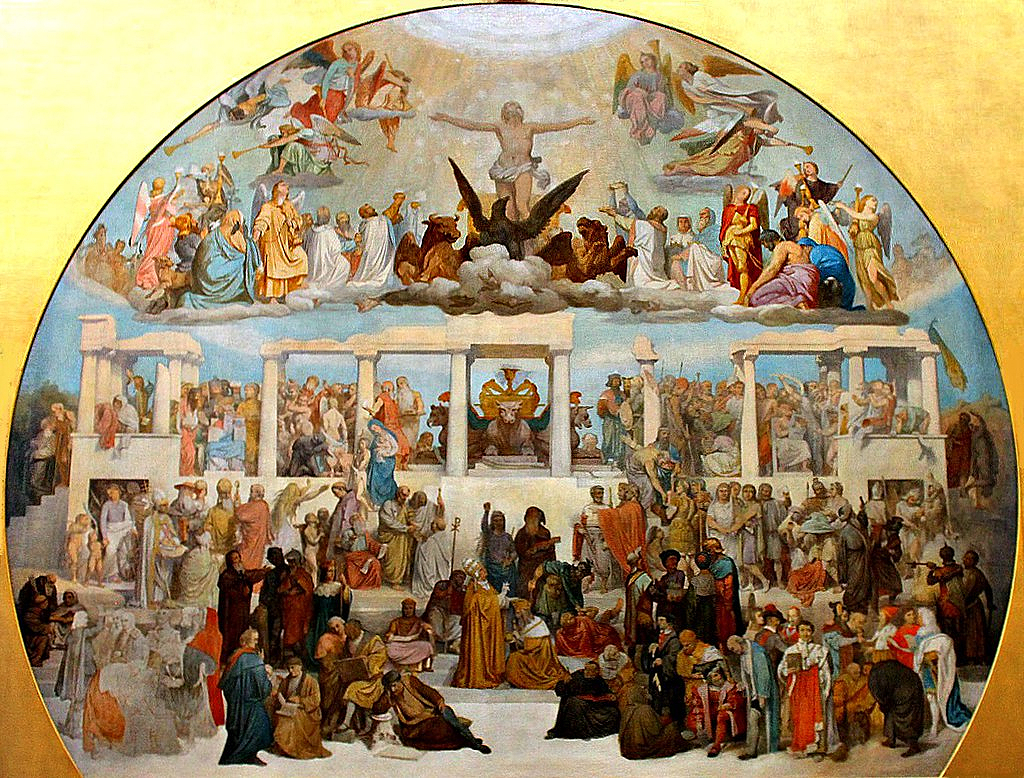
Projet de mosaïque de Paul Chenavard : la Palingénésie sociale.

Pendant les journées de juin 1848 l'édifice, servant de refuge à un certain nombre d'insurgés qui furent délogés à coups de canon, endommageant gravement sa façade. La garde nationale lança ensuite le 24 juin un assaut contre les derniers défenseurs.
En 1848, Ledru-Rollin et le gouvernement provisoire passent commande au peintre Paul Chenavard de la décoration intérieure. Il mène pendant trois ans des recherches passionnées. Il imagine de réaliser une histoire de l'humanité et de son évolution morale, interprétée comme une suite de transformations devant aboutir à une fin générale et providentielle. La partie gauche représenterait l'ère païenne ; le chœur, avec une Prédication de l'Évangile, figurerait la fin des temps antiques et le début des temps nouveaux. À droite, des fresques illustreraient les temps modernes. Enfin, sur le pavage serait placée, au centre, une gigantesque synthèse de la « Philosophie de l'histoire », nouvelle École d'Athènes du XIXe siècle, entourée par l'« Enfer », le « Purgatoire », la « Résurrection » et le « Paradis ». Ce projet est arrêté par le décret de 1851.
En 1849, l'astronome, Jean Bernard Léon Foucault entreprend de démontrer la rotation de la terre en vingt-quatre heures à l'aide d'un pendule suspendu à la voute du dôme. L'expérience débute le 31 mars 1851 et est interrompue en décembre à cause du coup d'État. Une boule de plomb recouverte de cuivre de 28 kg était suspendue à l'extrémité d'un filin d'acier de 67 mètres. D'une amplitude de six mètres, et d'une période de seize secondes, le pendule présentait une déviation de 2,5 mm à chaque battement. Au centre de la coupole, on attache un pendule de 67 mètres de long qui, en se balançant sous le dôme, entame dans ses oscillations deux monticules de sable. Ce pendule, si la terre était immobile, aurait tracé perpétuellement le même sillon dans le sable. Mais il y laisse des traces parallèles, attestant le déplacement du plan d’oscillation par suite de la rotation de la Terre.
Dans la dernière année de la Seconde République, le bâtiment redevient une église. Par décret, le 6 décembre 1851, le président de la République, Louis-Napoléon Bonaparte rend l'ancienne église Sainte-Geneviève au culte, « conformément à l'intention de son fondateur », sous l'invocation de Sainte-Geneviève, patronne de Paris. Ce décret n'abroge pas l'ordonnance de Louis-Philippe, maintenant le caractère de sépulture nationale voulue par la révolution. L'inauguration a lieu le 3 janvier 1852.
Un second décret du 22 mars 1852, fixa les conditions d'exercice du culte. Ne s'agissant pas d'une paroisse ni de l'église d'une congrégation, l'État en avait ainsi fixé les modalités d'exercice. Une communauté de prêtres est établie pour desservir l'église Sainte-Geneviève de Paris. Cette communauté est composée de six membres qui prennent le titre de chapelains de Sainte-Geneviève, et d'un doyen. Les chapelains de Sainte-Geneviève sont institués aux fins de se former à la prédication et de prier Dieu pour la France et pour les morts inhumés dans l'église.

#### Second Empire (1852-1870)

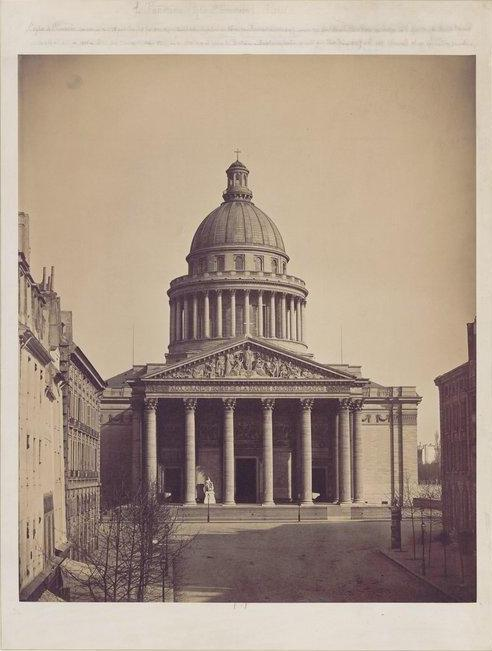
Panthéon - Gustave Le Gray - 1859.

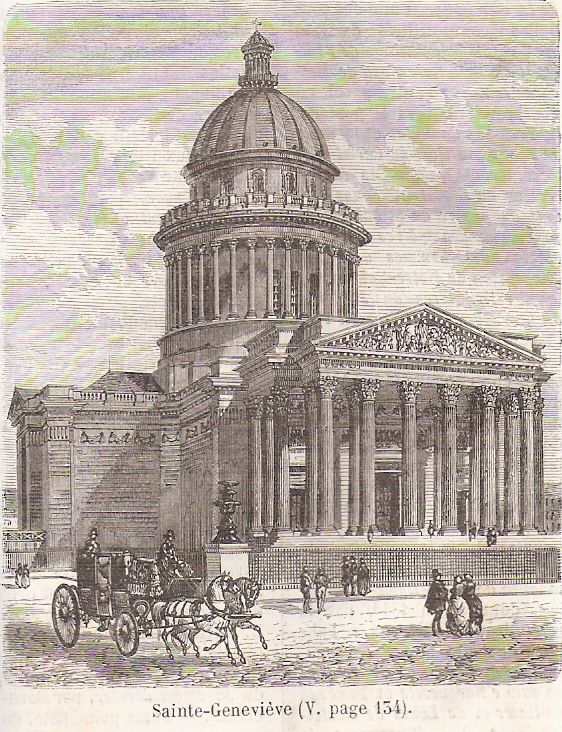
L’église Sainte-Geneviève en 1867.

L'église fait l'objet de nombreux aménagements sous l'Empire. Le mobilier religieux est remis en place et on enlève l'inscription « Aux grands hommes la Patrie reconnaissante ». L'église devenant le siège d'un chapitre de chanoines les « Chapelains de Sainte-Geneviève », en plus de l'autel de l'abside en marbre blanc, on installe deux autels, l'un dédié à sainte Geneviève, l'autre dédié à saint Louis. L'autel du fond est séparé par une balustrade de communion de fer forgé doré et ciselé et entouré de stalles en bois. On entoure également de planches les tombeaux de Rousseau et de Voltaire pour qu'ils ne soient plus visibles.
La nécessité de grandes orgues se fait alors sentir. En novembre 1852, le génial facteur d'orgues Aristide Cavaillé-Coll propose le projet d'un nouvel orgue en l’église Sainte-Geneviève. Le 17 décembre suivant, le ministre de l'Intérieur signe le marché, d'un montant de 20 000 francs. En 1853, Cavaillé-Coll réalise et installe le nouvel instrument, un huit pieds de deux claviers-pédalier et de vingt-et-un jeux, qui participe ainsi au service de la liturgie. Clément Loret en est le titulaire.
L'État commande à Hippolyte Maindron deux groupes de statues à placer sous le péristyle d'entrée : Attila et sainte Geneviève (1857) et La Conversion de Clovis par saint Remi (1865). Ces deux grands ensembles ont été renvoyés aux réserves des musées lors de la dernière restauration du monument, et ne se trouvent donc plus sur place aujourd'hui. Les ébauches de ces œuvres restent néanmoins visibles au Musée des Beaux-Arts d'Angers.
Les deux portes latérales sont posées : en bronze, dessinées par Constant-Dufeux et fondues par messieurs Simonnet père et fils, elles rappellent à la fois le chiffre de sainte Geneviève et l'inscription de la façade : « Aux grands hommes, la Patrie reconnaissante ». Elles portent le millésime MDCCCL (1850).
La commande passée au peintre Paul Chenavard est arrêtée mais son projet, présenté en 1855, suscita à nouveau la polémique. L'Empereur, qui avait rendu l'édifice au culte catholique, ne pouvait pas trouver, dans ce syncrétisme encyclopédique, une affirmation suffisamment forte du rôle de l'Église dans la constitution de l'État français. Les cartons préparatoires de Chenavard sont actuellement au Musée des Beaux-Arts de Lyon.

#### Troisième République (1870-1940)

##### Les événements de 1871
Durant le siège de Paris de 1870, la crypte du Panthéon est transformée en poudrière abritant des projectiles de toutes sortes. Les galeries souterraines servent également de refuge aux habitants du quartier victimes des bombardements prussiens. En effet, les Prussiens, instruits de l'existence de ce magasin, firent alors de la coupole un des principaux objectifs de leurs batteries de Châtillon, faisant tomber une pluie d'obus sur l'édifice, endommageant assez gravement le dôme.
Pendant la Commune de Paris en 1871, François Jourde, communard, annonce à la foule que le Panthéon sera retiré au culte religieux pour être affecté au culte des grands hommes. Le 31 mars 1871, on hisse un drapeau rouge au sommet de l'édifice. Le 2 avril 1871, les petites branches de la croix qui surmonte l'édifice sont sciées et le caporal Jean Allemane y plante un drapeau rouge.
La Commune continue de s'en servir comme dépôt d'armes et de munition. Les insurgés l'utilisent comme quartier général durant les combats de mai. Les Versaillais mirent deux jours pour emporter les barricades qui l'entouraient de tous côtés. Jean-Baptiste Millière, arrêté dans une maison voisine, est fusillé, à genoux sur les marches du monument, le 26 mai 1871.

##### Restauration de l'église jusqu'en 1885

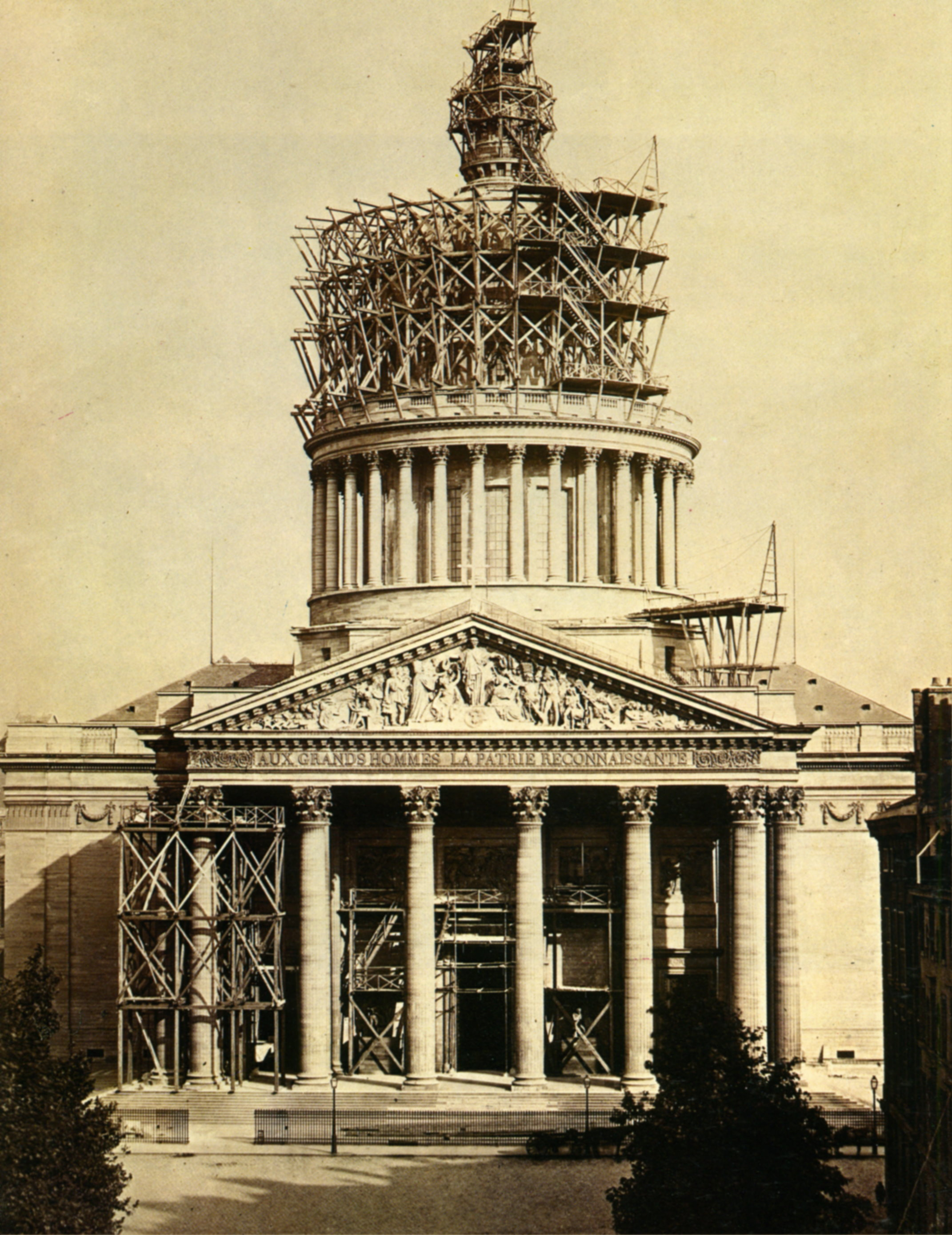
Le Panthéon en réparation, entre 1868 et 1871 (Charles Marville).

En juillet 1873, l'architecte Louis-Victor Louvet procède à des restaurations et replace la croix au sommet du dôme. En 1874, une commande est passée par le marquis de Chennevières, directeur des beaux-arts, qui charge l’abbé Bonnefoy, doyen de Sainte-Geneviève, d’élaborer le programme iconographique d'un grand cycle de peintures sur l'histoire de France. Ces huiles sur toile marouflée sont accrochées devant les fenêtres déjà obturées par Quatremère de Quincy, rendant ainsi quasi-définitivement impossible le retour au projet initial de Soufflot.
La propagande de l’Ordre moral souhaite affirmer les fondements catholiques et monarchiques de la France. Les sujets peints représentent trois figures ayant incarné cette nation : Clovis pour les mérovingiens, Charlemagne pour les carolingiens et saint Louis pour les capétiens. Trois figures chrétiennes liées à la monarchie sont également présentes : saint Denis, sainte Geneviève et Jeanne d'Arc.
La suite décorative consacrée à sainte Geneviève, est réalisée par Pierre Puvis de Chavannes - La Prédication de saint Denis, par Pierre-Victor Galland - Le Martyre de saint Denis, par Léon Bonnat - Sainte Geneviève rend le calme aux Parisiens à l'approche d'Attila, par Jules-Élie Delaunay - La Vie de saint Louis, par Alexandre Cabanel - L'Histoire de Jeanne d'Arc, par Jules Lenepveu - La Mort de sainte Geneviève, par Jean-Paul Laurens - Le Vœu de Clovis à la bataille de Tolbiac, Le Baptême de Clovis, par Paul-Joseph Blanc - L'Idée de la Patrie, l'Abondance, la Chaumière, la Peste, par Ferdinand Humbert - Charlemagne couronné empereur protégeant les Arts, par Henri-Léopold Lévy.
Le peintre Ernest Hébert conçoit le dessin de la mosaïque du cul-de-four de l'abside, représentant Le Christ enseignant à l'ange gardien de la France les destinées de la patrie (ANGELVM GALLIÆ CVSTODEM CHRISTVS PATRIÆ FATA DOCET). À sa droite, l'ange, debout, portant une épée puis, à genoux, la Ville de Paris portant le Scilicet ; à sa gauche, sainte Geneviève debout et, à genoux, Jeanne d'Arc tenant un drapeau. Cette représentation de 42 m2 illustre les débats qui pouvaient agiter les débuts de la Troisième république entre laïcs et catholiques : sur les cinq personnages représentés, quatre ont une auréole, dont celui représentant la Ville de Paris ; Jeanne d'Arc en revanche, n'en porte pas. Elle ne sera canonisée par l'Église catholique qu'en 1920. La mosaïque est réalisée de 1875 à 1884, par l'atelier de mosaïstes Guilbert-Martin.
Entre la fin des années 1870 et le début des années 1880, l'échec politique de l'Ordre moral et l'arrivée des Républicains au pouvoir ne sont pas sans conséquences sur l'iconographie des cycles décoratifs. Ainsi, Joseph Blanc n'hésite pas à représenter plusieurs saints et personnages historiques sous les traits d'hommes politiques républicains souvent anticléricaux. Son Triomphe de Clovis figure ainsi Léon Gambetta en Aurelianus (légat de Clovis), Antonin Proust en Avit de Vienne et le radical Georges Clemenceau en Saint Galactoire. La même œuvre représente l'acteur Coquelin aîné en Volusien.

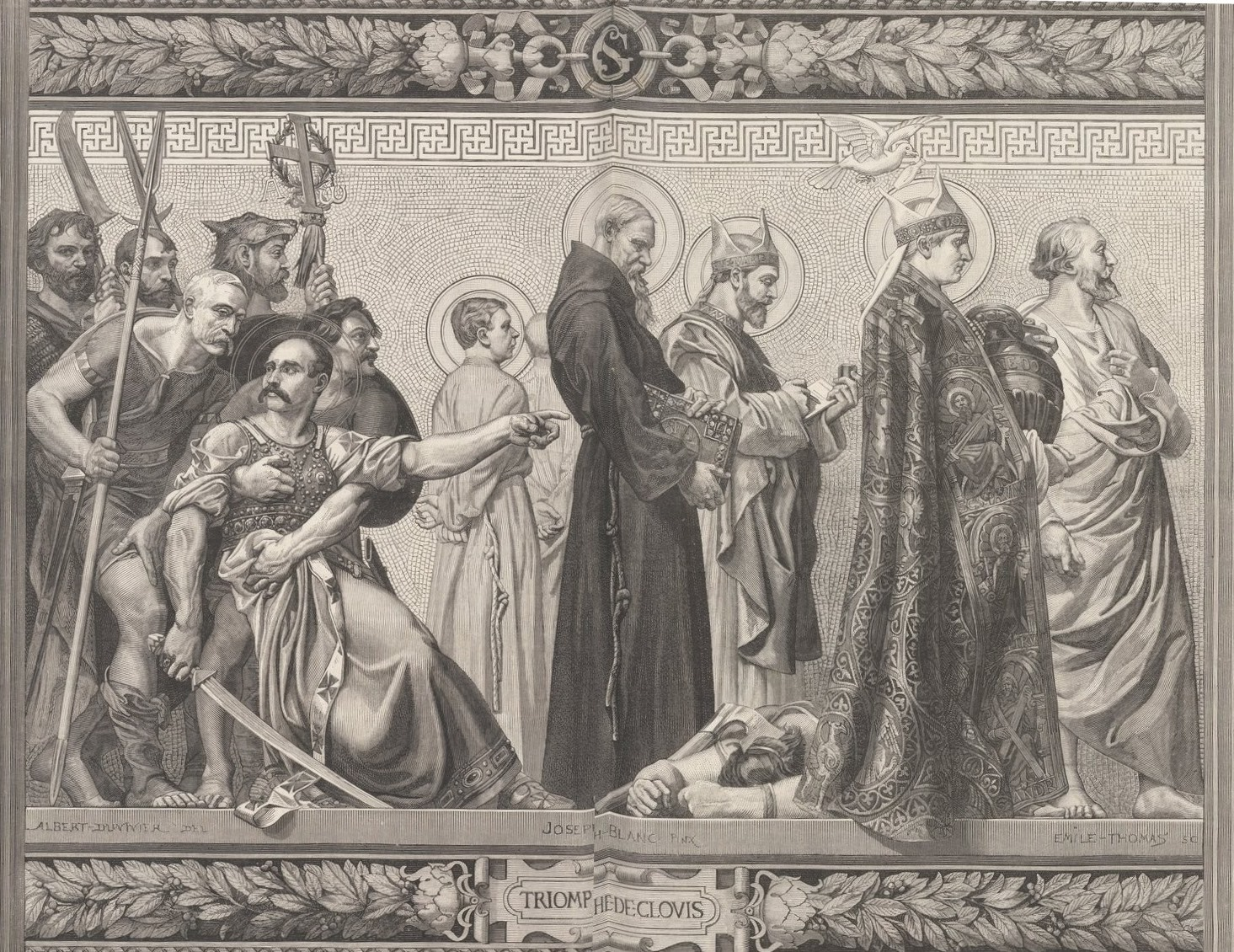
Triomphe de Clovis, gravure d'après la fresque de Joseph Blanc (1881).
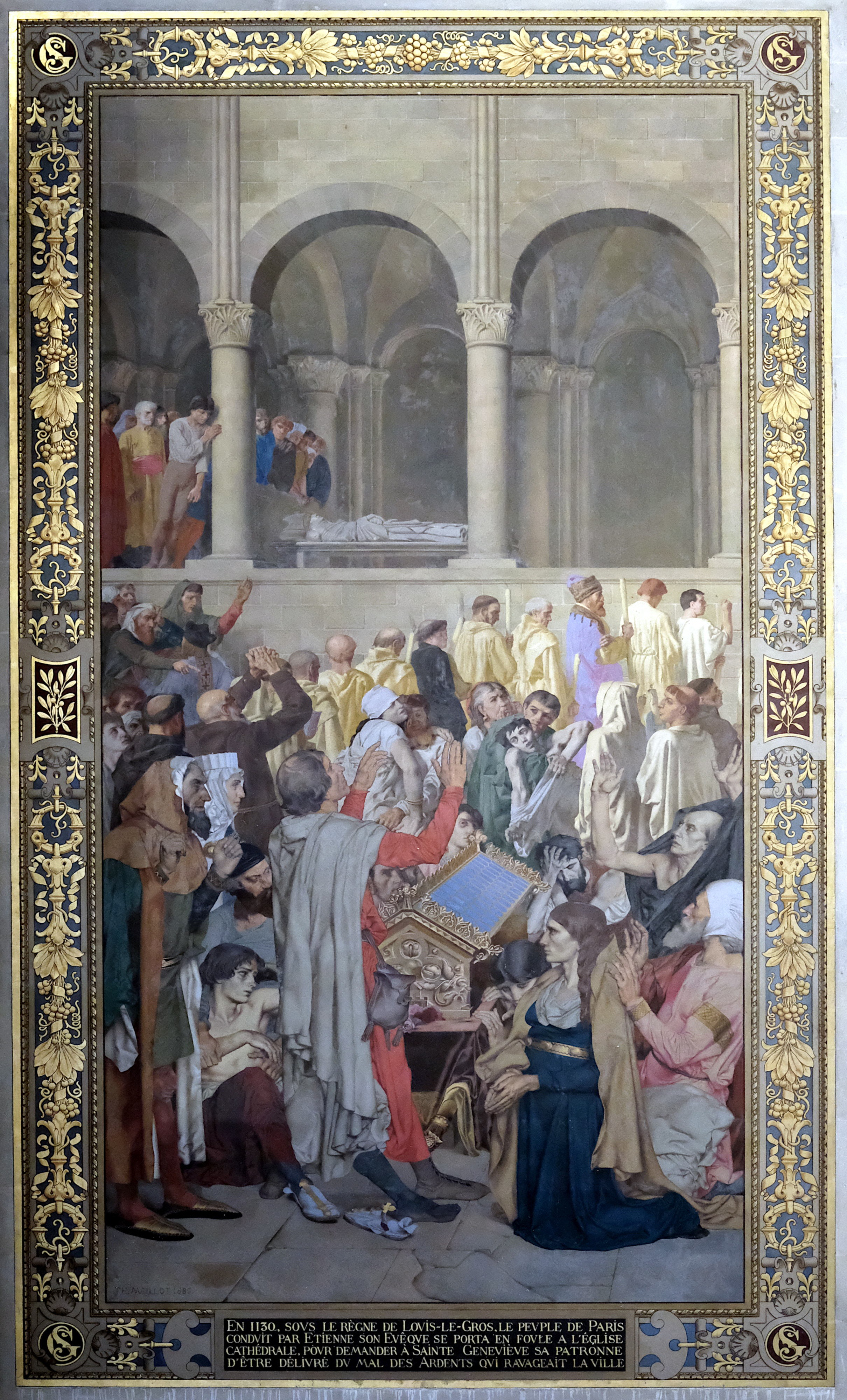
Les Miracles de sainte Geneviève (1885) par Théodore Maillot.

##### Déconfessionalisation à partir de 1885

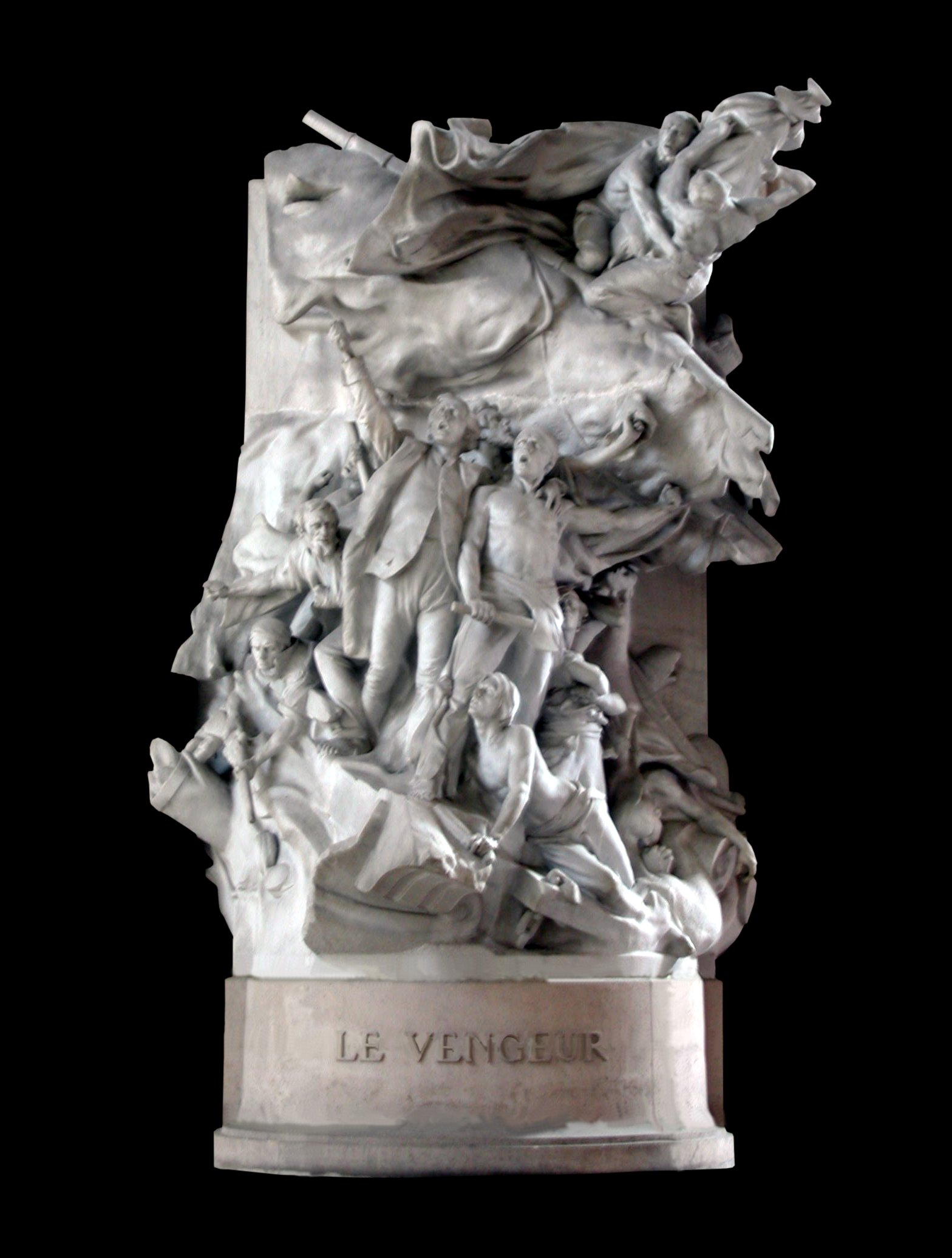
Groupe Le Vengeur commémorant la bataille du, par Ernest Dubois, 1908, marbre.

En 1885, l'enterrement de Victor Hugo met en pratique la loi du 19 juillet 1881 rendant à l'édifice sa fonction de panthéon. On enlève le mobilier religieux et on remet l'inscription « Aux grands hommes, la Patrie reconnaissante ». L'orgue se fait entendre une dernière fois dans ce lieu, car en 1891, par entente entre les départements de la guerre et des travaux publics, l’orgue est affecté à l’église de l’hôpital militaire du Val-de-Grâce où il est transféré la même année par le facteur Joseph Merklin. On commande à Auguste Rodin un monument à la gloire de Victor Hugo. Dans le même temps, Une statue de Mirabeau est commandée à Jean-Antoine Injalbert. Le projet avait été conçu par Édouard Lockroy, en hommage aux grands hommes de l'histoire de France. Il devait comporter cent sculptures qui auraient été placées dans le transept nord. L'idée était de reconstituer la fierté nationale mise à mal par la défaite récente de 1870 face aux Prussiens. Or le comité chargé de juger les œuvres conclut que les propositions de Rodin ne s’harmonisent pas avec la statue de Mirabeau. Le modèle en plâtre de la statue de Lazare Hoche modelée en 1900 pour le monument érigé à Quiberon par Jules Dalou lui fait pendant.
De 1902 à 1905, Édouard Detaille peint le triptyque Vers la gloire, qualifié d'hymne pictural à la République. En 1906, une copie du Penseur d'Auguste Rodin est placée devant le Panthéon. Elle a été retirée par la suite.
En 1913, on place un autel républicain dans l'espace initialement prévu par Soufflot pour l'autel religieux dans la destination première de l'édifice. C'est François Sicard qui réalise cet ensemble, à la gloire de la Convention nationale en 1920.
Dans le transept, on installe le monument de Paul Landowski au nord dédié à la mémoire des artistes dont le nom s'est perdu.
En 1924, on installe en face le monument Aux héros inconnus, aux martyrs ignorés morts pour la France. Monument en pierre de 6,50 m sur 2,20 m, commandé en 1913 au sculpteur Henri Bouchard, il est modifié après la Première Guerre mondiale et finalement installé en 1924. Figurent au registre supérieur les allégories du Souvenir (avec la palme des martyrs) et de la Victoire (avec la couronne de lauriers). Au registre médian, les corps de combattants s’entassent. En dessous, le gisant d’un poilu est surmonté par le nom des champs de bataille et des lignes de front de 1914-1918. Sur les bas-côtés, des bas-reliefs symbolisent le sacrifice des parents (à droite) et la reconnaissance des enfants (à gauche). Cette sculpture est la seule du Panthéon, avec celle de Paul Landowski, à ne pas rendre hommage à de grands hommes identifiés mais à des héros inconnus.

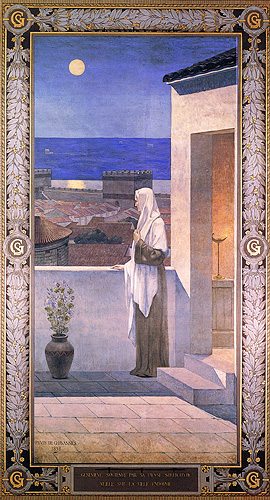
Geneviève soutenue par sa pieuse sollicitude veille sur la ville endormie, par Pierre Puvis de Chavannes, 1898, peinture sur toile marouflée.
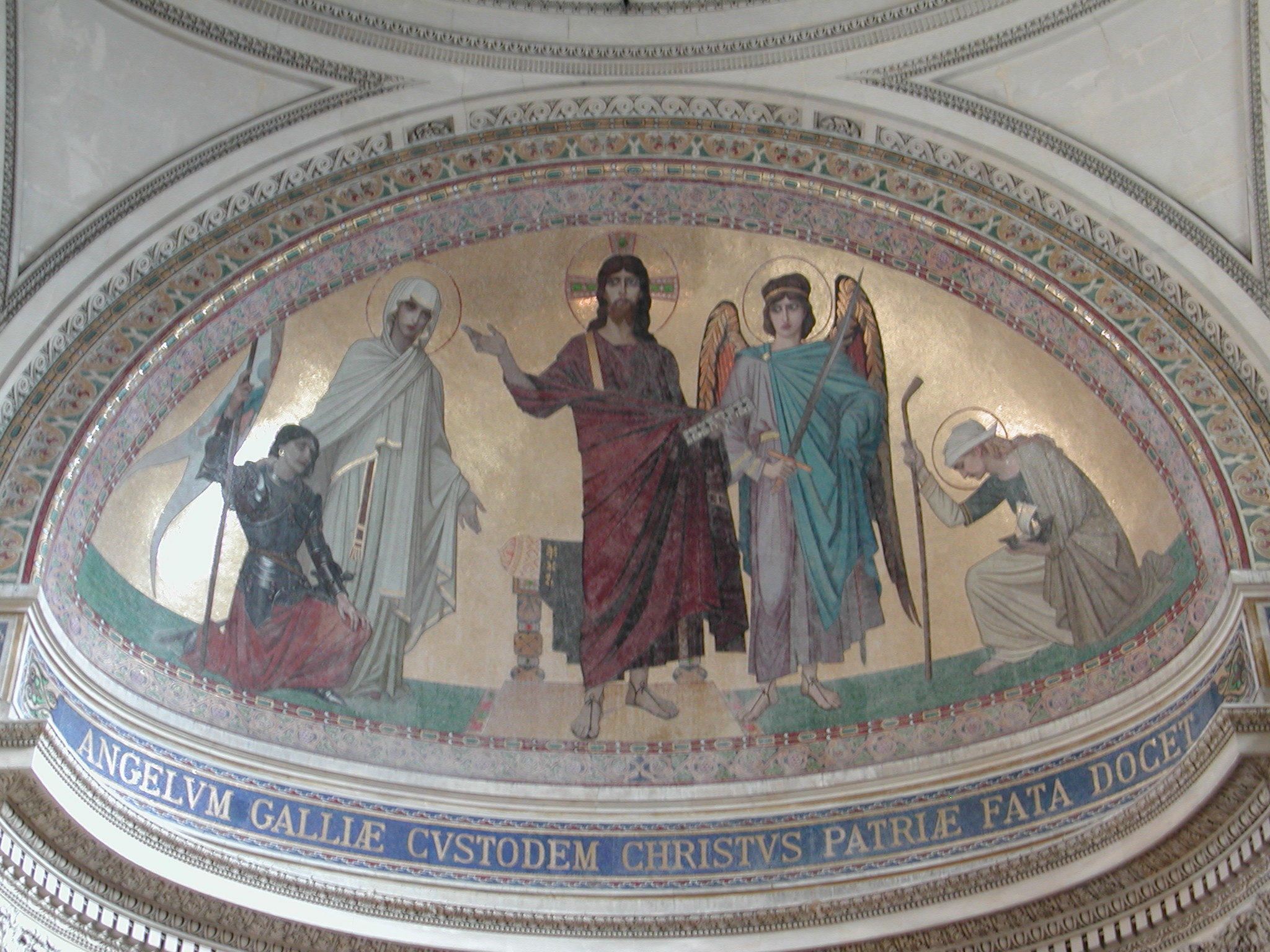
Mosaïque de l'abside, par Ernest Hébert.
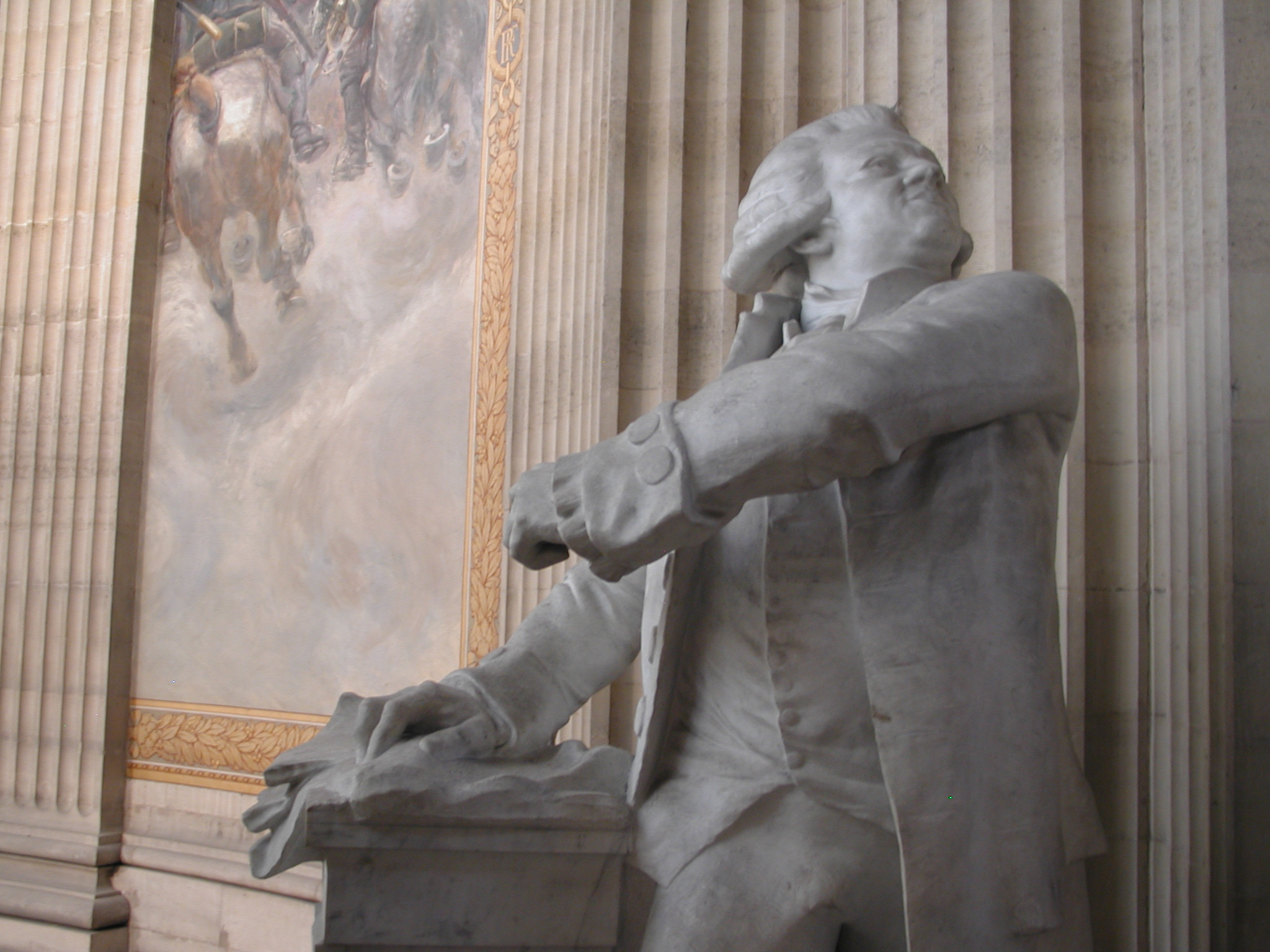
Mirabeau, par Jean-Antoine Injalbert, 1889, refait en 1924, marbre.
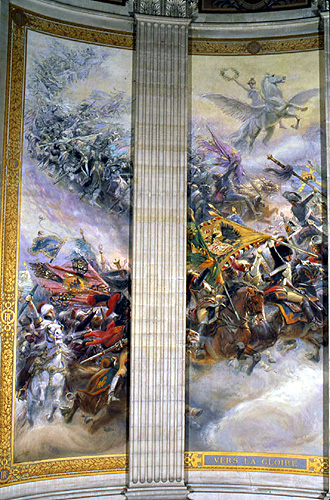
Vers la gloire par Édouard Detaille, 1902, peintures sur toiles marouflées (détail du triptyque).
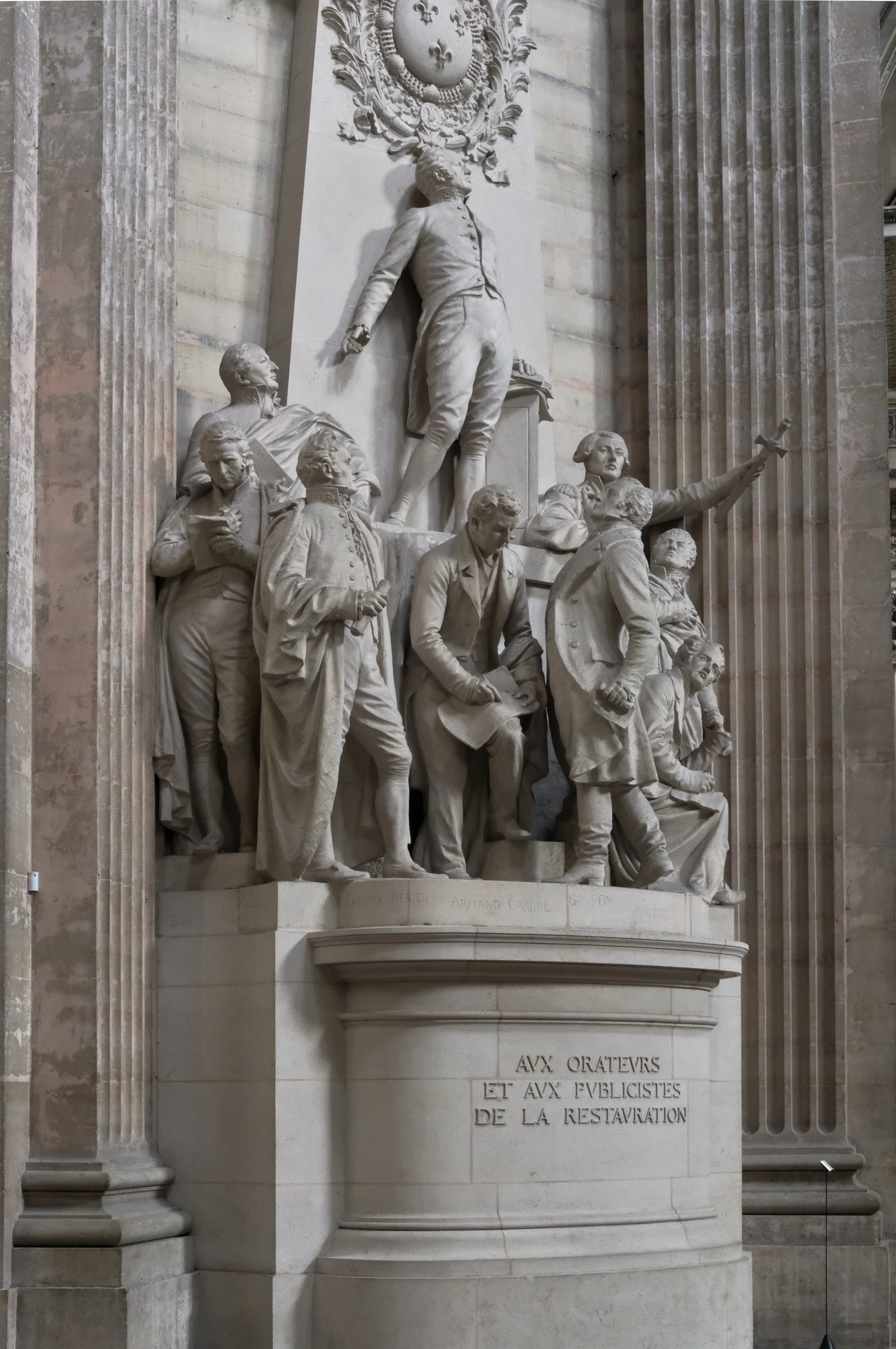
Aux Orateurs et Publicistes de la Restauration (1903) par Laurent Marqueste.
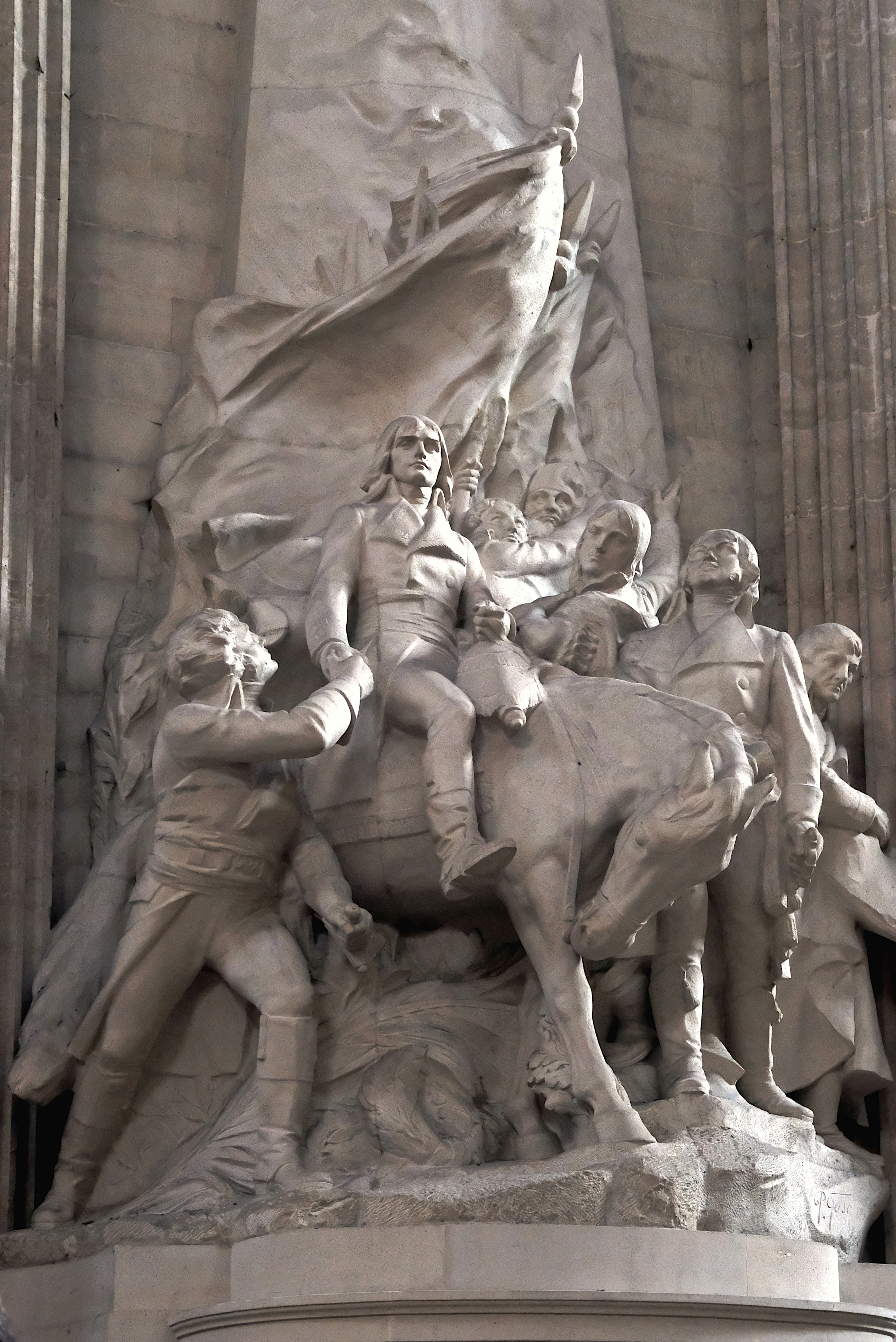
À la gloire des généraux de la Révolution française par Paul-Jean-Baptiste Gasq (1917).
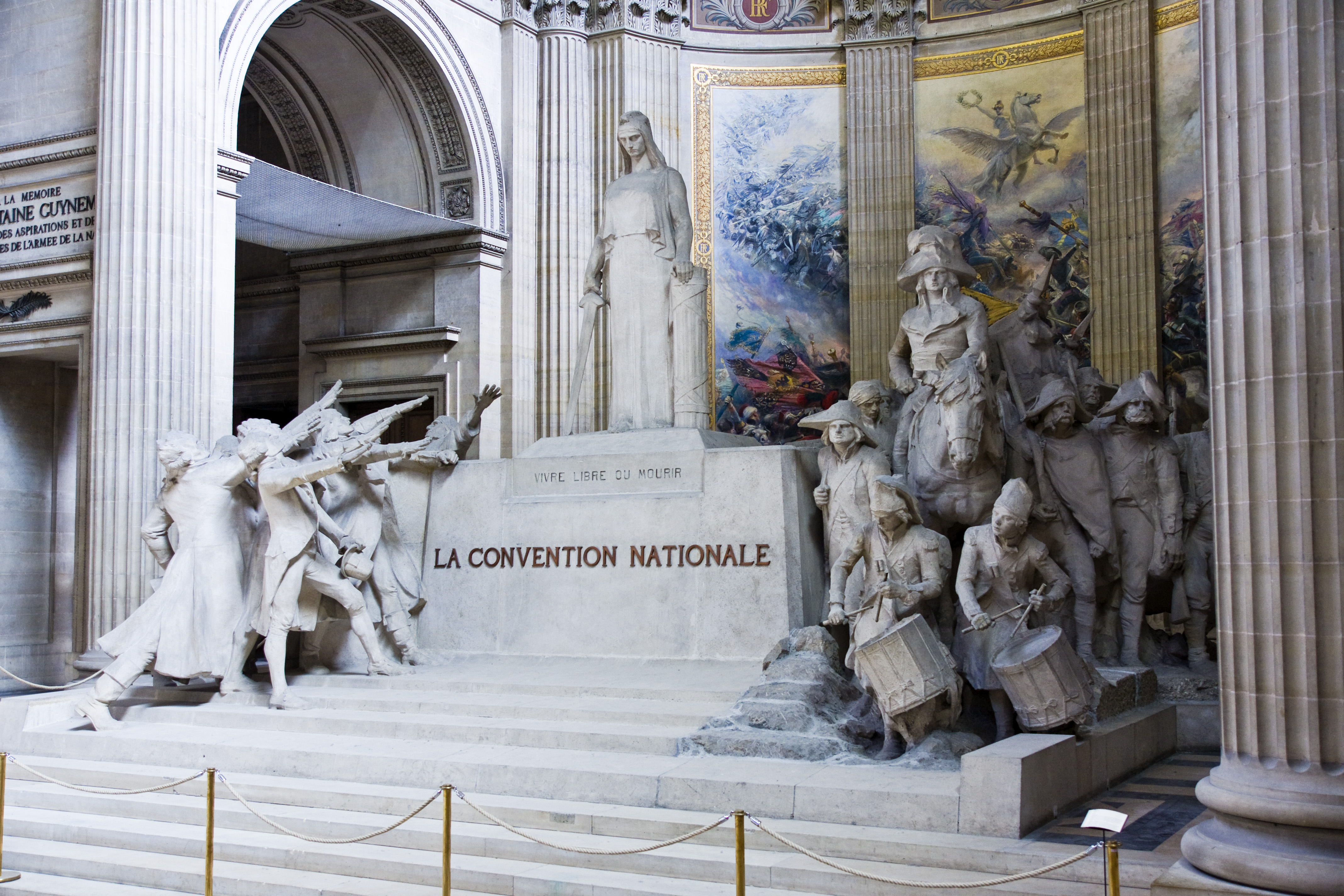
La Convention nationale, de François-Léon Sicard, 1920, pierre.

En 1927, est apposée une plaque portant le nom des écrivains morts pour la France au cours de la période 1914-1918. Deux monuments sont installés dans le transept. Voir l'article Liste des personnes citées au Panthéon de Paris
Le Panthéon de Paris est classé monument historique en 1920.

#### Depuis la Libération

##### Quatrième République
Après la Seconde Guerre mondiale est apposée une plaque portant le nom des écrivains morts pour la France pendant la période 1939-1945.
De part et d'autre du Panthéon, sont érigées en 1952 deux nouvelles statues en pierre, en remplacement de deux statues envoyées à la fonte par le régime de Vichy dans le cadre de la mobilisation des métaux non ferreux pour l'industrie de l'armement en 1942 : celle de Pierre Corneille et celle de Jean-Jacques Rousseau, pour cette dernière réalisée par le sculpteur André Bizette-Lindet.
La première statue de Rousseau avait été inaugurée en février 1889, en ouverture des célébrations du premier centenaire de la Révolution française.

##### Cinquième République

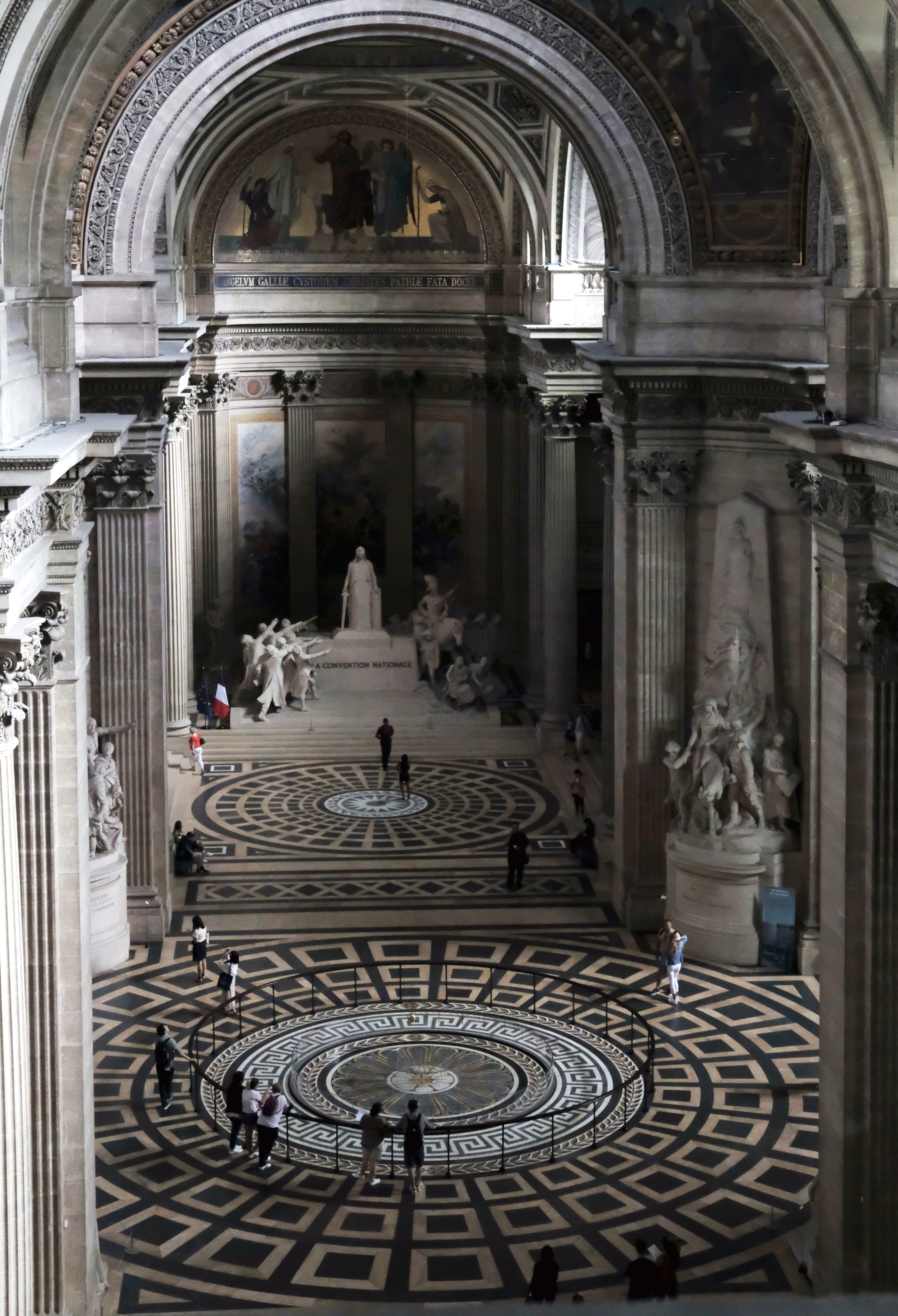
La grande nef du Panthéon en 2019 avec, en son centre, l'expérience du pendule de Foucault.

Cette période semble marquer une certaine stabilité ; aucun élément architectural n'a plus été modifié, retiré ou ajouté depuis 1958.
Pourtant, un élément de décoration symbolique est venu occuper le centre de la nef, jusqu’à ce jour restée vide et sans affectation : la reconstitution, en 1995, de l'expérience du pendule de Foucault. Depuis cette date, la boule de laiton partage l'univers en deux alors que tourne autour d'elle la déesse égyptienne Bastet, statue installée en 1996 pour la cérémonie du transfert des cendres d'André Malraux.
De 2005 à 2006, les membres d'une organisation, nommée Untergunther, qui occupent clandestinement le Panthéon depuis plusieurs années, restaurent secrètement et à leur frais (4 000 euros), l'horloge Wagner, qui date de 1850, et qui ne fonctionne plus depuis 1965. Cette action leur vaut d'être traduit en justice par le Centre des monuments nationaux pour violation d'un espace privé ; ils sont finalement relaxés,. Bien que parfaitement restaurée par les Untergunther, l'horloge n'est pas maintenue en fonctionnement.
Ce n'est qu'en 2018 que le Centre des monuments nationaux (CMN) décide de la remettre en service. L'appel d'offres est remporté par Jean-Baptiste Viot, horloger membre des Untergunther qui l'avait réparée en 2006.

### Restauration duXXIesiècle
L'époque contemporaine manifeste un souci évident de préservation et de conservation du monument, d'autant plus nécessaire que l'obturation des ouvertures imaginées par Soufflot modifie la ventilation du bâtiment et augmente le taux d'humidité, provoquant ainsi l'effritement des pierres et la corrosion de la structure métallique.
Déjà en 1984, l'architecte en chef des monuments historiques, Hervé Baptiste, est chargé de la restauration du bâtiment. En 1991, le Panthéon a 200 ans. Une nouvelle campagne de restauration est prévue.
Le projet de loi de finances pour 2006, prévoit la poursuite de la rénovation de l'édifice.
Un autre événement rend urgente la restauration : lors de la tempête du dimanche 26 décembre 1999, la toiture du dôme subit des dégâts importants. La couverture est fortement endommagée ; des plaques de plomb se sont envolées, provoquant des dégâts aux alentours. Le ministère de la Culture, à l'époque, évalue les travaux à cinq millions de francs (MF) pour l'urgence, et à quarante MF pour la restauration définitive du dôme.
En 2007, plusieurs projets mineurs de rénovation et d'aménagement de visite sont en cours de réalisation :
- la mise en scène de la crypte des Grands Hommes : Une nouvelle scénographie (mise en lumière, ambiance sonore, textes) donnera une plus grande lisibilité au lieu et aux tombeaux importants, notamment ceux de Rousseau, Voltaire, Hugo, Malraux... ;
- la réalisation d'une maquette tactile qui servira de support pédagogique pour les ateliers pour enfants et les visites tactiles pour personnes déficientes visuelles ;
- la restauration de la maquette du XVIIIe siècle, classée « Monument historique au titre objet » en 1975 ;
- la restauration des bas-reliefs des droits de l'homme par Guillaume Boichot, au-dessus de la porte du Panthéon.

En novembre 2012, le bâtiment continue de se dégrader, en particulier la couverture du dôme qui n'est plus étanche et des agrafes métalliques qui ceinturent l'édifice. Le Centre des monuments nationaux du Ministère de la Culture en partenariat avec le site de financement participatif My Major Company lancent une campagne de mécénat « grand public » sur les chantiers de restauration de quatre monuments nationaux. Une de ses actions est : « Devenez tous mécènes du Panthéon et participez à sa restauration ! ». Ce financement a permis de récolter 68 565 € de la part de 1 183 mécènes. D'abord le dôme comprenant le tambour avec sa colonnade, la coupole et le lanternon. Puis la couverture et enfin la restauration de l’ensemble de la façade (péristyle). La campagne est lancée le 25 janvier 2013 avec un budget total de cent millions d'euros. Les travaux sont prévus pour durer jusqu'en 2022.
La campagne de restauration concerne successivement les parties hautes, le péristyle, les intérieurs de l'édifice, les parements extérieurs et enfin les sols extérieurs, pour rendre au Panthéon l'exceptionnel rayonnement qui fut le sien dans le paysage monumental parisien. Ce chantier est l’un des plus grands chantiers de restauration d’Europe. Il permet de résoudre de façon pérenne les problèmes structurels de l'édifice. La première étape de la campagne de restauration porte sur la coupole, le lanternon et le tambour avec sa colonnade. Cette restauration a été achevée en février 2015, ainsi que la deuxième étape portant sur le péristyle.
Sous réserve de crédits, les étapes suivantes seront :
- étape 3 : les voûtes, supports et murs intérieurs, à partir de 2017 ;
- étape 4 : les parements extérieurs, à partir de 2020 ;
- étape 5 : les sols de l'enclos extérieur, à partir de 2022.

Seront également prévus des travaux d'amélioration des conditions de travail des agents et de mise en accessibilité du monument pour les publics handicapés notamment avec l'installation d’un ascenseur.
L'installation des échafaudages, une prouesse technique : la phase de préparation de chantier est exceptionnelle, car elle implique des installations particulièrement lourdes,. Jusqu’en août 2013, sont montées les installations nécessaires à la première phase de restauration. Des micros-pieux de 17 mètres de profondeur servent de fondations au tabouret de l’échafaudage pesant 315 tonnes et s’élevant à 37 mètres de hauteur. Un des pieds du tabouret supporte une grue culminant à 96 mètres et pouvant lever quatre tonnes. La structure de l’échafaudage est elle-même autoportante, de manière à ne pas peser sur le monument historique et à le respecter totalement. Pour réaliser cette rénovation, une nouvelle invention a été mise en place. Les ingénieurs ont fabriqué des amortisseurs spéciaux, des sortes de gros ressorts de 37 cm pour empêcher que l'échafaudage ne s'affaisse sur le Panthéon et ne le détruise.
Pendant les travaux, l'échafaudage est recouvert d'une bâche. Contrairement à d'autres chantiers où les échafaudages extérieurs servent de supports publicitaires, celui-ci fait l'objet d'une installation, Au Panthéon !, confiée à l'artiste JR. Inspirée du projet Inside Out, le tambour porte les photos de milliers de portraits d'anonymes, en référence aux valeurs universelles et humanistes incarnées par le Panthéon. Du 25 février 2014 au 9 mars 2014, des portraits sont collectés, soit en déposant sa photo sur le site internet, soit dans le camion itinérant proche de huit monuments nationaux. Pour justifier ce choix, et non de se servir de cette bâche pour en faire un affichage publicitaire comme l'autorise le Code du patrimoine, Philippe Bélaval, président du Centre des monuments nationaux déclare le 25 février 2014 : « Lieu sacré de la République, le Panthéon est une nécropole. Les tombes ne peuvent servir de support à un message publicitaire. Le besoin de ressources propres ne justifie pas que l’on fasse n’importe quoi. On ne peut pas dire que le Panthéon est emblématique des valeurs de la République et y mettre le logo d'une marque ».
Le site reste ouvert aux visiteurs pendant les travaux.

Travaux au Panthéon.
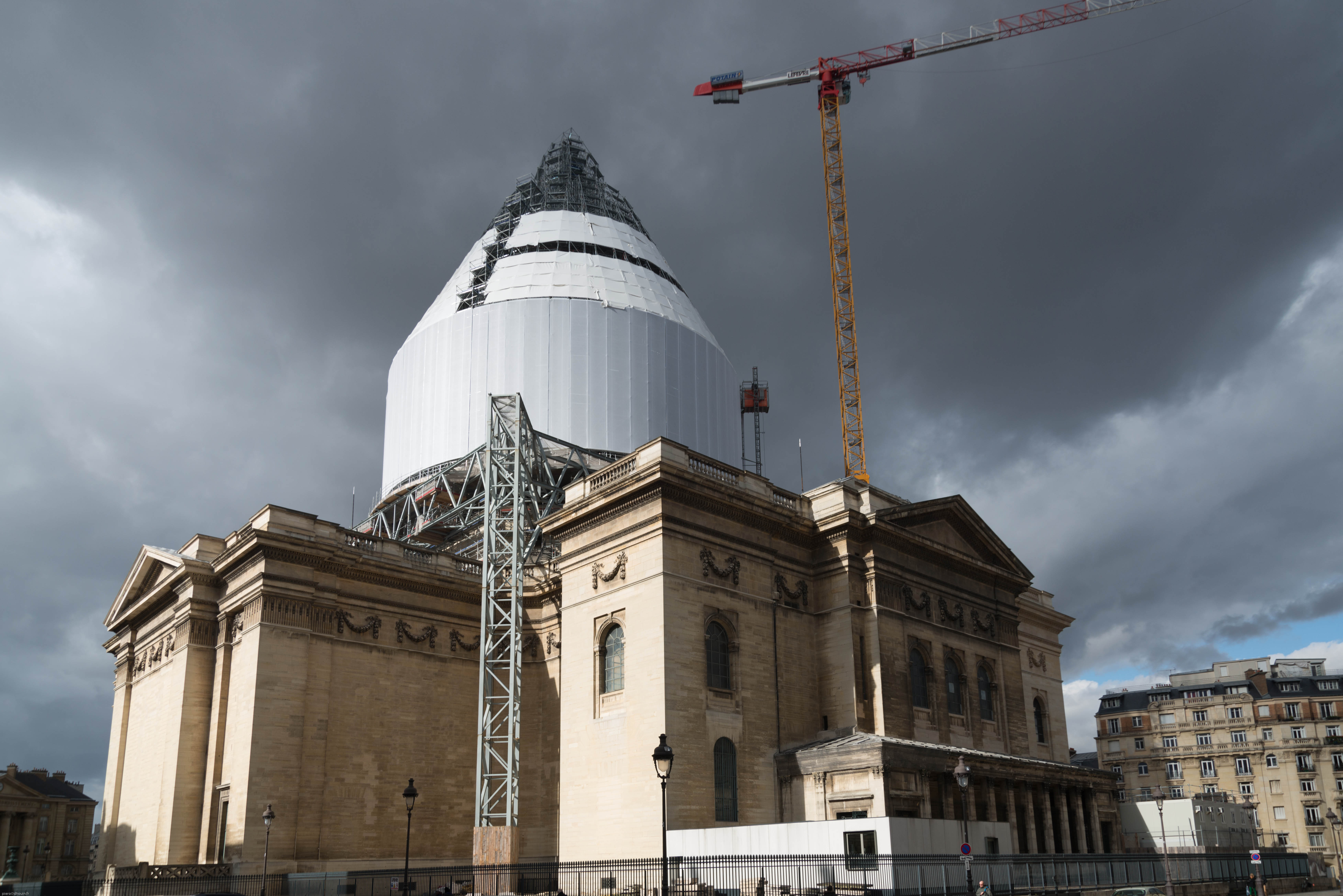
Travaux vus du lycée Henri-IV.
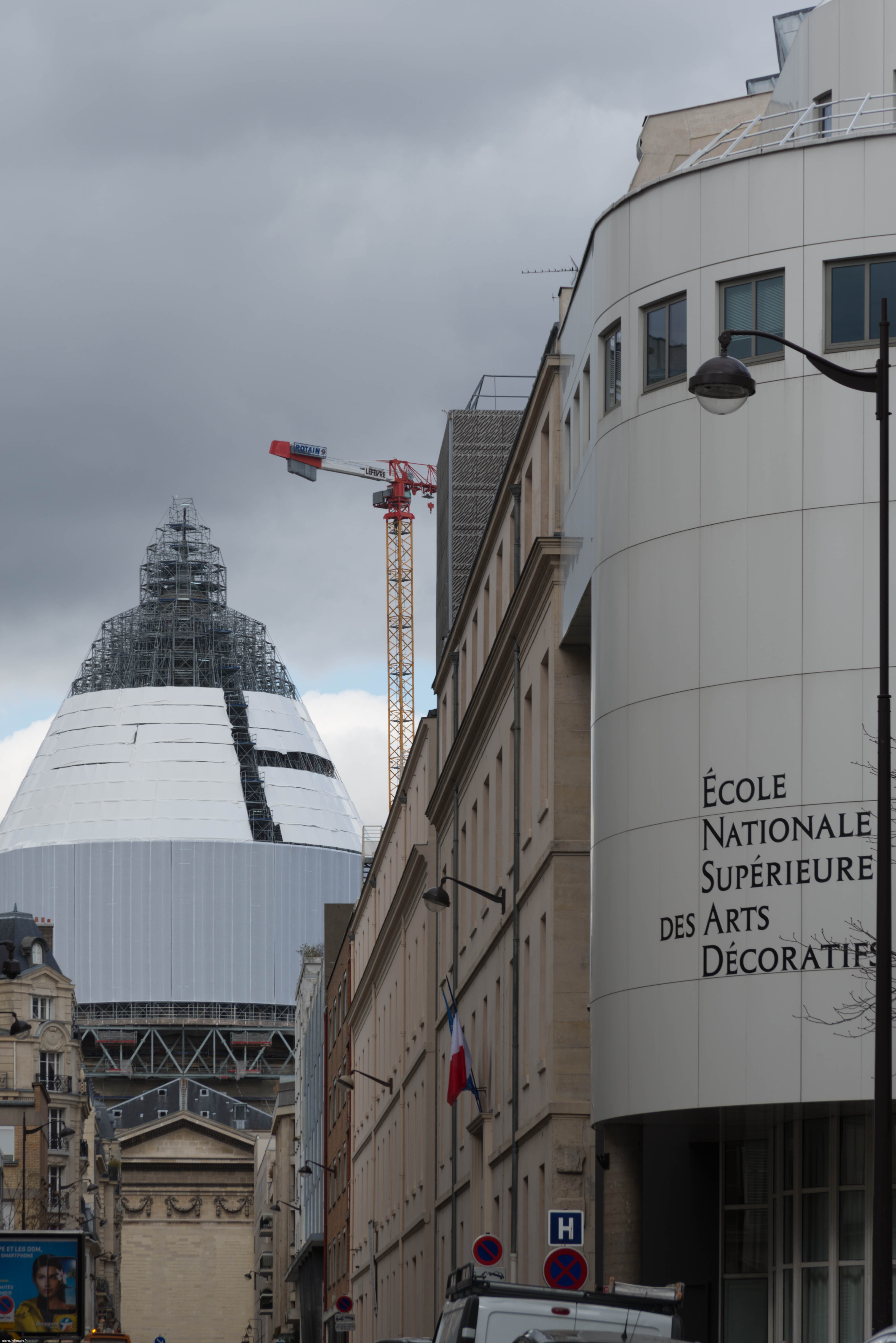
Travaux vus de la rue d'Ulm.
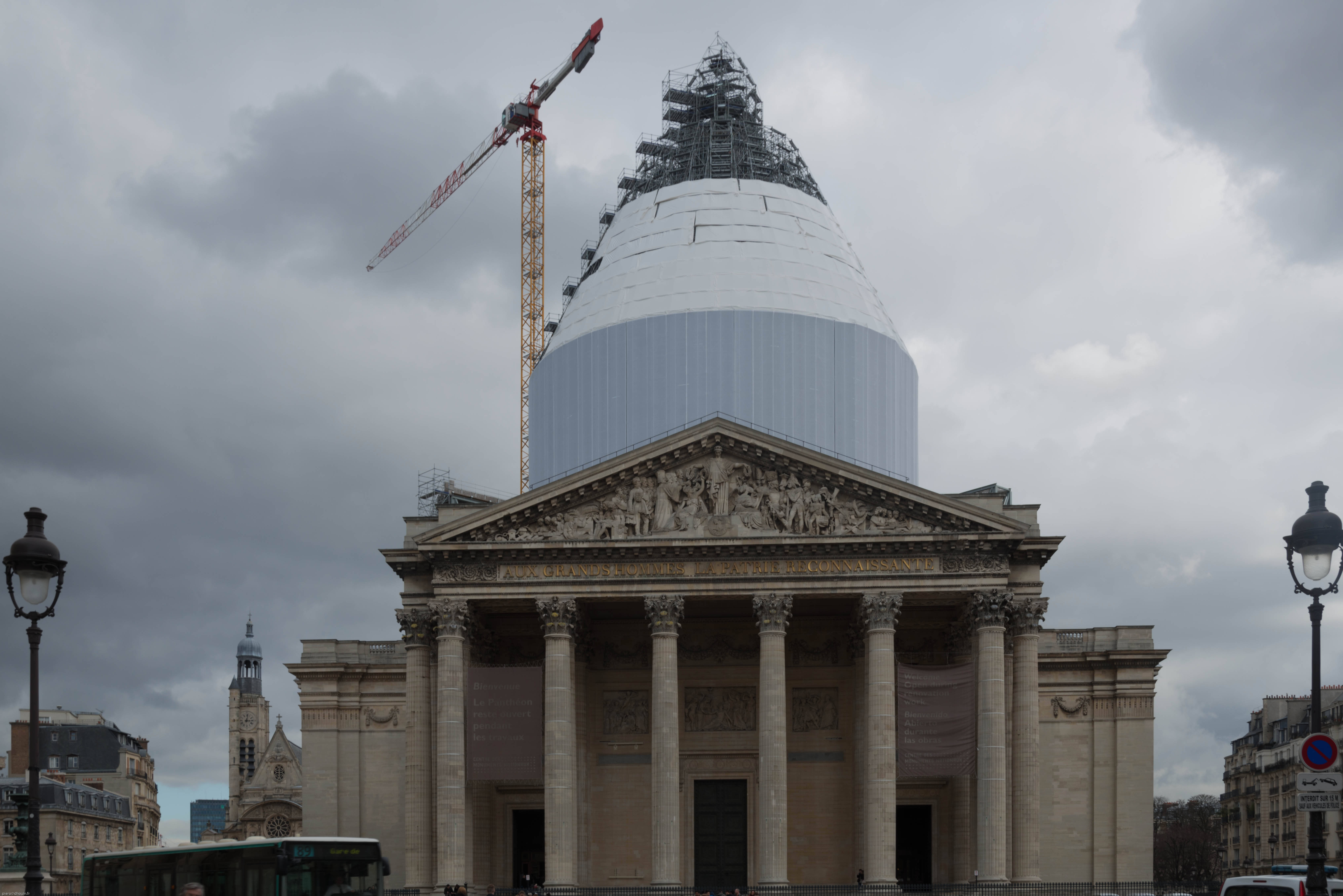
Travaux vus de la rue Soufflot.
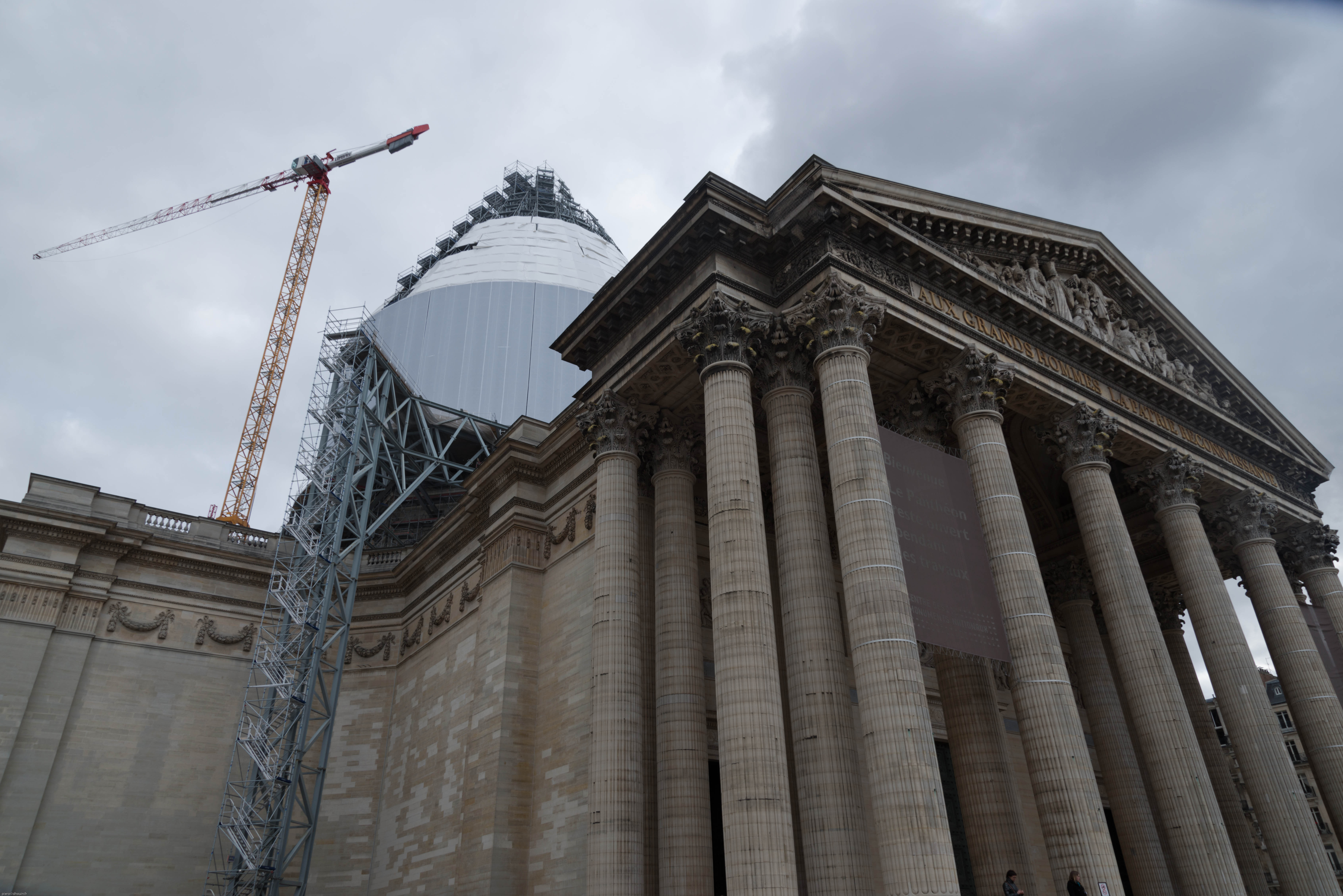
Détail de l'échafaudage et de la grue Potain MDT 178 (flèche : 60 m, charge en bout 1,5 t).
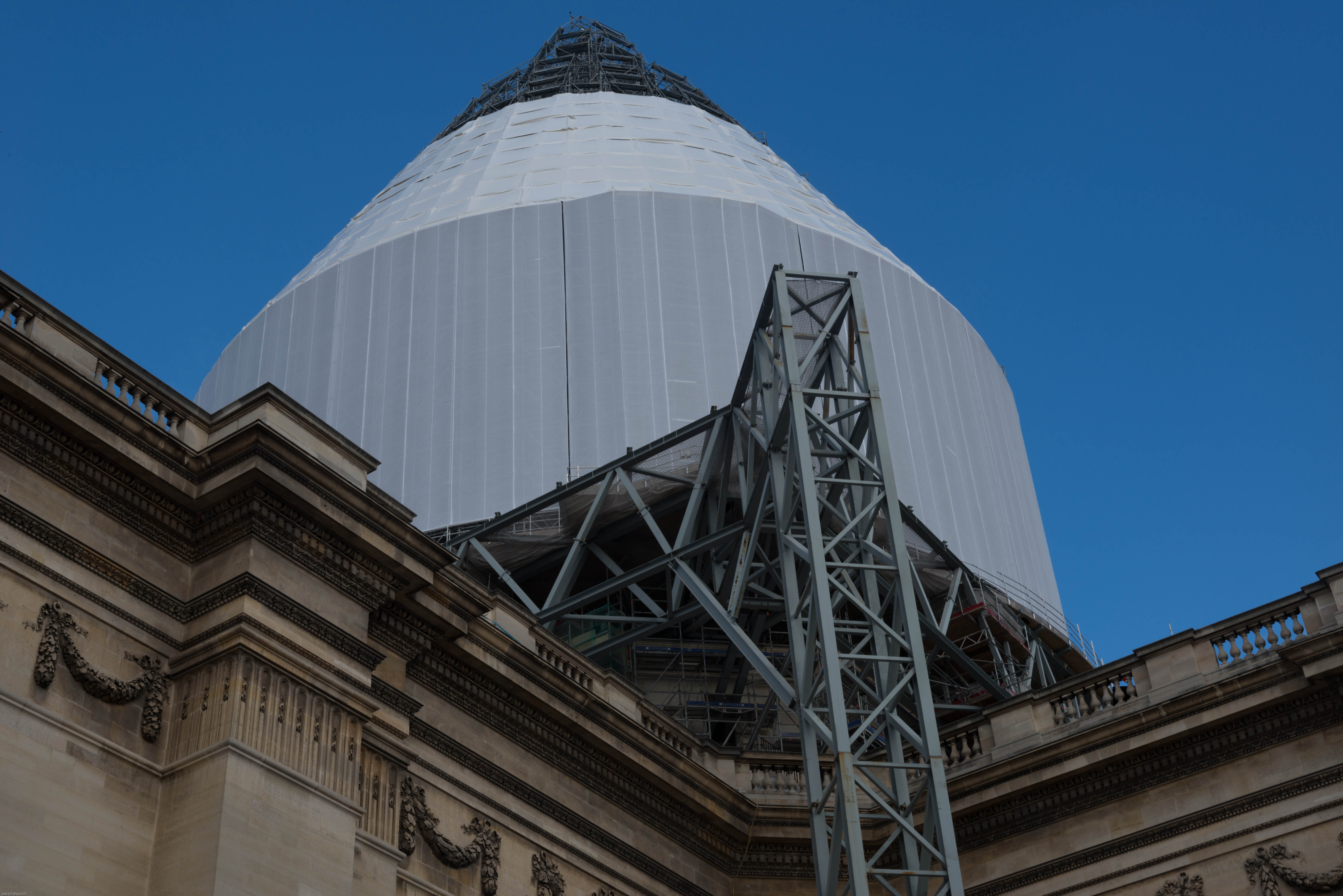
Détail de l'échafaudage.
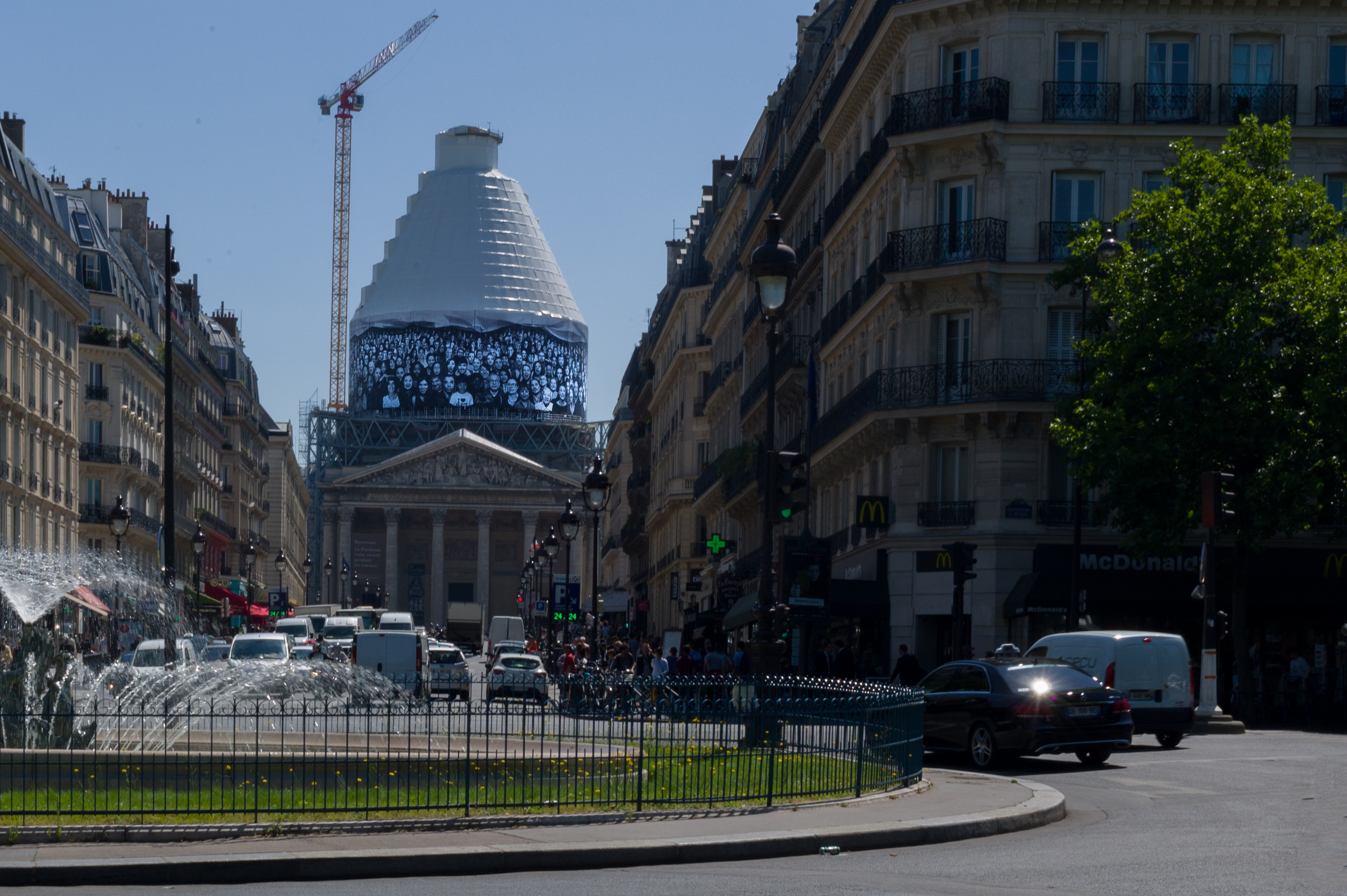
Le Panthéon de Paris décoré par JR pendant les travaux.
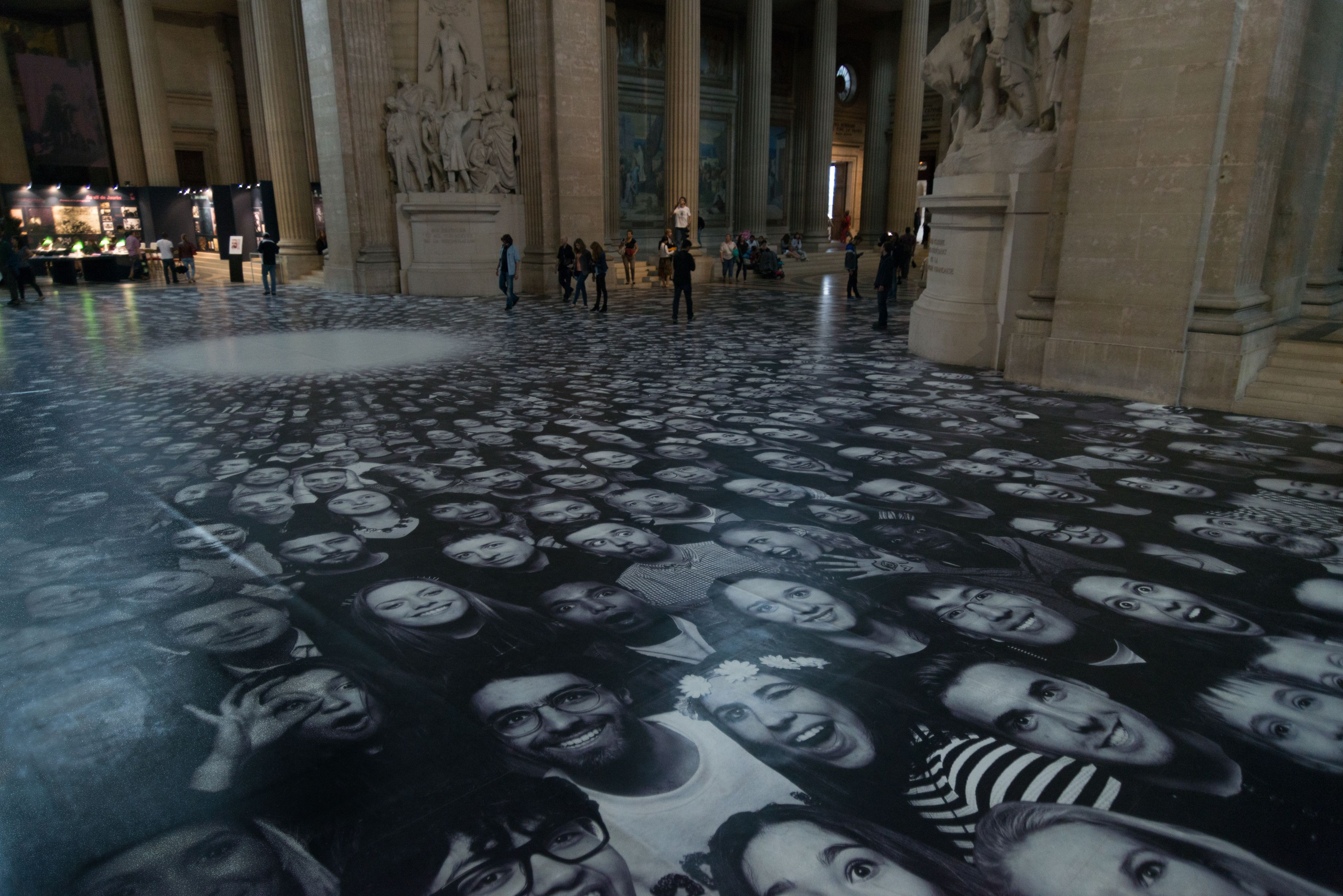
Sol du Panthéon de Paris décoré par JR.
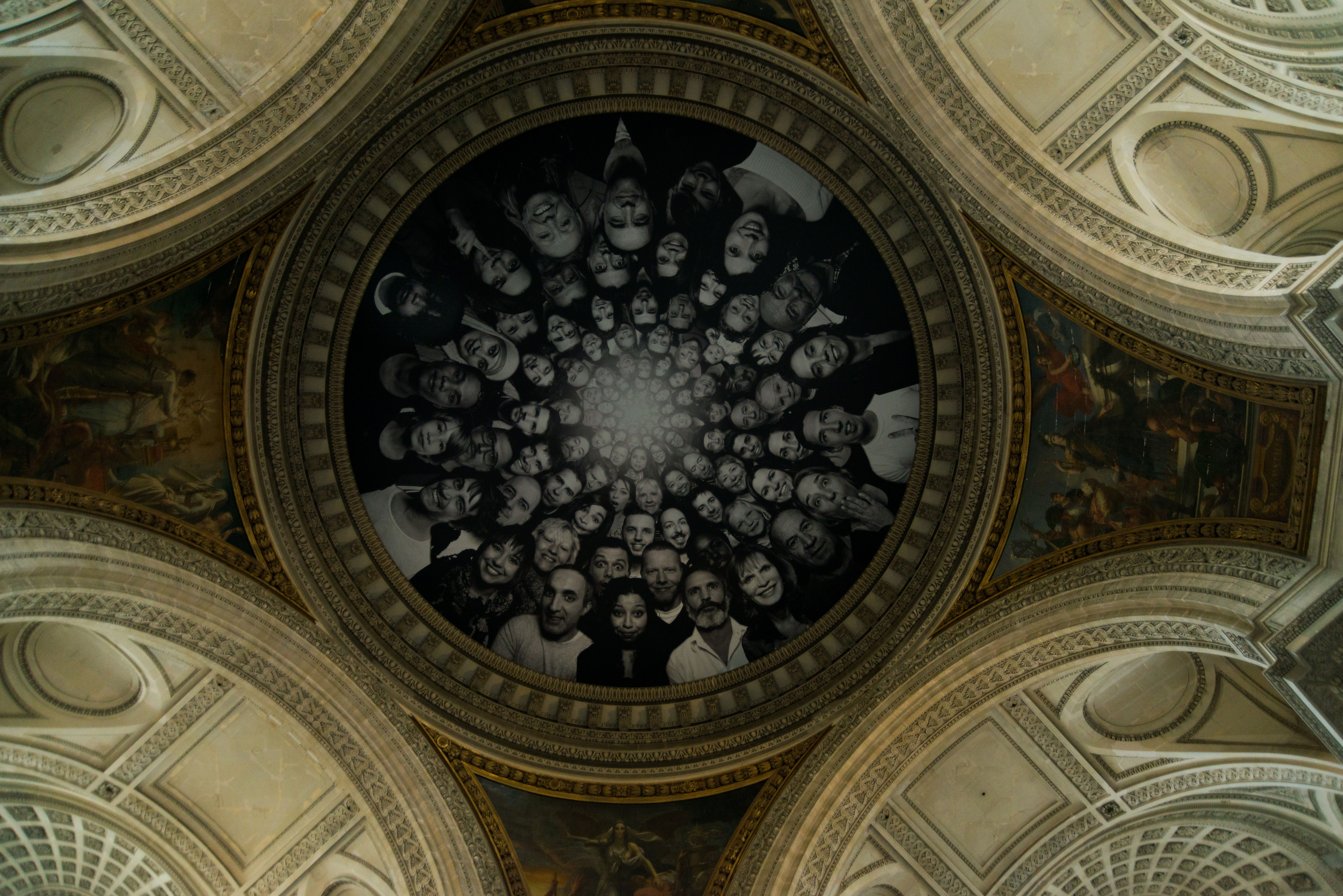
Coupole intérieure du Panthéon de Paris décoré par JR.
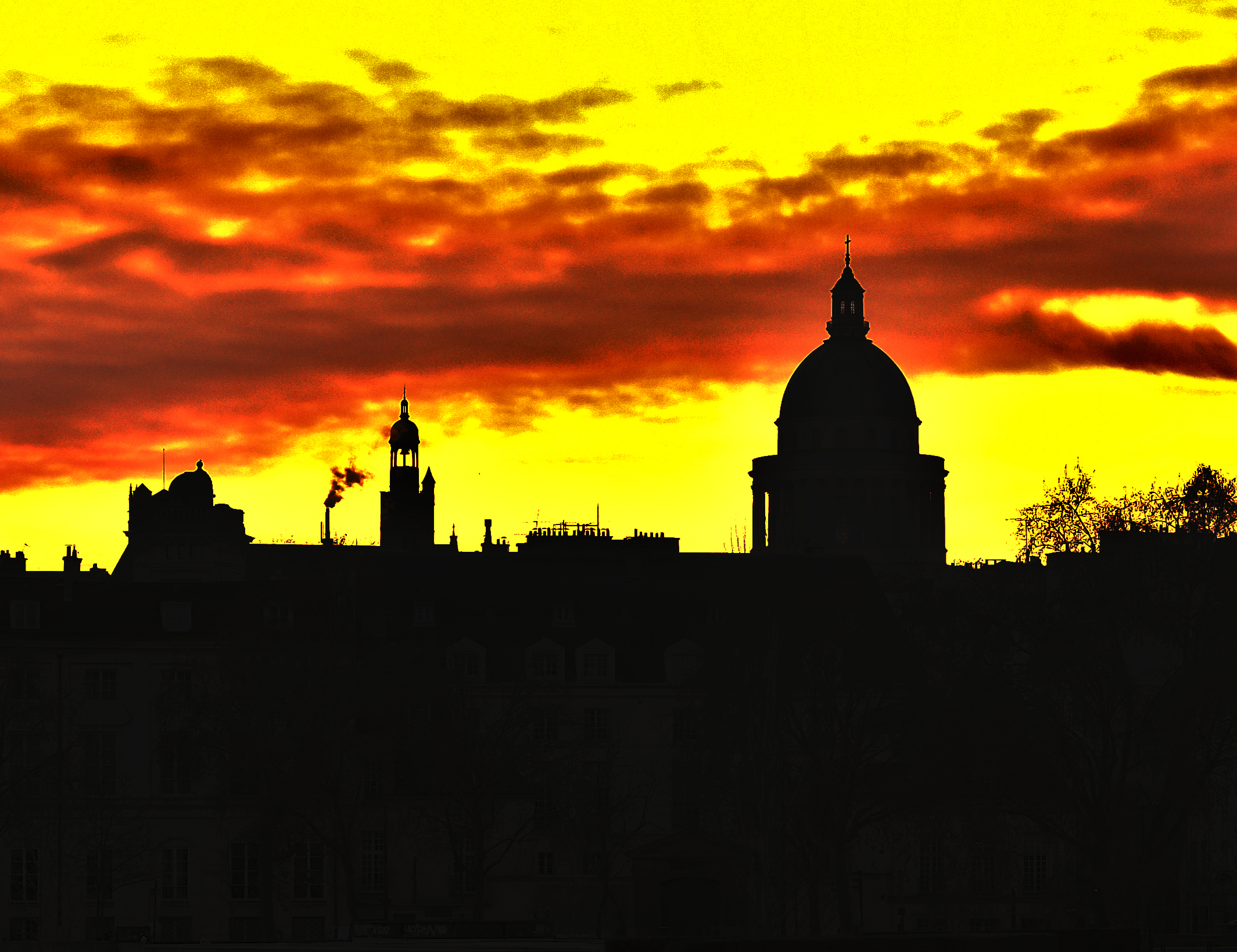
Skyline du 5e arrondissement avec la silhouette du Panthéon.

### Autres cérémonies
Dans son rapport intitulé « Pour faire entrer le peuple au Panthéon » remis à François Hollande en octobre 2013, Philippe Bélaval, président du Centre des monuments nationaux, préconisait de rendre son attractivité au monument et d’en faire davantage usage dans la vie républicaine.
Cette préconisation se traduit dans les faits par des cérémonies de naturalisation :
- le 6 juillet 2017 avec une première cérémonie de naturalisation, organisée par le nouvel administrateur Gaëtan Bruel et présidée par le préfet de Paris Michel Delpuech[64], pour 183 personnes, venus des cinq continents et de soixante pays différents ;
- le 10 novembre 2017, le ministre de l’Intérieur Gérard Collomb a présidé une cérémonie de naturalisation de 225 « nouveaux Français » venus de quarante pays différents ;
- le 18 décembre 2018, le ministre de l’Intérieur Christophe Castaner a présidé une cérémonie de naturalisation de 249 « nouveaux Français » en leur remettant leur livret du citoyen.

## Temple républicain, lieu de mémoire collective

### Hommage de la Nation
Commençant avec la Révolution française dans un bâtiment neuf et encore non consacré comme église, la « panthéonisation » est une tradition reprise des Égyptiens et qu'ont suivie ensuite les Grecs puis les Romains. Le choix de donner à un personnage l'hommage ultime de « grand homme » de la nation française, ainsi que la mise en scène de la cérémonie, varient suivant les périodes de l'histoire de France, mais reprennent toutes, depuis la fin du XVIIIe siècle, l'idée de promouvoir l'idéal d'une morale laïque sur le modèle de l'exemplarité religieuse et de la canonisation, la sacralisation progressive de la France dans la religion républicaine renvoyant à la morale religieuse et au processus de recharge sacrale.
En 1791, au moment de la création du concept de Panthéon français, c'est l'Assemblée constituante qui décide. La Convention en 1794 prend le relais pour le choix de l'inhumation de Jean-Jacques Rousseau, mais aussi pour retirer Mirabeau en 1794 et plus tard Marat.
Pendant le Premier Empire, c'est Napoléon Ier qui s'attribue ce privilège.
Sous les Troisième et Quatrième Républiques, ce sont les députés qui proposent et décident sous la forme d'une loi. Certains transferts, comme celui d’Émile Zola en 1908, déclenchent de violentes polémiques.
Ce choix revient au président de la République, mais il s'agit plus d'un état de fait que d'un véritable droit, aucun texte officiel ne régissant ni les critères nécessaires ni la forme de la cérémonie. Plusieurs présidents de la Cinquième République (Charles de Gaulle, François Mitterrand, Jacques Chirac, Emmanuel Macron) ont voulu ponctuer leur époque par des panthéonisations, symboliques de leur propre vision de l'histoire de la France.
La famille peut s'opposer à cette décision comme ce fut le cas pour Charles Péguy[Quand ?] ou Albert Camus en 2009.
En 1984, l'historienne Mona Ozouf estimait que cet hommage de la Nation est devenu un échec car le monument, dans sa froideur, peine à incarner le lieu du rassemblement de la nation. Selon elle, il est de plus perçu comme un instrument de propagande à laquelle le peuple a cessé de croire, et il ne répond plus au culte des grands hommes tombé en désuétude.

### Personnalités inhumées au Panthéon
En 2024, on recense 83 personnalités dont le gouvernement au pouvoir a décidé la « panthéonisation », mais seules 74 personnalités ont une tombe, un cénotaphe ou une urne funéraire dans la partie inférieure du monument.
Parmi ces 83 personnalités, six femmes sont inhumées pour leur mérite propre : Marie Curie, Geneviève de Gaulle-Anthonioz, Germaine Tillion, Simone Veil, Joséphine Baker (première femme noire à y être honorée) et Mélinée Manouchian. A ces six femmes s'ajoute Sophie Berthelot, épouse de Marcellin Berthelot, inhumée au Panthéon pour respecter leur souhait de ne pas être séparés dans la mort.
Cependant, certaines personnalités, après y avoir été admises, en ont ensuite été retirées. Il s'agit de :
- Honoré-Gabriel Riqueti de Mirabeau ;
- Louis-Michel Lepeletier de Saint-Fargeau ;
- Auguste Marie Henri Picot de Dampierre ;
- Jean-Paul Marat[67].

Pour Descartes, Bara et Viala, si la décision a été prise, le transfert n'a pas été exécuté. De plus, le corps du général Beaurepaire n'ayant pas été retrouvé, la cérémonie n'a pas eu lieu.
Quatre personnalités sont italiennes (le dernier doge de la République ligurienne, Girolamo Luigi Durazzo, ainsi que les cardinaux Giovanni Battista Caprara, Ippolito-Antonio Vincenti-Mareri et Charles Erskine de Kellie), une néerlandaise (l'amiral Jean-Guillaume de Winter) et une helvétique (le banquier Jean-Frédéric Perregaux), les six s'étant ralliées à Napoléon Ier.
Il faut ajouter quatre tombes placées ici pour des raisons particulières :
- l’architecte Soufflot, inhumé en 1829, en tant que concepteur du bâtiment[67] ;
- Marc Schœlcher, le père de l'homme politique et journaliste Victor[67], qui repose avec son fils pour respecter leur volonté commune ;
- Sophie Berthelot, la femme du chimiste[67], pour la même raison ; Marcellin Berthelot, accablé de douleur, est mort une heure après son épouse ;
- Antoine Veil, le mari de la femme politique Simone Veil, pour la même raison.

Le tableau ci-dessous détaille les dates d'inhumation.
| Période historique                                       | Nombre   | Détails |
| -------------------------------------------------------- | -------- | --- |
| Révolution française                                     | 6 (- 4)  | - Honoré-Gabriel Riqueti, comte de Mirabeau (1749-1791), homme politique, un des chefs de l'Assemblée constituante. Son corps a été retiré en 1794. → [En savoir plus...] - Voltaire (1694-1778), philosophe et écrivain. → [En savoir plus...] - Louis-Michel Lepeletier, marquis de Saint-Fargeau (1760-1793), homme politique, juriste et député de la noblesse de Paris à la Constituante. Aristocrate célèbre pour avoir voté la mort du roi Louis XVI. La veille de l'exécution du roi, il est assassiné par un royaliste, la Convention en fait alors le « martyr de la liberté ». Son corps a été récupéré par sa famille le 14 février 1795. [En savoir plus...] - Auguste Marie Henri Picot de Dampierre (1756-1793), général qui s'est distingué à Valmy et à Jemappes, mort au combat. Son corps fut retiré à la demande de Georges Couthon du Comité de salut public, qui le soupçonnait de trahison. Son corps a disparu. - Jean-Paul Marat (1743-1793), journaliste et homme politique révolutionnaire. Son corps fut retiré le 5 février 1795, pour « trahison » et ses cendres placées dans le cimetière de Saint-Étienne du Mont. → [En savoir plus...] - Jean-Jacques Rousseau (1712-1778), philosophe et écrivain. → [En savoir plus...] |
| Premier Empire                                           | 43       | - François Denis Tronchet (1749-1806), homme politique et juriste. Président de l’Assemblée constituante au début de la Révolution, il est l'un des pères du Code civil. - Claude-Louis Petiet (1749-1806), grand organisateur de troupe. → [En savoir plus...] - Jean-Baptiste-Pierre Bevière (1723-1807), célèbre pour avoir rédigé le serment du Jeu de Paume, constituant rallié à l'Empire. - Louis-Joseph-Charles-Amable d'Albert de Luynes, duc de Luynes (1748-1807), aristocrate membre du Tiers État, militaire puis sénateur et pair de France. Retiré du Panthéon. - Jean-Étienne-Marie Portalis (1746-1807), homme politique spécialiste des questions religieuses. Il est à l'origine de l'édit de Tolérance de 1787 qui reconnaissait les mêmes droits civiques aux protestants. Ministre des Cultes de Napoléon Ier, académicien, il négocie le concordat de 1801 avec le légat du pape Caprara. - Louis-Pierre-Pantaléon Resnier (1759-1807), homme de lettres et sénateur. - Antoine-César de Choiseul, duc de Praslin (1756-1808), sénateur. - Jean-Frédéric Perregaux (1744-1808), financier et premier dirigeant de la Banque de France. → [En savoir plus...] - Jean-Pierre Firmin Malher, comte Malher (1761-1808), général qui s'est illustré pendant la campagne d'Italie. Urne avec son cœur. - Pierre Jean Georges Cabanis (1757-1808), médecin, poète et philosophe. → [En savoir plus...] - François Barthélemy Beguinot, comte Beguinot (1757-1808), soldat de la République, homme politique et général. - Gabriel Louis de Caulaincourt (1740-1808), militaire de carrière et père de deux généraux d'Empire. - Girolamo Luigi Durazzo, comte Durazzo (1739-1809), doge de la République ligurienne qui se mit au service de Napoléon. Urne avec son cœur. - Jean-Baptiste Papin, comte de Saint-Christau (1756-1809), homme politique et juriste. - Joseph-Marie Vien, comte Vien (1716-1809), premier peintre du roi en 1789, le maître du peintre officiel de l'Empire Jacques-Louis David. - Pierre Garnier de Laboissière, comte de La Boissière (1755-1809), général de cavalerie, sénateur et comte d'Empire. - Justin Bonaventure Morard de Galles, comte Morard de Galles (1761-1809), amiral, sénateur et comte d'Empire. Urne avec son cœur. - Jean-Pierre Sers, comte Sers (1746-1809), armateur, mémorialiste et comte d'Empire. Urne avec son cœur. - Emmanuel Crétet, comte de Champmol (1747-1809), directeur des Ponts et Chaussées. On lui doit beaucoup de routes et de canaux, le canal de l'Ourcq par exemple. - Louis Charles Vincent Le Blond de Saint-Hilaire, comte de Saint-Hilaire (1766-1809), général blessé à Essling et comte d'Empire. - Jean Lannes, duc de Montebello (1769-1809), maréchal d'Empire. Soldat réputé pour sa bravoure, il est de toutes les campagnes depuis l’Italie, il est blessé à Arcole, jusqu’à Essling en 1809 où il meurt. L’Empereur en fut très affecté. → [En savoir plus...] - Giovanni Baptista, Cardinal Caprara, comte de Monte Cucolli, Légat du Pape à Paris. Négociateur du concordat de 1801. - Charles-Pierre Claret, comte de Fleurieu de la Tourette (1738-1810), marin et homme politique français, capitaine de vaisseau, chefs des ports et arsenaux, ministre de la Marine, gouverneur de Louis XVII, gouverneur des Tuileries... - Jean-Baptiste Treilhard, comte Treilhard (1742-1810), avocat et député de la convention, considéré par Napoléon Ier comme l'âme de la commission qui a rédigé le Code civil, le Code pénal et le Code d'instruction criminelle. - Nicolas-Marie, comte Songis des Courbons (1761-1810), général de division, commandant de l'artillerie, comte d'Empire. - Charles, Cardinal Erskine de Kellie (1739-1811), un cardinal jamais ordonné prêtre. - Alexandre-Antoine Hureau, comte de Sénarmont (1769-1810), artilleur des armées, baron d'Empire. Urne avec son cœur. - Michel, comte Ordener (1755-1811), général qui s'illustra à la bataille d'Austerlitz. - Louis-Antoine de Bougainville (1729-1811), navigateur. → [En savoir plus...] - Ippolito-Antonio Vincenti-Mareri, cardinal (1738- 1811), évêque de Sabine. - Jean-Guillaume de Winter, comte de Huessen (1761-1812), amiral batave, comte d'Empire. - Jean-Marie-Pierre-François Lepaige, comte Dorsenne, dit Dorsenne le Paige (1773-1812), général. - Joseph-Louis, comte de Lagrange (1736-1813), mathématicien. - Jean-Ignace Jacqueminot, comte de Ham (1758-1813), avocat et comte d'Empire. - Hyacinthe-Hughes Timoléon de Cossé-Brissac, comte de Brissac (1746-1813), chambellan de Madame-Mère. - François-Marie-Joseph-Justin, comte de Viry (1737-1813), préfet de la Lys, sénateur, comte d'Empire, maire de Viry, père d'un officier mortellement blessé à la bataille d'Essling, après s'être distingué à Austerlitz. - Jean, comte Rousseau (1738-1813), homme politique, membre du Conseil des Anciens. - Frédéric Henri, comte Walther, (1761-1813), soldat qui s'illustra pendant toutes les campagnes napoléoniennes, d'Italie jusqu'en Russie, comte d'Empire. - Jean-Nicolas, comte Demeunier (1751-1814), spécialiste des institutions, comte d’Empire. - Jean-Louis-Ébénézer, comte Reynier (1771-1814), général, il s’est illustré depuis la campagne d’Égypte jusqu’en Pologne, comte d’Empire. - Claude Ambroise Régnier, duc de Massa di Carrara (1746-1814), grand juge de l’Empire. - Claude-Juste-Alexandre, comte Legrand (1762-1815), général, s’est illustré à Austerlitz. - Antoine-Jean-Marie Thévenard, comte Thevenard (1733-1815), vice-amiral de la Révolution, sénateur et comte d’Empire. |
| Première et Seconde Restauration                         | 1        | - Jacques-Germain Soufflot (1713-1780), premier architecte du Panthéon. |
| Monarchie de Juillet, Deuxième République, Second Empire | Néant    | |
| Troisième République                                     | 11 (+ 1) | - Victor Hugo (1802-1885), écrivain. → [En savoir plus...] - Théophile-Malo de La Tour d'Auvergne-Corret (1743-1800), soldat, « premier grenadier de la République ». Inhumé lors de la célébration du centenaire de la Révolution française. - Lazare-Nicolas-Marguerite, comte Carnot (1753-1823), conventionnel, général et scientifique. Technicien qui permit l’organisation de l’Armée de l’An II. Inhumé lors de la célébration du centenaire de la Révolution française. - Jean-Baptiste Baudin (1811-1851), député qui est devenu célèbre en mourant sur une barricade constituée par les républicains pour s’opposer au coup d’État de Louis-Napoléon Bonaparte, le futur Napoléon III. Il devient un symbole pour les républicains de la lutte contre le nouveau régime. Inhumé lors de la célébration du centenaire de la Révolution française. - François-Séverin Marceau-Desgraviers, dit Marceau (1769-1796), général de la République. Inhumé lors de la célébration du centenaire de la Révolution française - Seule une partie de son corps est inhumée. - Sadi Carnot (1837-1894), président de la République française de 1887 à 1894, assassiné à Lyon par un anarchiste. Inhumé immédiatement après son assassinat. - Marcellin Berthelot (1827-1907), chimiste et homme politique, et son épouse Sophie Berthelot (1837-1907), scientifique. → [En savoir plus...] - Émile Zola (1840-1902), écrivain. → [En savoir plus...] - Léon Gambetta (1838-1882), homme politique républicain, dirige le gouvernement de la Défense Nationale pendant la guerre de 1870-1871, après la chute de l’Empire de Napoléon III. Son cœur repose dans une urne placée dans l'escalier qui descend à la crypte. → [En savoir plus...] - Jean Jaurès (1859-1914), homme politique socialiste. Assassiné à la veille de la Première Guerre mondiale. → [En savoir plus...] - Paul Painlevé (1863-1933), mathématicien et homme politique. |
| État français                                            | Néant    | |
| Quatrième République                                     | 5 (+ 1)  | - Paul Langevin (1872-1946) et Jean Perrin (1870-1942), physiciens. → [En savoir plus...] - Adolphe-Sylvestre-Félix Éboué (1884-1944), né à Cayenne, homme politique, député de la France coloniale. Premier homme de couleur au Panthéon. → [En savoir plus...] - Victor Schœlcher (1804-1893), homme politique, figure de la lutte pour l’abolition de l’esclavage. Inhumé avec son père Marc Schœlcher pour respecter sa volonté. → [En savoir plus...] - Louis Braille (1809-1852), professeur et inventeur de l’écriture pour les aveugles. Inhumé au Panthéon lors du centenaire de sa mort. → [En savoir plus...] |
| Cinquième République                                     | 20       | - Jean Moulin (1899-1943), chef combattant de la Résistance. « Comme Leclerc entra aux Invalides, avec son cortège d’exaltation dans le soleil d’Afrique et les combats d’Alsace, entre ici, Jean Moulin, avec ton terrible cortège… » (André Malraux) → [En savoir plus...] - René Cassin (1887-1976), juriste, résistant, prix Nobel de la paix. À l’origine de la création de l’UNESCO et auteur de la Déclaration universelle des Droits de l’Homme. → [En savoir plus...] - Jean Monnet (1888-1979), économiste, père de l’idée d’Union européenne. Entre au Panthéon cent ans après sa naissance. → [En savoir plus...] - L'abbé Baptiste-Henri, comte Grégoire (1750-1831), ecclésiastique, sénateur et comte d’Empire. Il fut un partisan de l’octroi de la citoyenneté française aux juifs et de l’abolition de l'esclavage. Inhumé lors de la célébration du bicentenaire de la Révolution française. - Gaspard Monge, comte de Péluse, (1746-1818), mathématicien. Inventeur de la géométrie descriptive, il est le fondateur de l’École polytechnique. Inhumé lors de la célébration du bicentenaire de la Révolution française. - Marie-Jean-Antoine-Nicolas de Caritat, marquis de Condorcet (1743-1794), philosophe, homme politique et mathématicien. Inhumé lors de la célébration du bicentenaire de la Révolution française. → [En savoir plus...] - Pierre Curie (1859-1906) - Marie Curie (1867-1934), physiciens, prix Nobel de physique. Marie Curie a obtenu un deuxième prix Nobel en continuant ses travaux après la mort de son mari. → [En savoir plus...] - André Malraux (1901-1976), écrivain et ministre de la Culture du général de Gaulle. → [En savoir plus...] - Alexandre Dumas (1802-1870), écrivain. → [En savoir plus...] - Pierre Brossolette (1903-1944), résistant, journaliste et homme politique. - Jean Zay (1904-1944), avocat et homme politique. - Germaine Tillion (1907-2008), résistante, ethnologue, directrice d'études à l'EPHE, puis à l'EHESS (elle reste cependant inhumée au cimetière de Saint-Mandé à l'Est de Paris). - Geneviève de Gaulle-Anthonioz (1920-2002), résistante, militante associative, présidente d'ATD Quart monde (elle reste cependant inhumée au cimetière de Bossey en Haute-Savoie). - Simone Veil (1927-2017), femme politique et académicienne rescapée de la Shoah, associée à la dépénalisation de l'avortement en France et présidente du premier Parlement européen directement élu. - Antoine Veil (1926-2013), entrepreneur, personnalité politique et haut fonctionnaire français, admis en sa qualité d'époux de Simone Veil. - Maurice Genevoix (1890-1980), écrivain. - Joséphine Baker (1906-1975), chanteuse, danseuse, actrice, résistante (elle reste cependant inhumée au cimetière de Monaco). - Missak Manouchian (1906-1944), poète arménien, membre de la Résistance française lors de la Seconde Guerre mondiale. - Mélinée Manouchian (1913-1989), résistante française d'origine arménienne et épouse de Missak Manouchian. |

### Inscriptions
La patrie honore aussi ses fils en inscrivant leurs noms sur les murs du temple républicain. Plus de mille noms y sont inscrits (liste des personnes citées au Panthéon de Paris).
De part et d'autre du monument à la Convention nationale, on trouve les noms des écrivains morts pour la France pendant la guerre de 1914-1918 (ils sont 546 dont Alain-Fournier, Apollinaire, Charles Péguy, Victor Segalen), et ceux des écrivains morts pour la France pendant la guerre de 1939-1945 (ils sont 199 dont Saint-Exupéry, Pierre Brossolette, Robert Desnos, Max Jacob).
Sur le mur de la nef se trouvent quelques inscriptions concernant des personnages ayant marqué l'histoire de France par leur combat et leurs idées :
- Henri Bergson : « Philosophe dont l'œuvre et la vie ont honoré la France et la pensée humaine »[69] ;
- Antoine de Saint-Exupéry : « Poète, romancier, aviateur, disparu au cours d'une mission de reconnaissance le 31 juillet 1944 » ;
- l'aviateur Georges Guynemer : « À la mémoire du capitaine Guynemer, symbole des aspirations et des enthousiasmes de l'armée de la Nation » ;
- le général Delestraint : « À la mémoire du général Delestraint, chef de l'armée secrète, Compagnon de la Libération ». Plaque apposée en 1989, à la mémoire de celui qui fut le premier chef de l'Armée secrète, créée en 1942. Arrêté par la Gestapo à Paris le 9 juin 1943, il fut d’abord interné au camp de concentration du Natzwiller-Struthof, puis assassiné à celui de Dachau, le 19 avril 1945, dix jours avant la libération du camp.

Dans l'escalier monumental qui mène à la crypte, se trouve une plaque gravée en mémoire des soldats de la guerre de 1870 : « À la mémoire des généraux d'Aurelle de Paladines, Chanzy et Faidherbe, des colonels Denfert-Rochereau et Teyssier ainsi que des officiers et des soldats des armées de terre et de mer qui en 1870-1871 ont sauvé l'honneur de la France ». La plaque est entourée de deux écussons rappelant les batailles livrées : Patay, Orléans, Belfort, Bapaume, Coulmiers, Bitche.

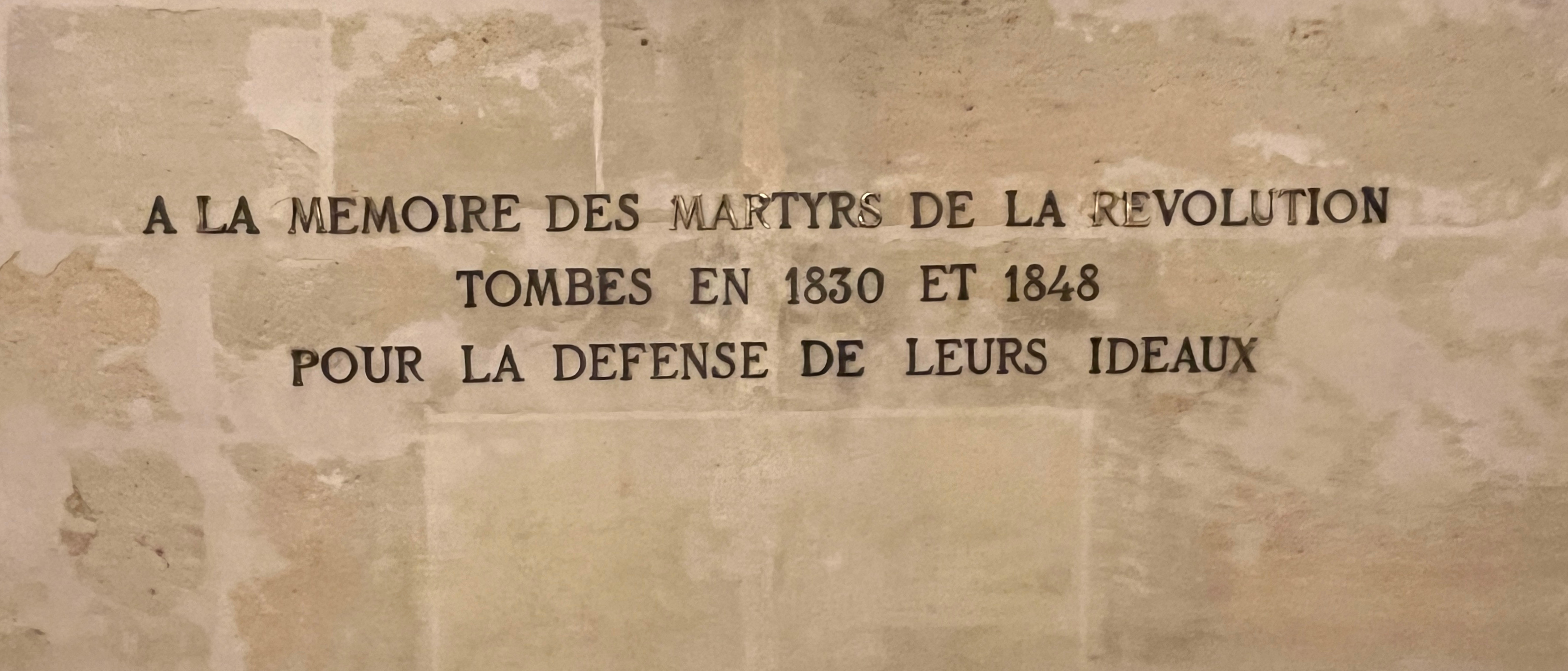
À la mémoire des martyrs de la Révolution tombés en 1830 et 1848 pour que vive la Liberté.

Dans la crypte, sont accrochées des plaques de bronze sur lesquelles on peut lire les noms des victimes de la révolution de 1830. Ces plaques ont été posées par Louis-Philippe lors d'une cérémonie le 29 juillet 1831. Les noms des martyrs de la révolution de 1848 ont été ajoutés par la suite. « À la mémoire des martyrs de la Révolution tombés en 1830 et 1848 pour que vive la Liberté ».
On trouve également deux inscriptions proches du caveau XXVI où sont les cercueils de Jean Jaurès, Félix Éboué, ainsi que ceux de Victor Schœlcher et de son père Marc :
- à la mémoire de Toussaint Louverture : « Combattant de la liberté, artisan de l'abolition de l'esclavage, héros haïtien mort déporté au Fort-de-Joux en 1803 » ;
- à la mémoire de Louis Delgrès : « Héros de la lutte contre le rétablissement de l'esclavage à la Guadeloupe, mort sans capituler avec trois cents combattants au Matouba en 1802, Pour que vive la liberté ».

Un hommage aux « Justes de France ». Sur la plaque dévoilée le 18 janvier 2007, on peut lire le texte suivant : « Sous la chape de haine et de nuit tombée sur la France dans les années d'occupation, des lumières, par milliers, refusèrent de s'éteindre. Nommés « Justes parmi les nations » ou restés anonymes, des femmes et des hommes, de toutes origines et de toutes conditions, ont sauvé des juifs des persécutions antisémites et des camps d'extermination. Bravant les risques encourus, ils ont incarné l'honneur de la France, ses valeurs de justice, de tolérance et d'humanité ».
Une plaque en hommage à Aimé Césaire. Par un décret du Journal officiel, le mercredi 6 avril 2011, à 17 h, cette plaque dédiée à sa mémoire et à son œuvre a été dévoilée en présence du président de la République Nicolas Sarkozy. Lors de cette cérémonie, près d'un millier de personnes étaient invitées dont sa famille et ses proches. Parmi elles, une centaine d'élèves de collèges et lycées de Martinique et de métropole, notamment du lycée parisien Louis-le-Grand et de l’École normale supérieure, dont Aimé Césaire fut l’élève. L’hommage a comporté également la lecture d'un de ses poèmes par une lycéenne martiniquaise et la diffusion d'un film de huit minutes sur sa vie, réalisé par la cinéaste Euzhan Palcy. Une fresque monumentale, constituée de portraits évoquant les grandes périodes de la vie du poète, a été installée au cœur de la nef. La cérémonie était retransmise en direct sur les chaînes de télévision françaises France 2 et France Ô et sur des écrans géants installés à l'extérieur du bâtiment. Conformément à la volonté d'Aimé Césaire, son corps restera en Martinique.

Inscriptions au Panthéon
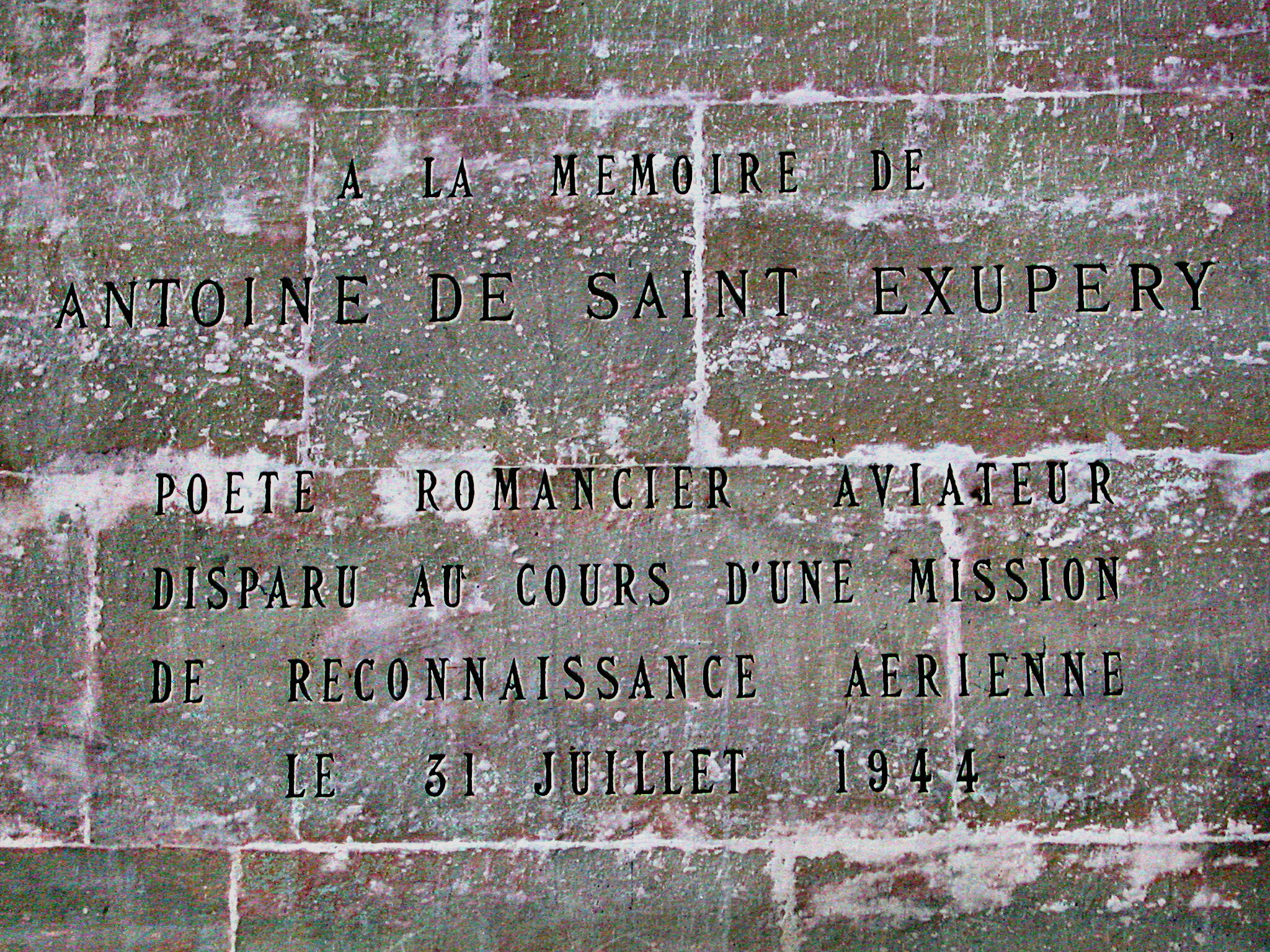
Saint Exupéry.
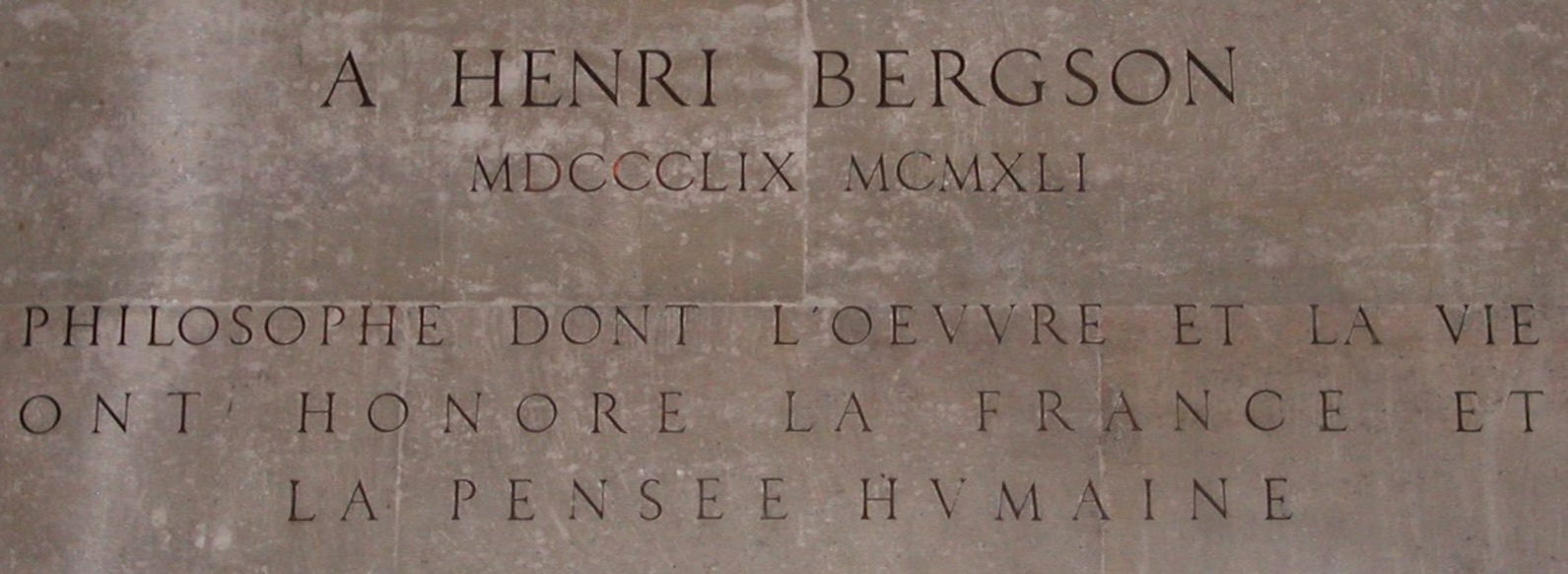
Bergson.
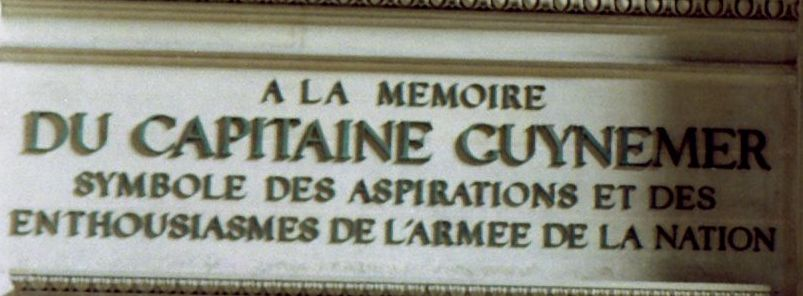
Guynemer.
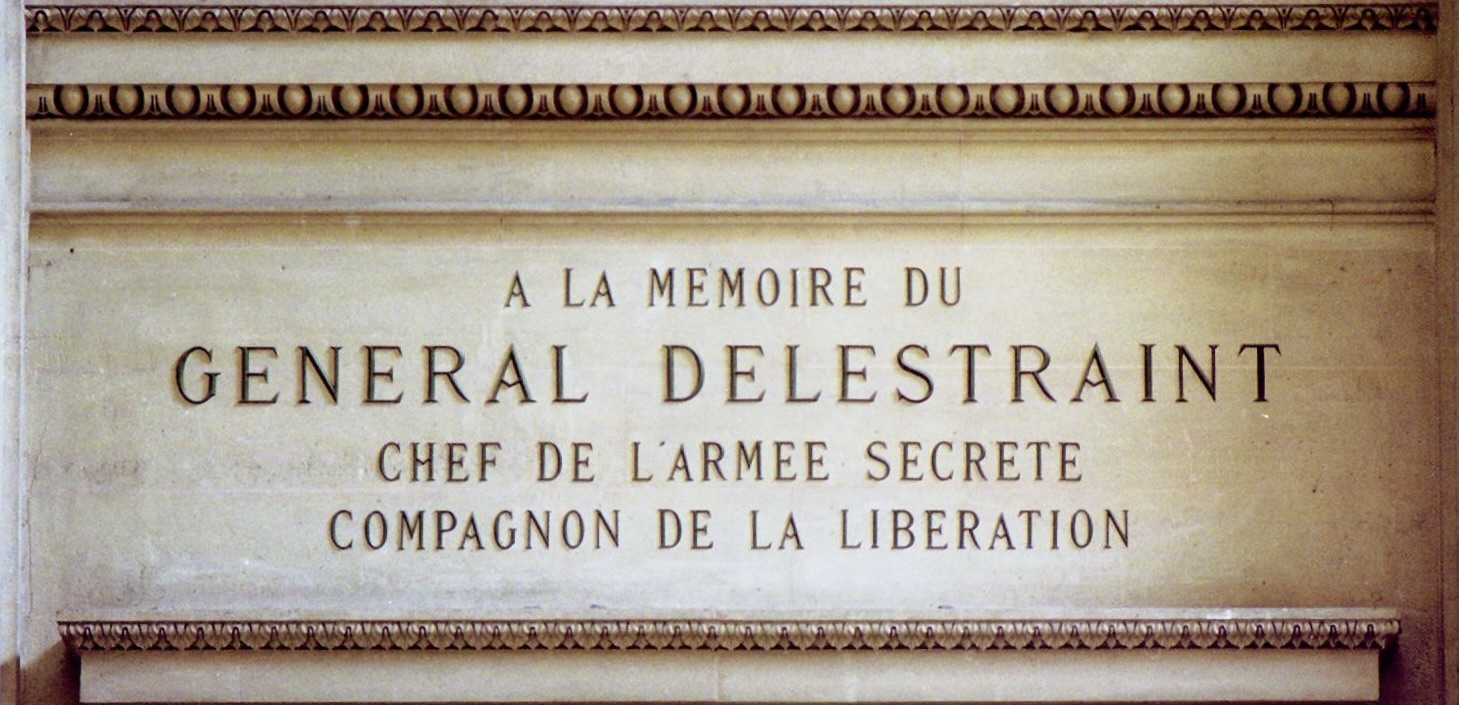
Delestraint.
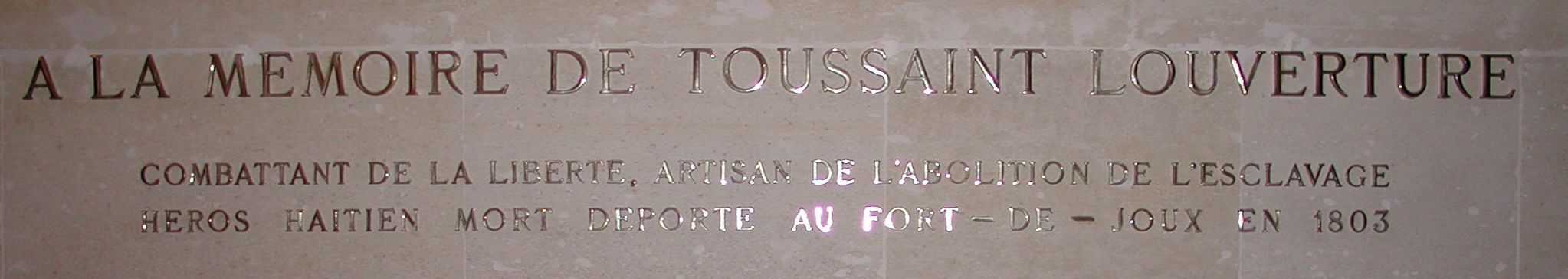
Toussaint Louverture.
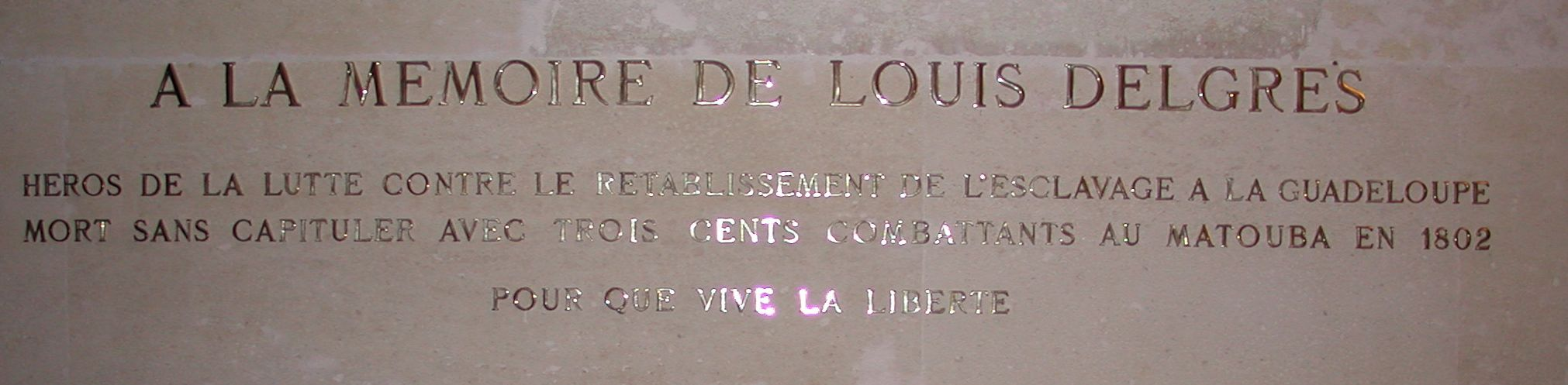
Louis Delgrès.
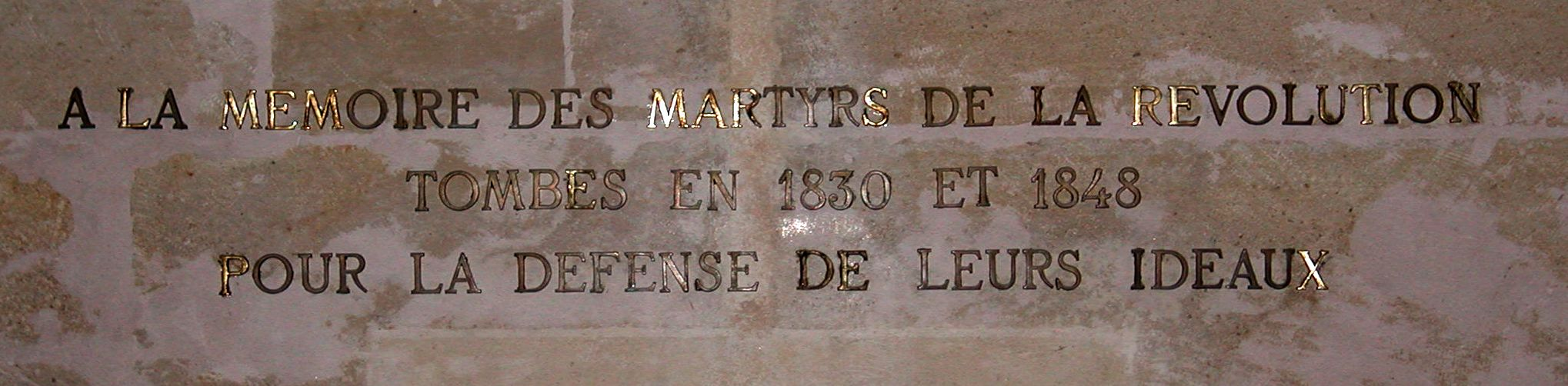
Martyrs 1830 1848.
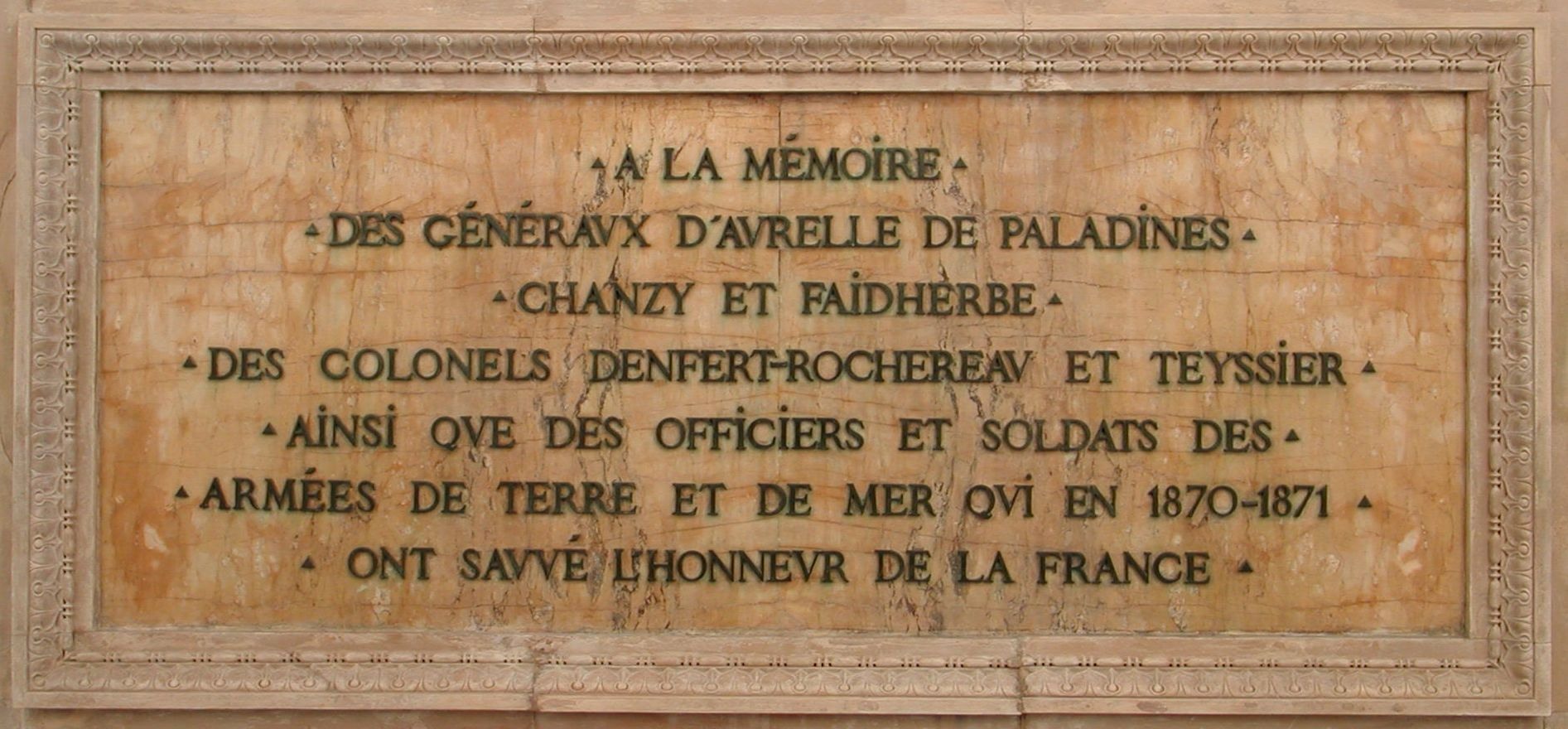
Guerre 1870 71.
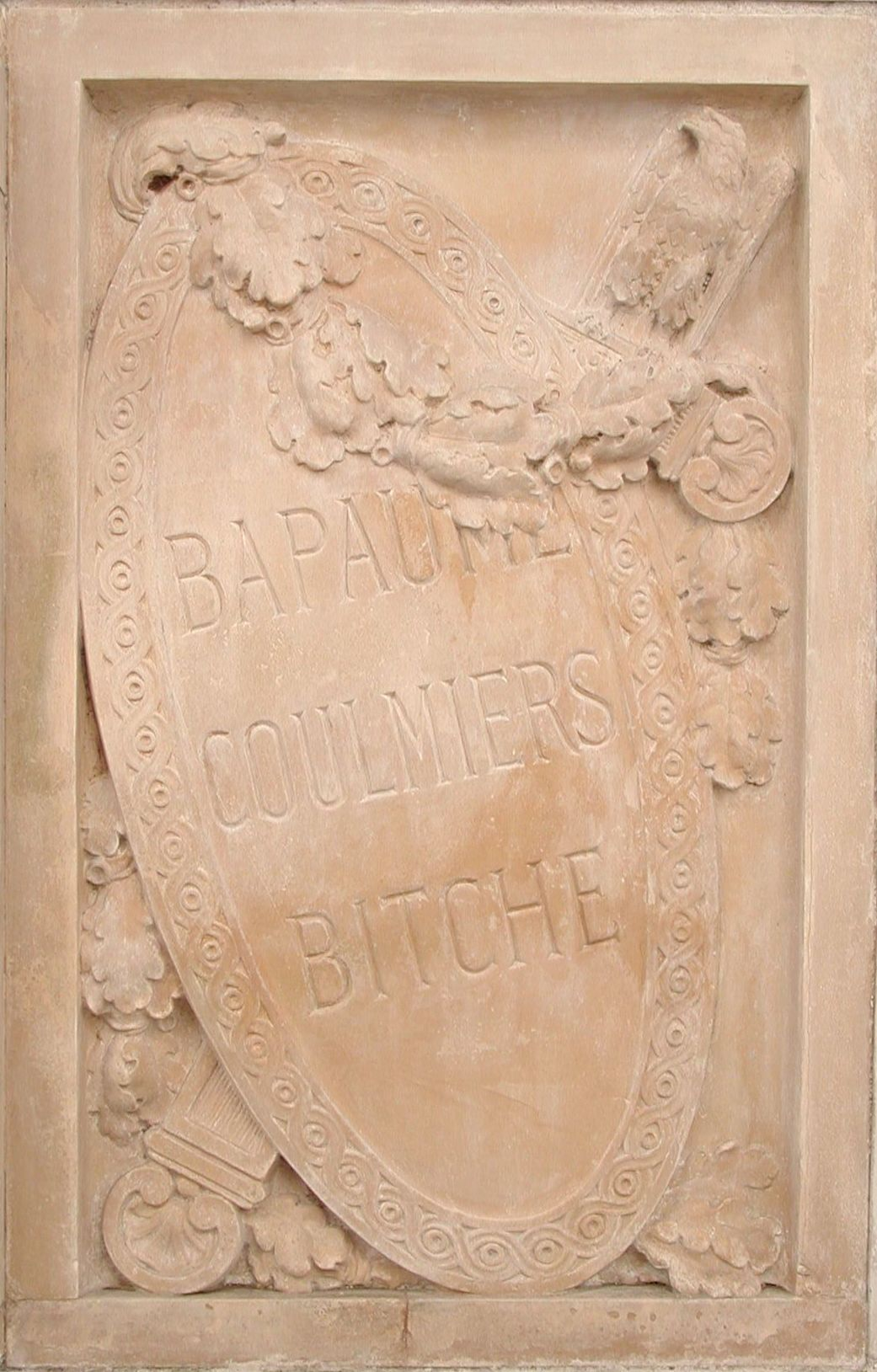
Écussons batailles guerre de 1870.
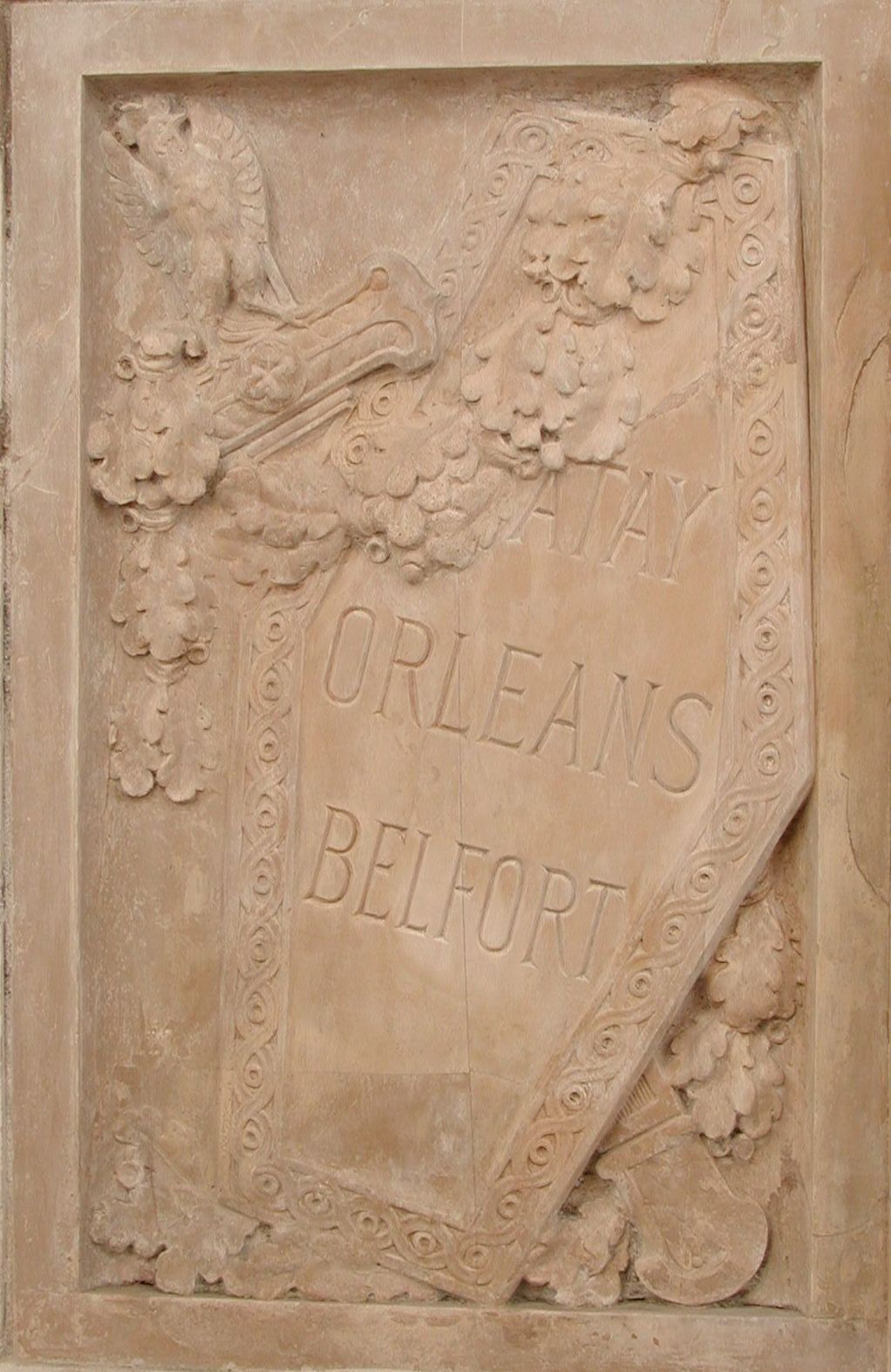
Écussons batailles guerre de 1870.
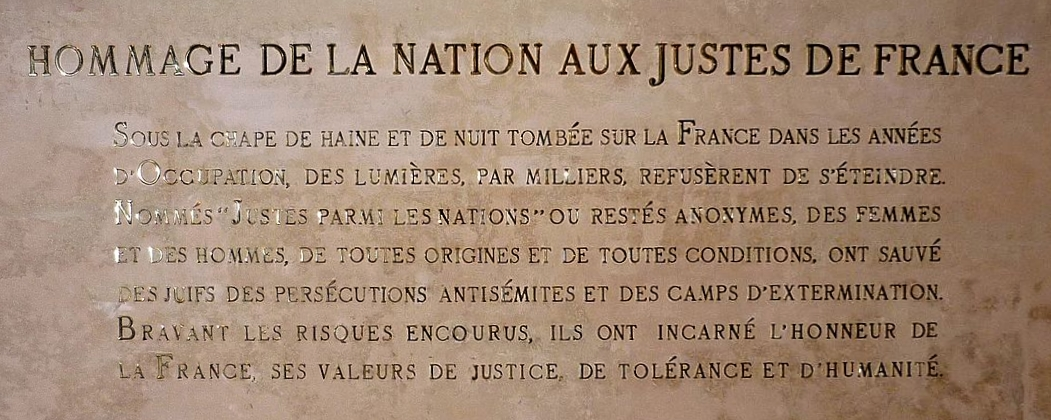
À la mémoire des Justes de France.
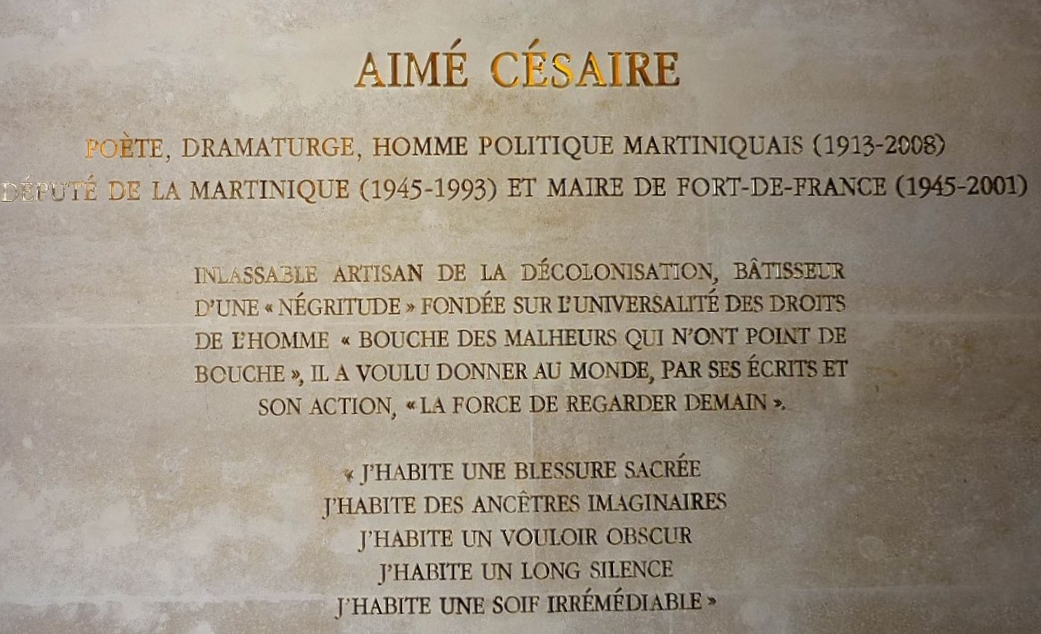
Aimé Césaire.
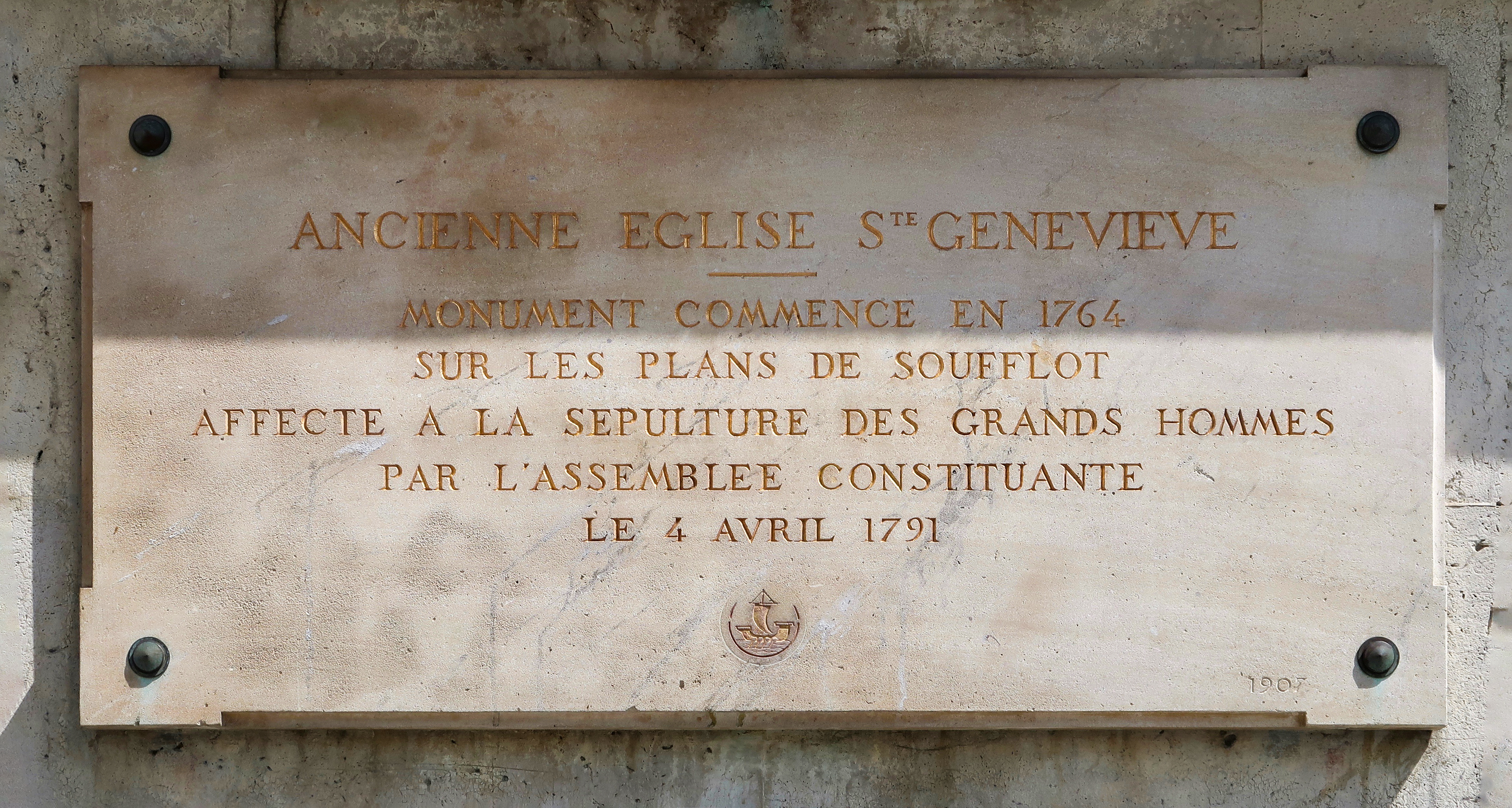
Plaque au sujet de l'histoire du bâtiment, sur la place.

### Tentatives de transfert
Plusieurs tentatives n'ont pas été exécutées ou ont échoué (refus de la veuve ou de la famille, dispositions testamentaires contraires, oppositions diverses, pression ou manque d'intérêt des milieux politiques) :
- René Descartes (1596-1650) philosophe. Il est honoré par la Convention nationale qui, en 1792, projetait de transférer ses cendres au Panthéon avec les honneurs dus aux grands hommes. Deux siècles plus tard, ses restes sont toujours dans une chapelle abbatiale de l’église Saint-Germain-des-Prés, à Paris. Le décret de la Convention du 17 octobre 1793 n’a toujours pas été appliqué et la période de dix ans après sa mort, fixée par le décret de février 1795, pour que quelqu'un soit considéré comme « candidat », est largement écoulée. Après bien des péripéties, son crâne est actuellement détenu par le musée de l'Homme à Paris. Au XXIe siècle, le problème n'est toujours pas réglé. Le Premier ministre François Fillon souhaite rapatrier le crâne dans la Sarthe d'où est originaire le philosophe, pour le placer au Prytanée militaire de La Flèche, ville où il a fait une partie de ses études. Mais en 2011, trois députés, Gérard Charasse, Annick Girardin et Albert Likuvalu ont déposé un projet à l'Assemblée nationale, le 13 décembre 2011 pour que cette relique soit déposée au Panthéon de Paris.
- Nicolas Joseph Beaurepaire (1740-1792), général s'étant suicidé ou ayant été tué à cause de son refus de la reddition de la ville de Verdun. Son corps ayant déjà été inhumé au cimetière de Sainte-Menehould, le transfert ne fut jamais exécuté.
- Joseph Bara et Viala, proposition de Robespierre. Le 8 nivôse an II, la Convention nationale rend un décret dans ce sens, mais les transferts n'eurent jamais lieu.
- Louis XII et Henri IV, proposition faite le 12 février 1792 par Charles Lambert de Belan qui les décrivait comme « les seuls de nos rois qui se soient montrés les pères du peuple ». Leurs deux corps connaîtront le même sort que les autres dépouilles royales exhumées de la basilique Saint-Denis[74].
- En 1902, Maurice Couyba, député, fait une proposition de loi relative au transfert des cendres de Michelet, de Quinet, de Renan et de Balzac au Panthéon[75].
- En 1910, le Parlement français refuse la panthéonisation de Diderot. À cette occasion, Mounet-Sully, lit à la Sorbonne des pages de Diderot[76].
- Rouget de Lisle Le 30 avril 1913, on peut lire dans le journal Gil Blas : « Ni Rouget de L’Isle, ni Chénier, ni Méhul n’ont eu les honneurs du Panthéon. La France n’a pas su marquer à Tyrtée sa reconnaissance. Injustice choquante, noire ingratitude qu’il conviendrait de réparer au plus tôt en célébrant l’apothéose de La Marseillaise et du Chant du départ par la translation au Panthéon des cendres de leurs auteurs »[77]. Cette idée est reprise en 1915 ; Le conseil de Paris, le 6 juillet (à l’unanimité) puis le Conseil des ministres du 10 juillet 1915, décident pour le 14 juillet une cérémonie au Panthéon. Mais ce transfert soulève une difficulté juridique, car il faut un texte juridique pour ce transfert.

Cette affectation provisoire aux Invalides est effectuée le 14 juillet 1915.
Le 13 octobre 1999 le député Georges Sarre dépose une proposition de loi visant au transfert des cendres de Rouget de Lisle au Panthéon.
Le 25 novembre 1999, le sénateur Henri d'Attilio pose une question écrite au ministre de la Culture et de la Communication, demandant si ce transfert ne pourrait pas avoir lieu le 14 juillet 2000. Dans sa réponse, la ministre répond qu'en l'absence de décision du Président de la République ce transfert n'a pas été évoqué.
- Pendant la Première Guerre mondiale (1914-1918), on forme le projet de faire en sorte que la nation tout entière puisse honorer ses morts. François Simon, Président de la section locale du Souvenir français, prononce un discours au cimetière de l'Est, à Rennes, le 20 novembre 1916, en pleine bataille de Verdun. « Pourquoi la France, y dit-il, n'ouvrirait-elle pas les portes du Panthéon à l'un de nos combattants ignorés, mort bravement pour la patrie, avec, pour inscription sur la pierre, deux mots : « un soldat » ; deux dates : « 1914-1917 » [sic] ? Cette inhumation d'un simple soldat sous ce dôme, où reposent tant de gloires et de génies, serait comme un symbole ; et plus, ce serait un hommage rendu à l'armée française tout entière »[80]. À la fin du conflit, cette idée de symboliser par un Soldat inconnu est reprise par des écrivains comme Binet-Valmer, maurassien, créateur du mouvement la Ligue des chefs de section, qui en fait son cheval de bataille. On commence par imaginer la création d'une sorte de livre d'or, dédié à tous les morts de la Grande Guerre, qui serait placé au sein du Panthéon, à Paris. L'idée, relayée par la presse, est reprise dès le 19 novembre 1918 par un député d'Eure-et-Loir, Maurice Maunoury, qui en fait une proposition de loi. Les députés s'en emparent, la transforment, jusqu'à prendre la décision, le 12 septembre 1919, d'inhumer « un déshérité de la mort » au Panthéon. Les anciens combattants tiquent sur le choix du lieu, le Panthéon abritant des gloires politiques et civiles, pas des soldats. Le gouvernement, plutôt préoccupé de reconstruction, laisse traîner l'affaire et ne se résout que le 2 novembre 1920 à un projet de loi entériné rapidement par le Sénat. Il est prévu initialement que le cercueil soit placé au Panthéon, le même jour que le cœur de Gambetta, le 11 novembre 1920. On confie à un Poilu, Auguste Thin, en garnison à Verdun, surnommé « l'ambassadeur des morts », le soin de choisir entre huit cercueils, celui d'un soldat suffisamment reconnaissable à ses habits pour être un soldat français, mais qui ne soit pas identifiable. Finalement, sous la pression d'une certaine partie de l'opinion – qui voit d'un mauvais œil que soit placé cet emblème dans le lieu où repose, entre autres, Émile Zola – c'est sous l'Arc de triomphe que sera placé le cercueil. Il faut attendre 1924, pour que la mémoire de la Première Guerre mondiale soit présente au Panthéon avec le transfert des restes de Jean Jaurès. Puis c'est en 1927, que l'on place sur les murs du bâtiment le nom des 546 écrivains morts pendant cette guerre.
- En janvier 1945, les communistes demandent le transfert de l'écrivain Romain Rolland au nom de son engagement contre le fascisme, mais la famille s'y oppose.
- Les gaullistes proposent Charles Péguy. La famille refuse. Mais son nom figure, depuis 1927, sur la plaque du Panthéon « Écrivains morts pour la France », dans rubrique : « Morts au champ d'honneur ».
- Le Mouvement républicain populaire (MRP) propose Henri Bergson pour représenter les Juifs et les autres victimes du régime de Vichy. Une inscription à son nom a été inaugurée en 1967, par décret du président de la République de l'époque Charles de Gaulle[81].
- Alfred Dreyfus, à l'occasion de la cérémonie nationale du centenaire de sa réhabilitation le 12 juillet 1906. Le projet est défendu comme une seconde réhabilitation par de nombreuses personnalités parmi lesquelles figurent Jack Lang et l'ancien ministre Olivier Stirn, arrière-petit-neveu d'Alfred Dreyfus, ainsi que le ministre de la Justice, Pascal Clément[82]. Mais le 5 juillet 2006, Jacques Chirac annonce que le projet n'a pas été retenu[83]. À cette occasion, l'ancien garde des Sceaux, Robert Badinter déclare : « Dreyfus est une victime, certes d'un courage exceptionnel, mais une victime, et le propre du héros c'est d'avoir le courage de choisir son destin […]. Le héros de l'affaire Dreyfus, c'est Zola et il est au Panthéon ».
- En novembre 2009, le président Nicolas Sarkozy envisage de faire transférer les restes d'Albert Camus au Panthéon[84], mais les médias annoncent que le fils de celui-ci n'y est pas favorable.
- Aimé Césaire (1913-2008). Une pétition a été lancée en faveur de l'arrivée du poète, le 10 mai 2008, jour de commémoration de l'abolition de l'esclavage[85]. En visite à la Martinique, en janvier 2011, le président de la République Nicolas Sarkozy a décidé de lui rendre hommage, en accord avec la sœur du poète, Mireille Millou. Une plaque sera scellée dans le mur du Panthéon en avril 2011 témoignant ainsi de « la reconnaissance de la France dans son ensemble ». L'Élysée, qui a diffusé un communiqué pour en faire état, souligne : « Son corps restera, conformément à sa volonté, sur cette terre de Martinique qu'il a si bien incarnée pendant plus d'un demi-siècle ».

### Ouvertures et débats
La Révolution de 1830 aboutit rapidement à replacer le Panthéon sous le régime de la loi du 4-10 avril 1791. Toutefois, le choix initial de la monarchie de Juillet de rendre le monument au culte des grands hommes n’apparaît plus comme une évidence lorsque « la Résistance » s’impose face au « Mouvement » dès 1831. Les longs débats sur la laïcisation du Panthéon révèlent ainsi l’impossibilité d’établir un consensus pour ancrer le monument comme un véritable lieu de mémoire du nouveau régime.

#### Les prochains «grands hommes»
Traditionnellement la décision de « panthéonisation » – la « panthéonade » selon le néologisme que Régis Debray a forgé par dérision – est prise par décret du président de la République, sur proposition du Premier ministre et sur rapport du ministre de la Culture et de la Communication.
Deux conditions doivent d'abord être réunies : que l'impétrant soit de nationalité française et qu'une partie de ses restes soient « disponibles ». Pourtant, plusieurs exceptions dérogent à ces règles :
- Pour la première, la nationalité française : trois Italiens sont entrés au Panthéon : Giovanni Battista Caprara en 1810, Charles Erskine de Kellie et Ippolito-Antonio Vincenti-Mareri en 1811, et un Néerlandais, Jean-Guillaume de Winter, en 1812.
- Pour la seconde, qu'une partie de ses restes soient disponibles : plusieurs cercueils ne contiennent pas de dépouilles comme celui de Jean Moulin entré en 1964 (le cercueil contient une urne avec les cendres présumées être celles de Jean Moulin), Condorcet en 1989, Geneviève de Gaulle-Anthonioz et Germaine Tillion entrées en 2015 (les familles des deux résistantes souhaitaient que les dépouilles restassent dans les caveaux familiaux, les cercueils entrés au Panthéon contiennent un peu de terre prélevée autour de leur tombe respective[86]).

Ensuite, les critères sont plus délicats à définir : bien sûr, il s'agit d'abord de rendre hommage à une personnalité exceptionnelle dont l'œuvre et la vie ont marqué l'Histoire et peuvent servir d'exemple. La panthéonisation est aussi une occasion, pour le pouvoir en place, de mettre en valeur une période de l'Histoire et d'y graver son empreinte.

Enfin, afin de donner le temps de la réflexion, de laisser reposer les émotions et d'éviter que certaines décisions soient prises à la hâte, est instauré par décret le 8 février 1795 un délai de dix ans suivant la mort d'une personne avant qu'elle puisse entrer au panthéon.
PLUVIOSE an 3 (8 février 1795). -- Décret portant que les honneurs du panthéon ne pourront être décernés à un citoyen que dix ans après sa mort. (B., t. LI, p. 125; Mon, du 22 pluviose an 3.) 
La Convention nationale décrète que les honneurs du Panthéon ne pourront être décernés à un citoyen, ni son buste placé dans le sein de la Convention nationale et dans les lieux publics, que dix ans après sa mort. 
Tout décret dont les dispositions seraient contraires est rapporté.
L'opinion publique peut être également sollicitée. Ainsi, en octobre 1908, Le Petit Journal publie une série d’articles dans le cadre d’un concours qu'il a organisé pour proposer des candidats éventuels au transfert au Panthéon, et il invite ses lecteurs à voter en utilisant un bulletin à détacher pour chaque candidat imprimé dans le journal. La question à laquelle les lecteurs du journal sont invités le 6 octobre 1908 est celle-ci : « Quels sont les Français du XIXe siècle auxquels devraient être décernés les honneurs du Panthéon ? ». En 2013, une consultation est lancée par le président du Centre des monuments nationaux (CMN), qui vise à éclairer le président de la République quant aux personnalités qui mériteraient à l'avenir d'être honorées au Panthéon.
Des noms circulent dans l'opinion, en voici ci-dessous quelques-uns :
- Pierre Mendès France (1907-1982). L'Institut Pierre Mendès France cherche à sensibiliser l'opinion au transfert des cendres de l'homme d'État au Panthéon. Dès 1982 et les funérailles nationales du maître à penser d'une partie de la gauche française, certains ont évoqué sa panthéonisation. Mais la tradition impose un délai de réflexion et de concertation. Ce n'est donc qu'en 1998 que la veuve de l'ancien penseur de la décolonisation, Marie-Claire Mendès France, a demandé et obtenu un entretien avec Jacques Chirac. Sans réponse du président de la République, qui consulte, l'Institut Pierre Mendès France a lancé une pétition dans la presse : plusieurs milliers de signatures, dont celles de 270 parlementaires de l'Assemblée et du Sénat, ont été récoltées par le vice-président honoraire du Sénat, Michel Dreyfus-Schmidt. Le 31 octobre 2012, à occasion de la dépose d'une gerbe de fleurs devant la statue de P.M.F. Harlem Désir secrétaire du Parti socialiste français a déclaré : « Je soutiens, au nom du Parti socialiste, l’entrée au Panthéon de Pierre Mendès France » ; il a ensuite ajouté « Il appartiendra au Président de prendre cette décision, mais je crois qu’elle donnerait du sens, de l’éthique, des valeurs, dans la profonde crise économique et civique que traverse notre pays. Ce serait le symbole fort d’une gauche qui à la fois dit la vérité et réforme la société ».
- Charles-Michel de L'Épée (1712-1789). Plusieurs associations par voie de pétition demandent l'entrée de l'abbé de l'Épée au Panthéon. S'il n'a pas mis au point, pour les sourds, l'équivalent de ce que Louis Braille a inventé pour les aveugles, il est certain qu'il a exercé une grande influence sur la structuration sémantique de cette langue gestuelle qu'est la langue des Sourds, en s'arrangeant pour qu'il y ait une équivalence forte entre les signifiés du français écrit et les signifiés gestuels. De plus, il a conçu un vaste projet d'éducation de masse des sourds et ce projet a eu une influence internationale retentissante sur la pédagogie et la création d'un groupe socio-culturel tels que sont les Sourds (avec un « S », marque d'identité revendiquée par les personnes sourdes utilisant la Langue des Signes), à tel point que l'abbé de l'Épée est devenue l'icône universelle des Sourds, en France et hors de la France. Le fait qu'il ait été prêtre serait-il un frein ? Il est de fait que l'entrée de l'abbé Grégoire pour les célébrations du bicentenaire de la Révolution française avait ému l'Église catholique de France. La panthéonisation constitue en quelque sorte l'équivalent laïque de la canonisation et donc fait concurrence.
- Hector Berlioz (1803-1869). Jacques Barzun écrivait il y a un demi-siècle : « S’il existe une volonté réelle d’honorer la mémoire de Berlioz autrement qu’en jouant sa musique, il se trouve à Paris un vaste monument sur le fronton duquel on lit l’inscription « Aux grands hommes, la Patrie reconnaissante ». Transférez au Panthéon les restes de Berlioz pour qu’il y prenne place parmi ses pairs »[88]. L’idée avait été présentée en 1968 au président de Gaulle par André Malraux sur la suggestion du député Jean Boyer (créateur et président de l’actuel festival Berlioz à La Côte-Saint-André), et il l’avait acceptée. Mais la démission de de Gaulle en 1969 mit fin à ce projet pour de nombreuses années. En 2000, en prévision du bicentenaire de sa naissance en 2003 le projet fut relancé, et le président Chirac donna son accord. Le vœu de Jacques Barzun semblait donc en voie d’être réalisé : les restes de Berlioz devaient être transférés au Panthéon le 21 juin 2003, et l’Orchestre de Paris allait jouer à cette occasion La Symphonie funèbre et triomphale dans les rues de Paris. Mais ce projet fut ajourné sine die[89]. En 2019, Bruno Messina, nommé par Emmanuel Macron coordinateur des célébrations de l'année Berlioz et directeur du Festival Berlioz à la Côte-Saint-André relance le débat d'une éventuelle panthéonisation.
- Le 18 mars 1998, les Amis de la Commune ont symboliquement fait entrer au Panthéon toute une lignée de communardes et communards. « Pourquoi Jules Vallès, écrivain et communard, n’y serait-il pas reçu maintenant ? ».
- En 2006, lors de la décision du chef de l'État de fêter le 10 mai l'abolition de l'esclavage, Georges Sarre, le premier secrétaire du MRC, réitère sa demande de transfert de Toussaint Louverture au Panthéon. Esclave noir, François Dominique Toussaint, dit Toussaint Louverture, fut un des chefs de la révolte des esclaves en 1791 à Haïti[90].
- Denis Diderot (1713-1784). En décembre 2012, plusieurs journaux rapportent que le président de la République François Hollande s’est engagé, dans une lettre à Jacques Attali (auteur d'une biographie de Diderot), à transférer les cendres du philosophe, actuellement à l’église Saint-Roch, au Panthéon pour le tricentenaire de sa naissance, en octobre 2013[91]. Le tombeau de Diderot ayant été profané en 1791 et ses restes déposés dans une fosse commune, ce transfert, s'il a lieu, serait symbolique et contreviendrait aux habitudes passées qui nécessitent qu'une partie des restes de l'impétrant soient effectivement « disponibles » pour que le transfert ait lieu.
- Ont aussi été cités : le peintre Claude Monet, le marquis de La Fayette, le naturaliste Buffon, l'abbé Pierre, l'historien et résistant Marc Bloch, ou encore Ambroise Croizat, fondateur de la Sécurité sociale et du système des retraites, l’industriel André Citroën[92]...
- Molière. En 2019, Francis Huster lance une campagne pour sa panthéonisation en 2022, à l'occasion des 400 ans de sa naissance. En 2020, cette campagne est relayée par la Mairie de Paris[93].
- Robert Badinter, à la suite de son décès en 2024, le président Emmanuel Macron a annoncé son souhait de faire entrer cet ancien ministre de la Justice à l'origine de l'abolition de la peine de mort en France. Des discussions sont en cours avec la famille du défunt. Le président du Conseil constitutionnel Laurent Fabius juge cette entrée légitime et d'autres personnalités se sont élevées en sa faveur, telle que la présidente de l'Assemblée nationale Yaël Braun-Pivet ou le premier secrétaire du Parti socialiste Olivier Faure[94].

#### Femmes au Panthéon
Seules sept femmes y reposent : la première admise, par ordre chronologique, a été Sophie Berthelot, non à titre personnel, mais pour ne pas la séparer de son mari, le chimiste Marcellin Berthelot ; la seconde, Marie Curie, a reçu deux fois le prix Nobel.
Lors de son discours en hommage à la Résistance, le 21 février 2014 au Mont Valérien, François Hollande a annoncé le transfert de deux nouvelles femmes, Germaine Tillion et Geneviève de Gaulle-Anthonioz, aux côtés de Pierre Brossolette et Jean Zay. Ces deux figures de la Résistance sont entrées au Panthéon le 27 mai 2015, lors de la journée nationale de la Résistance. Leurs corps reposent toujours dans leur lieu d'inhumation, leurs familles ayant refusé le transfert.
Le 5 juillet 2017, le président de la République Emmanuel Macron annonce, en accord avec la famille, l’inhumation de Simone Veil au Panthéon, avec son époux, Antoine. La cérémonie a lieu le 1er juillet 2018.
Joséphine Baker fait son entrée au Panthéon le 30 novembre 2021 bien que son corps demeure à Monaco ; la cérémonie fut présidée par Emmanuel Macron.
Le 18 juin 2023, le président Emmanuel Macron annonce le transfert de la résistante Mélinée Manouchian, au Panthéon aux côtés de son mari Missak Manouchian. Le couple est panthéonisé le 21 février 2024.

##### Femmes mentionnées sur les murs
Sur les murs, les noms de treize écrivaines sont gravés : Berty Albrecht, Marguerite Aron, Manon Cormier, Suzanne Gaffré, Nanine Gruner, Olga Goutwein, Hélène Humbert-Laroche, Odette Lenoël, Marietta Martin, Annie de Monfort, Irène Némirovsky, Émilie Tillion, Marie-Hélène Wuilleumier.

##### Femmes souvent citées pour une panthéonisation
Olympe de Gouges (1748-1793). Féministe avant que le mot n’existe, elle a été guillotinée le 3 novembre 1793. Elle avait rédigé en 1791, la Déclaration des droits de la femme et de la citoyenne, avec cette phrase justement célèbre : 
« La femme a le droit de monter sur l'échafaud ; elle doit avoir également celui de monter à la Tribune. »
Plusieurs organisations féministes demandent qu'elle soit inhumée au Panthéon. Après une première campagne en 1989, à l’occasion du bicentenaire de la Révolution, l’historienne Catherine Marand-Fouquet a lancé une nouvelle action en ce sens, en 1993, puis René Viénet, éditeur d'une biographie sur Olympes de Gouges, parue en 2003, en a fait à nouveau la suggestion en 2011.
George Sand (1804-1876). « Son œuvre mérite largement de continuer à vivre, et le Panthéon est la garantie d'une vie éternelle » estime Christiane Smeet-Sand, sa descendante. Loin des clichés d'écrivain régionaliste, voire « champêtre », « Sand est le premier personnage féminin de son temps et de sa condition à avoir revendiqué sa liberté de femme par son travail », juge M. Georges Buisson, administrateur de la Maison-musée de Nohant (Indre), rappelant que l'auteur de La Mare au Diable et La Petite Fadette est aussi la créatrice de deux journaux républicains. Parmi les personnalités favorables à cette idée, aux côtés de sa présidente d'honneur, Claudia Cardinale ; on y trouve aussi Juliette Binoche, qui a incarné George Sand au cinéma, Élisabeth Badinter, Benoîte Groult, Régine Deforges, Lambert Wilson ou Jean-Claude Brialy. Un projet a été déposé en 1998, par Élisabeth Badinter et Simone Veil. Le 29 septembre 2003, Christiane Smeet-Sand a rencontré un conseiller de Jacques Chirac sur ce sujet et lui a remis une pétition. En fait, le projet a échoué surtout en raison de la forte opposition des habitants du Berry très hostiles dans leur grande majorité[réf. souhaitée] au départ de la « bonne dame de Nohant » de chez eux.
Lucie Aubrac (1912-2007). Ses funérailles ont donné lieu à un hommage de la Nation, accompagné des honneurs militaires. Dans son message funèbre, le président de la République, Jacques Chirac a rappelé à son propos : 
« que certains êtres d'exception portent au plus haut les valeurs de l'humanité. »
 Incarnation du courage, figure emblématique de la résistance à toute forme d'oppression. Elle fut de tous les combats contre l'occupant allemand et l'idéologie nazie ; pour la vérité, la justice sociale, la reconnaissance des droits de la femme, sa lutte aux côtés des plus démunis et des opprimés.
Lili Boulanger (1893-1918). Compositrice, elle est parfois citée[Par qui ?] aussi pour représenter le monde des Arts.

##### Actualités en faveur de l'inhumation de femmes au Panthéon
Du 7 au 17 mars 2002, une exposition sur la façade du Panthéon est l’occasion de rappeler combien certaines femmes éminentes ont, par leur vie au service de la science, des arts, de la philosophie, de la politique ou par leur engagement, mérité de faire partie de ce Panthéon laïque et républicain.
Du 8 mars au 12 mai 2002, l'exposition D comme découvreuses se tient au Panthéon, à l'occasion de la journée internationale des droits de la femme. L'exposition, en cinq parties, a abordé les thèmes suivants :
- présentation de découvreuses emblématiques : Hildegarde de Bingen, Sophie Germain, Grace Hopper, Marie Curie, Rita Levi-Montalcini... et sous la forme d'une provocation, invitation à la controverse, « elles créent des enfants, mais pas des idées ! » illustrée par des documents anciens, des affiches et des clichés machistes ;
- la deuxième partie pose la question « Le cerveau a-t-il un sexe ? », avec une approche tant neurobiologique que sociologique ;
- la troisième partie aborde le sujet de la créativité, à tous les échelons, qu’il s’agisse d’inventions pratiques ou de découvertes importantes. Le but n’est pas de se concentrer sur l’élite, mais d’offrir des exemples auxquels les jeunes peuvent s’identifier : on y présente l’activité au quotidien de femmes travaillant à des tâches de recherche et contribuant à l’avancée des connaissances ;
- la quatrième partie dresse un bilan, tant sur le parcours des filles que sur la discrimination, et invite au débat « Font-elles une science différente ? » ;
- la dernière partie est résolument tournée vers l’actualité de la politique scientifique en Europe, les filières et les métiers.

Le 21 octobre 2002, Marie-Jo Zimmermann, députée de la Moselle, attire l’attention de la ministre déléguée à la Parité et à l’Égalité professionnelle sur le fait que le gouvernement s’est engagé à promouvoir une politique active en matière d’égalité des droits entre les hommes et les femmes. À propos de la présence de femmes au Panthéon, elle dira : 
« Ce déséquilibre flagrant [la proportion hommes-femmes au Panthéon] est d’autant moins acceptable que certaines femmes ont marqué l’histoire du pays par leur forte personnalité. Plusieurs d’entre elles ont notamment des titres éminents qui mériteraient au moins d’être examinés dans une logique d’entrée au Panthéon. Il s’agit en priorité d’Olympe de Gouges qui fut l’une des premières féministes. Participant à la Révolution et proposant l’émancipation des femmes par une Déclaration des droits de la femme et de la citoyenne (1791), elle fut guillotinée en 1793. Dans la même logique, on peut citer la mathématicienne Sophie Germain, Louise Michel, figure légendaire du mouvement ouvrier et de la Commune de Paris et Simone Weil, grande philosophe de la première moitié du XXe siècle. »

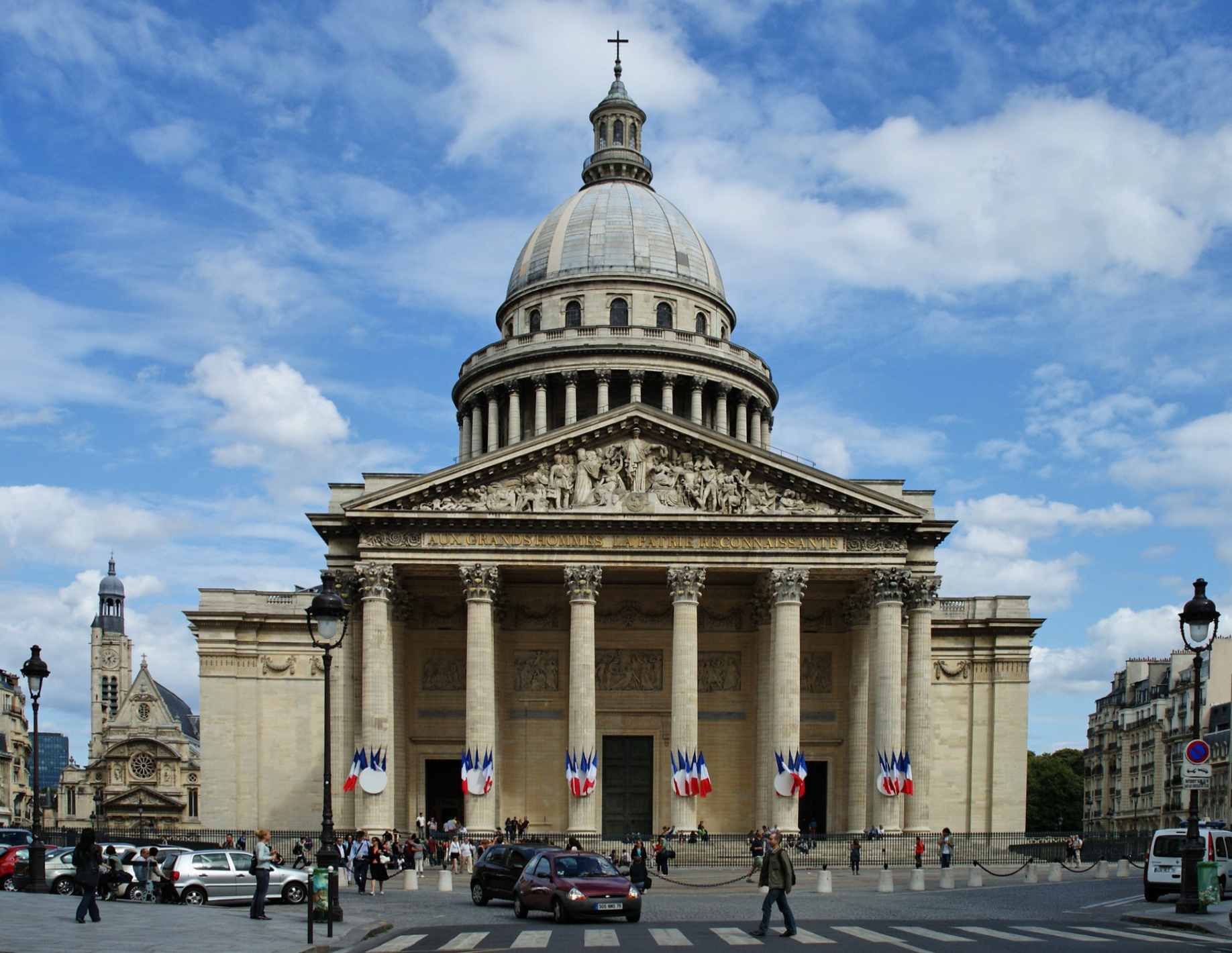
Façade du Panthéon en 2009.

L'écusson informatif sur le Panthéon planté sur le trottoir entourant le bâtiment n'a pas été modifié après la panthéonisation de Marie Curie malgré l'intervention du sénateur Yann Gaillard lors de la séance au Sénat du 10 octobre 2006. Il indique toujours que « depuis 1907, y repose également une femme, il s'agit de l'épouse de Marcellin Berthelot… ».
Du 5 au 15 mars 2008, la Ville de Paris, en lien avec les Monuments nationaux, affiche neuf grandes figures historiques sur la façade du Panthéon : Olympe de Gouges, Simone de Beauvoir, Charlotte Delbo, Solitude, Colette, Maria Deraismes, Louise Michel, Marie Curie, George Sand.
Dès le décès de Simone Veil, le 30 juin 2017, une pétition est lancée en direction d'Emmanuel Macron, pour sa panthéonisation, idée aussi évoquée par diverses personnalités du monde politique et intellectuel. Les arguments invoqués sont notamment son parcours charismatique pour une femme du XXe siècle : survivante de la Shoah dont elle s'engagera plus tard pour la mémoire, ministre de la Santé ayant mené le combat pour la loi sur l'IVG qui porte son nom (1974), première présidente du Parlement européen élu au suffrage universel (1979) et première femme à ce poste par la même occasion, membre du Conseil constitutionnel (1998-2007), membre de l'Académie française (élue en 2008). Elle est par ailleurs encore en 2016 considérée comme la 2e personnalité préférée des Français, restant un symbole de l'émancipation de la femme, par ses combats menés avec succès dans un milieu politique alors très machiste. Le 5 juillet 2017, lors de l'hommage national aux Invalides, le président de la République Emmanuel Macron annonce sa décision, en accord avec sa famille, de transférer les dépouilles de Simone Veil et son mari Antoine au Panthéon.

## Le Panthéon et l'histoire
Depuis plus de 200 ans, le Panthéon a été témoin de nombreuses scènes de l'histoire de France.
Par sa situation dans le Quartier Latin, il est aux premières loges dès que quelques manifestants décident de transformer un mécontentement en révolution. On fait aussi appel à son « esprit » pour commémorer un événement, ou quand on estime l'intégrité de la France en danger.

## Le Panthéon et la science
Le pendule de Foucault est associé à l'histoire du Panthéon de Paris. Quand, en 1851, le physicien Léon Foucault cherche un bâtiment de grande hauteur pour démontrer la rotation de la Terre, le Panthéon, lieu civil, semble tout indiqué. 1902 marquera une autre étape, à la fois scientifique et politique d'une affirmation de l'esprit scientifique dégagé de toute influence religieuse. Depuis 1995, le pendule bat de nouveau dans la nef. Momentanément retiré pendant les travaux de restauration du bâtiment en 2014, il a été réinstallé le 15 septembre 2015.
Par sa situation en hauteur dans Paris, le Panthéon servira de récepteur aux expériences sur la TSF d'Eugène Ducretet.
Une légende[réf. souhaitée] veut que le Panthéon, menacé par l'humidité du sol, aurait été sauvé par l'ingéniosité d'un architecte qui aurait eu l'idée de soulever le bâtiment pour injecter dessous du plomb fondu. Il aurait pratiqué à intervalles réguliers des trous du diamètre d'une barre à mine tout autour de la base de l'édifice, bourré ces trous de sciure de bois et arrosé copieusement le tout. Le bois mouillé aurait alors, en gonflant, soulevé le bâtiment de quelques millimètres, suffisamment pour y couler du plomb en fusion. En séchant, la sciure aurait alors redéposé le Panthéon en douceur sur sa base.
La croix du Panthéon a également servi de point fondamental pour la Nouvelle triangulation de la France (NTF).

## Le Panthéon et l'art

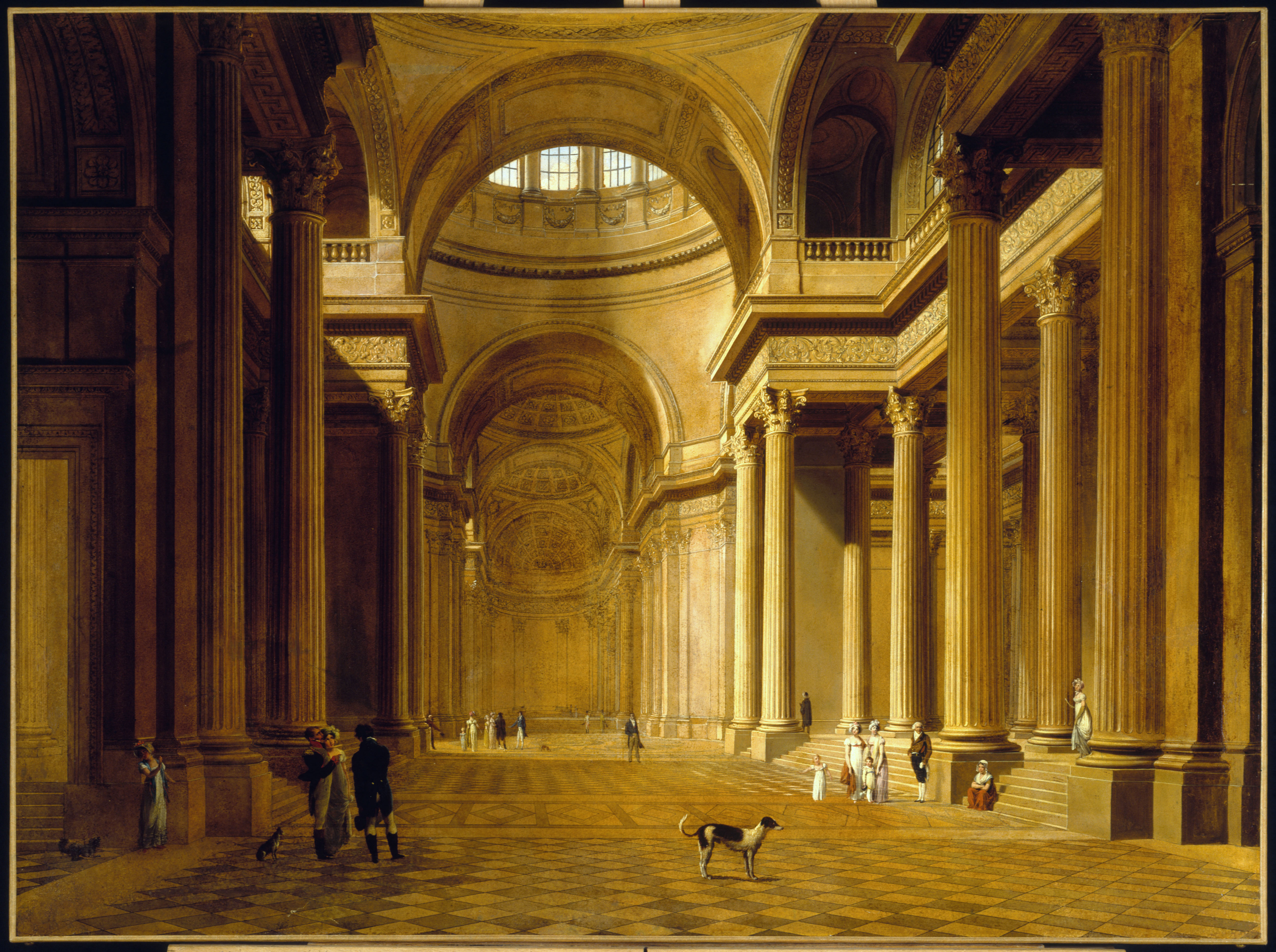
Vue intérieure du Panthéon, Étienne Bouhot, vers 1810 (musée Carnavalet).

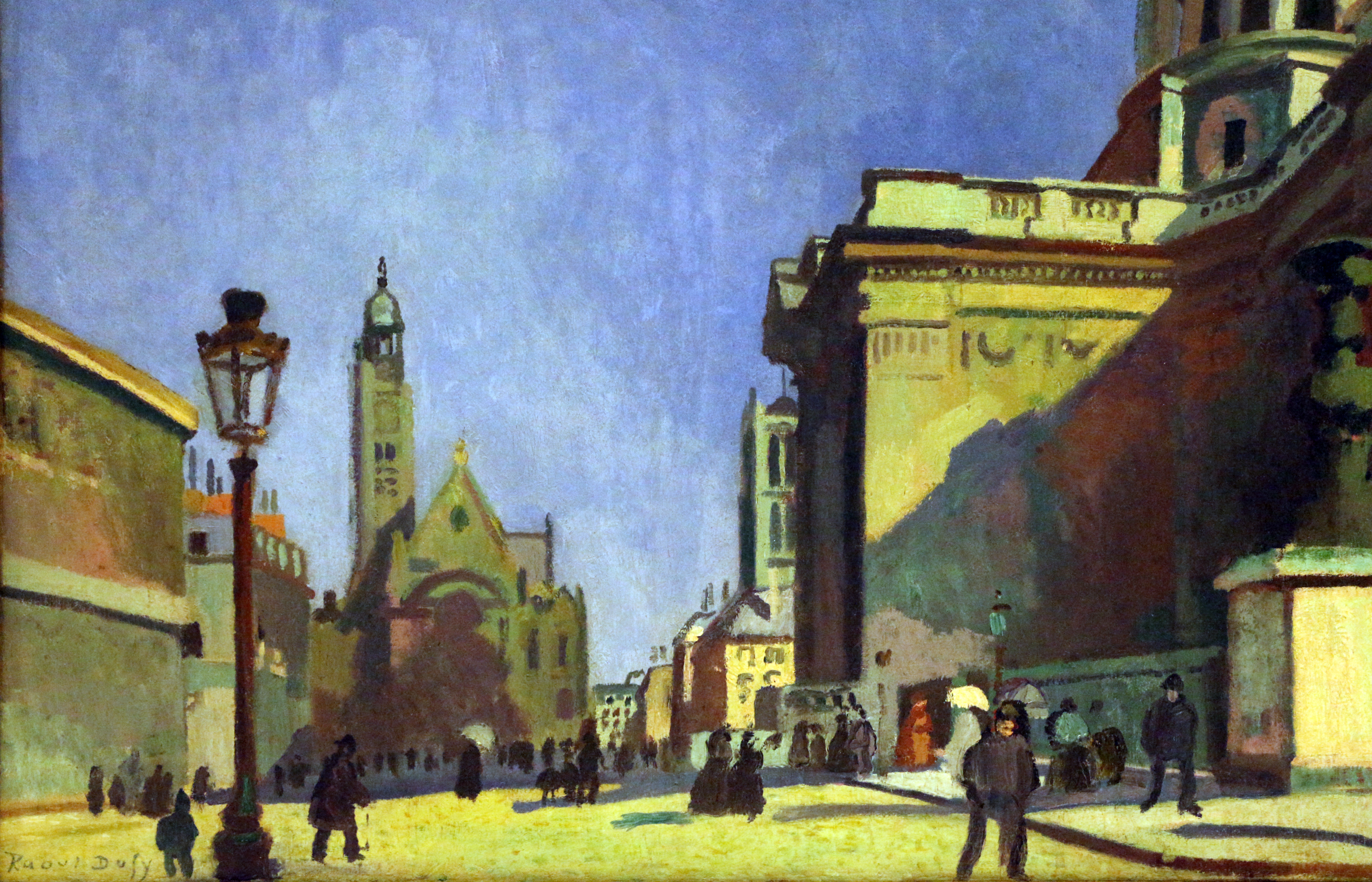
Le Panthéon et Saint-Étienne du Mont, Raoul Dufy, 1903.

Sa position dominante en haut de la colline Sainte-Geneviève comme sa forme originale ont su, dès sa construction, attirer l'œil d'artistes confirmés comme Van Gogh, Marc Chagall ou celui des amateurs. Symbole républicain, il sera mis en poème par Victor Hugo, il est aussi le sujet de plusieurs livres.
Il est maintenant aussi lieu d'exposition où des artistes contemporains comme Gérard Garouste ou Ernesto Neto profitent du vaste espace de la nef pour y accrocher leurs œuvres.
En revanche, le Panthéon ne compte que six écrivains, parmi lesquels Victor Hugo, Alexandre Dumas, Émile Zola, un seul peintre (Joseph-Marie Vien, artiste officiel du premier Empire) et aucun musicien.
À partir de 2018, à l'occasion de l'entrée au Panthéon (11 novembre 2020) de la dépouille de l'écrivain Maurice Genevoix, également ancien combattant de la Première Guerre mondiale, le plasticien Anselm Kiefer exécute une commande du président de la République Emmanuel Macron en vue d'y installer des œuvres accompagnant l'événement. Elles ne sont pas destinées à y perdurer indéfiniment, tout en restant néanmoins pérennes.

## Accès
Ce site est desservi par les stations de métro Cardinal Lemoine et Place Monge, par la station Luxembourg de la ligne B du RER et par les lignes de bus RATP : 21, 24, 27, 38, 75, 84 et 89.
L'accès au Panthéon est payant.

## Voir aussi

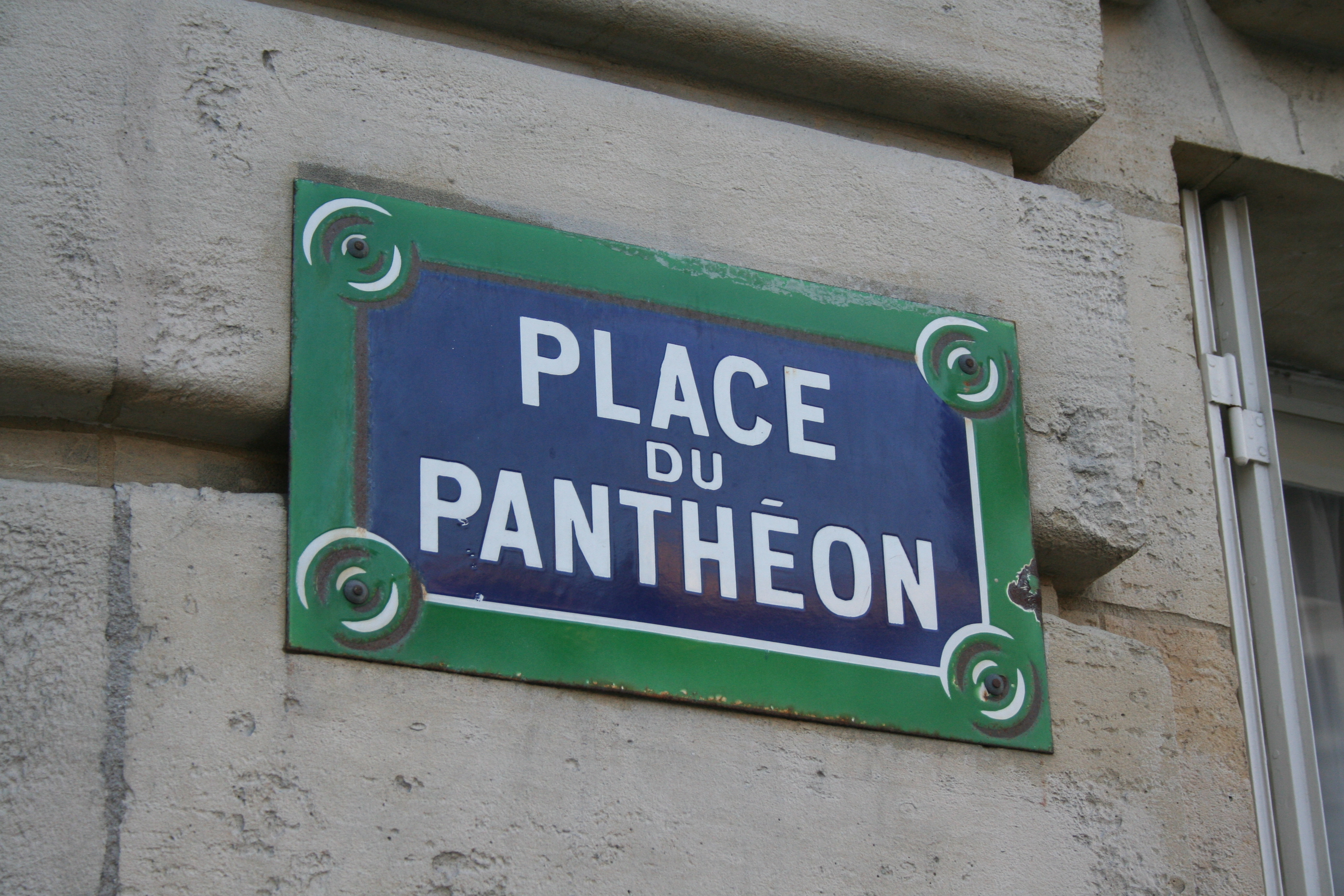